# Scheibbs
Scheibbs ist eine Stadtgemeinde und Sitz der Bezirkshauptmannschaft mit 4198 Einwohnern (Stand 1. Jänner 2025) im gleichnamigen Bezirk Scheibbs in der niederösterreichischen Eisenwurzen im Mostviertel. Das Gemeindegebiet erstreckt sich über einen großen Teil des mittleren Erlauftals. Die Stadt Scheibbs selbst liegt etwa 20 km südlich der Westautobahn bzw. der Donau bei Ybbs und ist der historische, verwaltungstechnische und medizinische Mittelpunkt des Bezirks Scheibbs. Wirtschaftlich nimmt in der Gemeinde neben dem Verwaltungs- und Dienstleistungssektor die Produktion von Aufzügen eine herausragende Stellung ein, des Weiteren ist die Bevölkerung insbesondere in Klein- und Mittelbetrieben oder der Landwirtschaft beschäftigt. Scheibbs, am Übergang zwischen hügelig-sanftem Alpenvorland und bergigen Voralpen, gilt als Tor ins Ötscherland und zählte als Umschlagplatz von Agrarprodukten und Eisenfabrikaten neben Steyr und Waidhofen an der Ybbs zu den bedeutendsten und wohlhabendsten Städten der Eisenindustrie nördlich der Alpen. Das jahrhundertealte Erbe der Eisenwurzenregion ist in der Betriebslandschaft kaum noch spürbar, ebenso wenig die historisch starken Bande mit der Kartause Gaming, deren Besitz Scheibbs über Jahrhunderte hinweg war.

## Name
Scheibbs wurde erstmals im 12. Jahrhundert urkundlich erwähnt. In einer Originalurkunde vom 19. August 1160, die sich im Stift Reichersberg im oberösterreichischen Innviertel befindet, erscheint ein Otto de Schibis, Gefolgsmann der Grafen von Peilstein. Der Name Scheibbs stammt vermutlich aus dem Slawischen, als nach dem Ende der Völkerwanderung um 568 Slawen aus Pannonien ins Gebiet drangen. Sie bezeichneten die damalige Ansiedlung Ščipéčje, was so viel wie „wildwachsende Hecken-Rose“ bedeutet. Noch heute gibt es mundartliche Begriffe wie „Hetscherl“ oder „Hetschipetsch“. Aus dem slawischen Ščipéčje wurde nach dem Erlöschen der slawischen Sprache in der Region um 1160 Scibes, um 1200 Schibes, 1367 Schibsa, 1537 Scheybs, 1700 Scheibs und 1800 Scheibbs.

## Geografie

### Lage

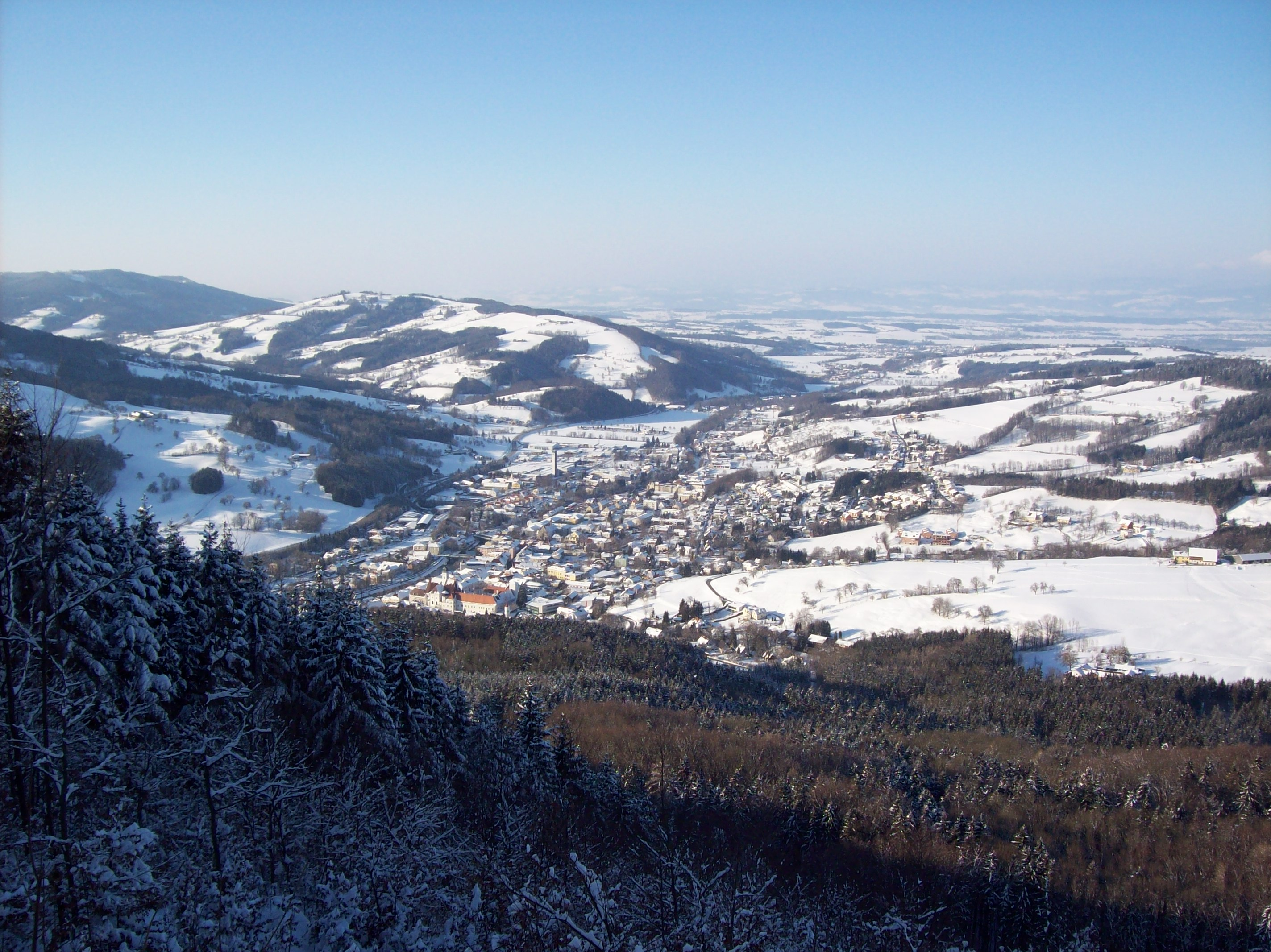
Blick auf Scheibbs vom Blassenstein in Richtung Norden

Gemeindegliederung Scheibbs (rot dicht verbautes Gebiet)

Der Bezirk Scheibbs ist ein Teil der Eisenwurzen sowie des Mostviertels in Niederösterreich, welches den Südwesten des Bundeslandes umfasst, inklusive der Zentralregion um St. Pölten. Das Gemeindegebiet von Scheibbs liegt im Zentrum des Bezirkes und umfasst im Wesentlichen das mittlere Erlauftal sowie die umliegenden Voralpen. Die Stadt Scheibbs liegt an der Großen Erlauf, die bei Pöchlarn in die Donau mündet, der die Region beherrschende Ötscher ist meist in Sichtweite. Die Fläche der Stadtgemeinde umfasst 45,96 Quadratkilometer. 48 Prozent der Fläche sind bewaldet.

### Gemeindegliederung
Die Stadtgemeinde Scheibbs besteht aus sechs Katastralgemeinden, namentlich aus Brandstatt, Fürteben, Ginning, Neustift bei Scheibbs, Scheibbs und Scheibbsbach.
Die sechs Katastralgemeinden umfassen jedoch mehrere Siedlungsgebiete, die aus der Stadt Scheibbs und den umliegenden Orten sowie den Siedlungen auf den Anhöhen rund um Scheibbs bestehen und sich aus der Geschichte erklären. So waren damals beispielsweise die Orte Schöllgraben und Scheibbsbach außerhalb der Stadtmauer, im Laufe der letzten 100 Jahre sind diese Siedlungsgebiete mit dem Stadtkern zusammengewachsen, sodass heute nur mehr Reste der mittelalterlichen Stadtmauer erahnen lassen, wo die Grenzen verlaufen.
Das Gemeindegebiet umfasste bis 2017 folgende 14 Ortschaften (in Klammern Einwohnerzahl Stand 1. Jänner 2017):
- Brandstatt (485)
- Fürteben (62)
- Ginning (219)
- Ginselberg (34)
- Heuberg (87)
- Hochbruck (40)
- Lueggraben (34)
- Miesenbach (170)
- Neubruck (1)
- Neustift (372)
- Saffen (254)
- Scheibbs (1720)
- Scheibbsbach (732)
- Schöllgraben (14)

Seit einer Neugliederung 2018 umfasst das Gemeindegebiet formal nurmehr eine Ortschaft (in Klammern Einwohnerzahl Stand 1. Jänner 2025):

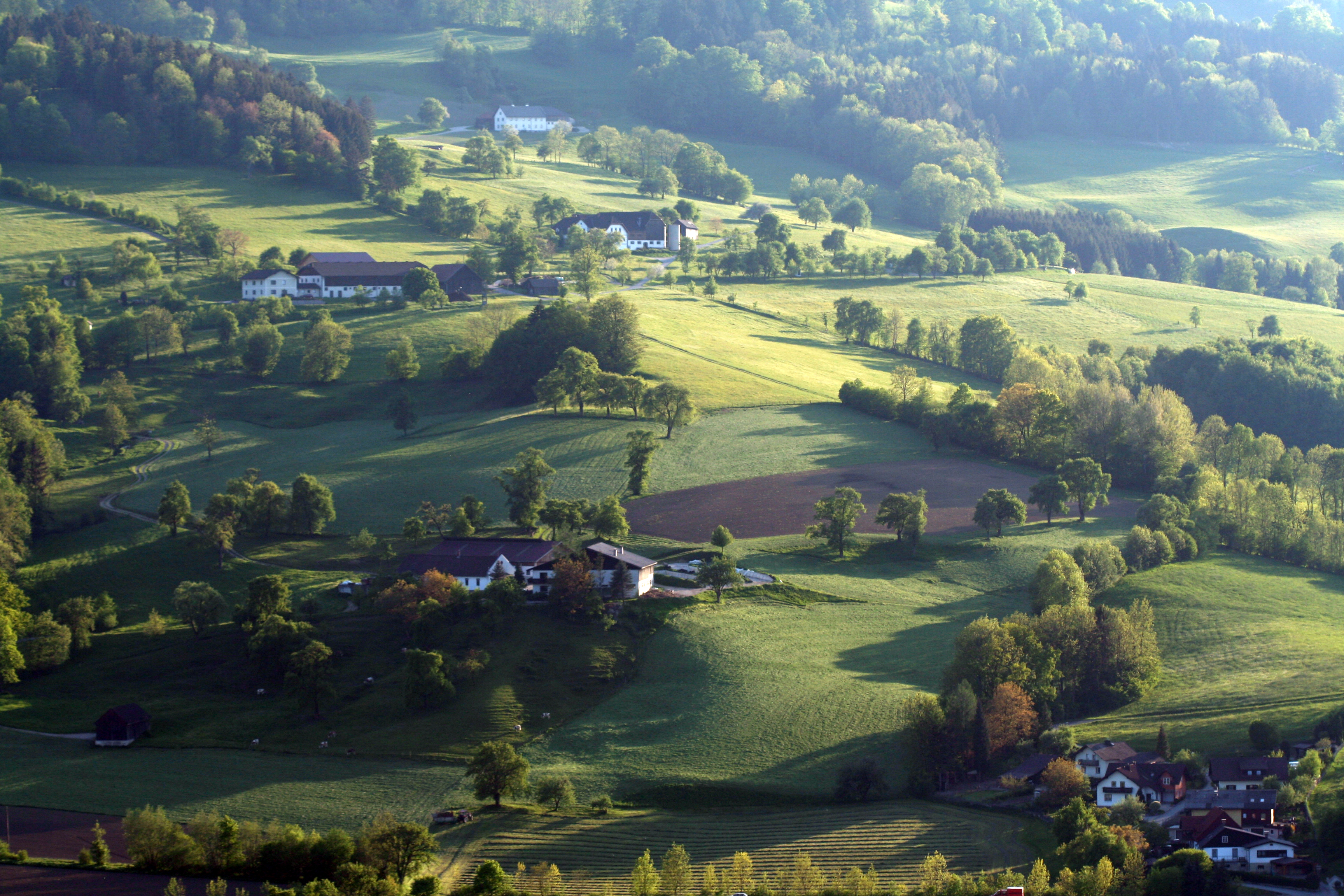
Hügellandschaft nordwestlich von Scheibbs (Brandstatt) mit Einzelgehöften

- Scheibbs (4198)

### Nachbargemeinden
|           | Purgstall                                   | Oberndorf an der Melk      |
| Reinsberg | Kompassrose, die auf Nachbargemeinden zeigt | St. Georgen                |
|           | Gaming                                      | Sankt Anton an der Jeßnitz |

### Flächennutzung
Das Gemeindegebiet von Scheibbs umfasst 45,96 km², wobei 47,96 Prozent an Waldflächen entfallen, die sich hauptsächlich auf den Anhöhen rund um Scheibbs befinden.

### Geologie
Im Süden wird Scheibbs von der ultrahelvetischen Grestener Klippenzone und penninischen Ybbsitzer Klippenzone, im Norden von der penninischen Flyschzone geprägt. Höhenzonal liegt das Gemeindeareal im kollin-submontanen Bereich und weist entsprechend der polymorphen geologischen Struktur auch chorographisch unterschiedliche Landschaftsformen auf. Von der erst im Quartär den heutigen Zustand erreichenden Erlaufniederung erheben sich links und rechts die das Relief bestimmenden Höhenrücken von Lampelsberg und Blassenstein, die am Übergang zum Alpenvorland der Szenerie beinahe alpinen Charakter verleihen.

### Berge

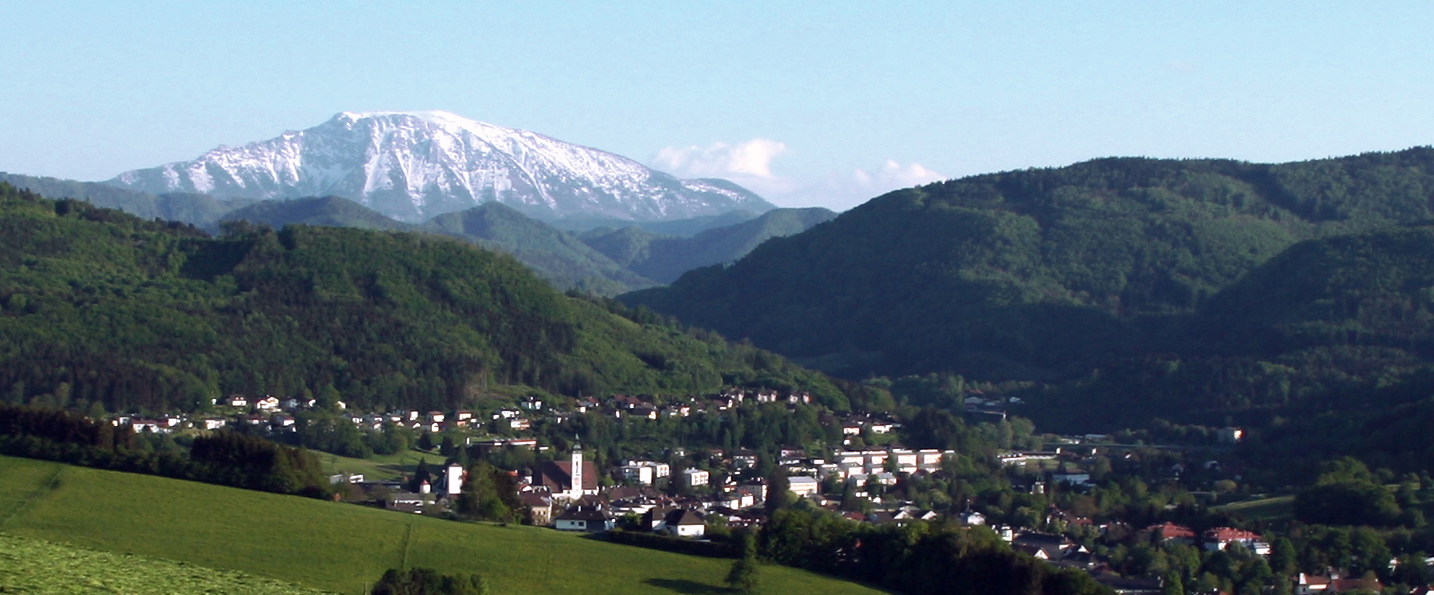
Scheibbs mit dem Ötscher

Scheibbs liegt in den Voralpen und befindet sich im Übergangsbereich vom Flach- und Hügelland zu voralpinen Ausläufern. Das Gemeindegebiet gehört mit seinen Anhöhen bis weit über 800 m der oberen Hügelstufe bzw. unteren Bergstufe an. Rund um Scheibbs befinden sich Hochweinberg, Lampelsberg, Ginselhöhe, Buchberg, Schneekogel, Hochkienberg, Roter Stein, Greinberg, Holzkogel und der Blassenstein (844 m) mit der am 9. August 1903 eröffneten Urlingerwarte, einer Aussichtswarte, von der man bei klarem Wetter nahezu das gesamte Mostviertel überblickt, bis Linz, St. Florian in Oberösterreich und ins Waldviertel. Natürlich allgegenwärtig ist der Ötscher mit 1892 m Höhe.

### Flüsse

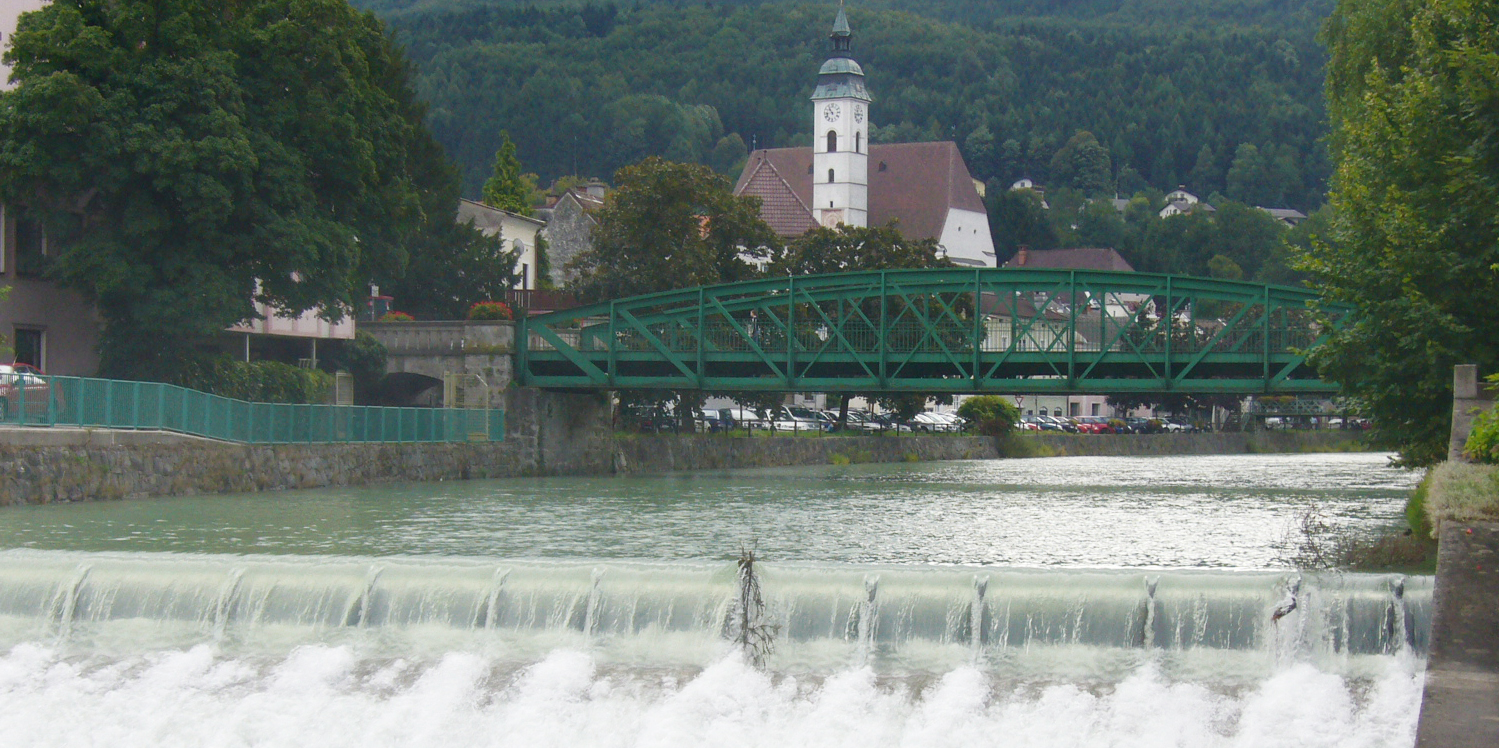
Blick über die Erlaufwehr Richtung Altstadt

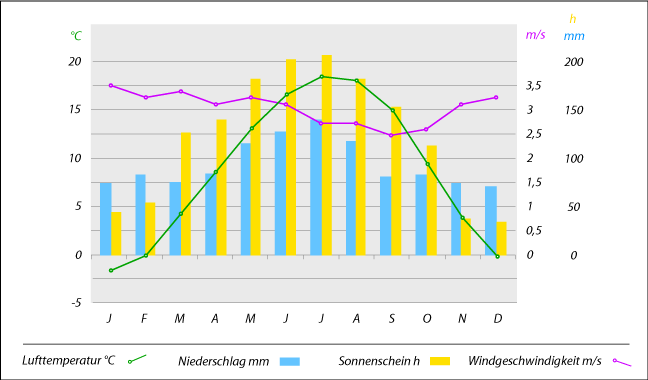
Statistische Klimawerte (Temperatur, Niederschlag, Sonnenstunden, Windgeschwindigkeit)

Der wichtigste Fluss ist die Erlauf, die im Oberlauf Güteklasse I-II, im übrigen Verlauf Güteklasse II aufweist. Die Erlauf ist etwa 70 km lang und fast 40 Prozent des Flussverlaufes sind noch als naturnah zu nennen. Eine Fischwanderung ist aufgrund mehrerer Kraftwerke dennoch nicht möglich. Außerdem gibt es noch einige Bäche, wie Scheibbsbach, Lueggrabenbach und Schöllgrabenbach. Auch ein Teil der II. Wiener Hochquellenwasserleitung quert das Gemeindegebiet. Dies ist auch der Grund, warum auf einer konstanten, linearen Höhe über Scheibbs nicht gebaut werden darf und zwar dort, wo die Gefahr besteht, dass der Hang abrutscht (Ausnahme: BORG Scheibbs, wo es bei dessen Bau auch zu Rutschungen kam, die mit riesigen Fundamenten gestoppt werden mussten).

### Klima
Scheibbs liegt großklimatisch im Bereich der Westwindzone. Es herrschen daher abgeschwächte ozeanische Klimaeinflüsse vor. Die Jahresdurchschnittstemperatur liegt bei 8,7 °C, der durchschnittliche Niederschlag bei 1144 mm und Sonnenstunden bei 1508 h im Jahr.

## Geschichte

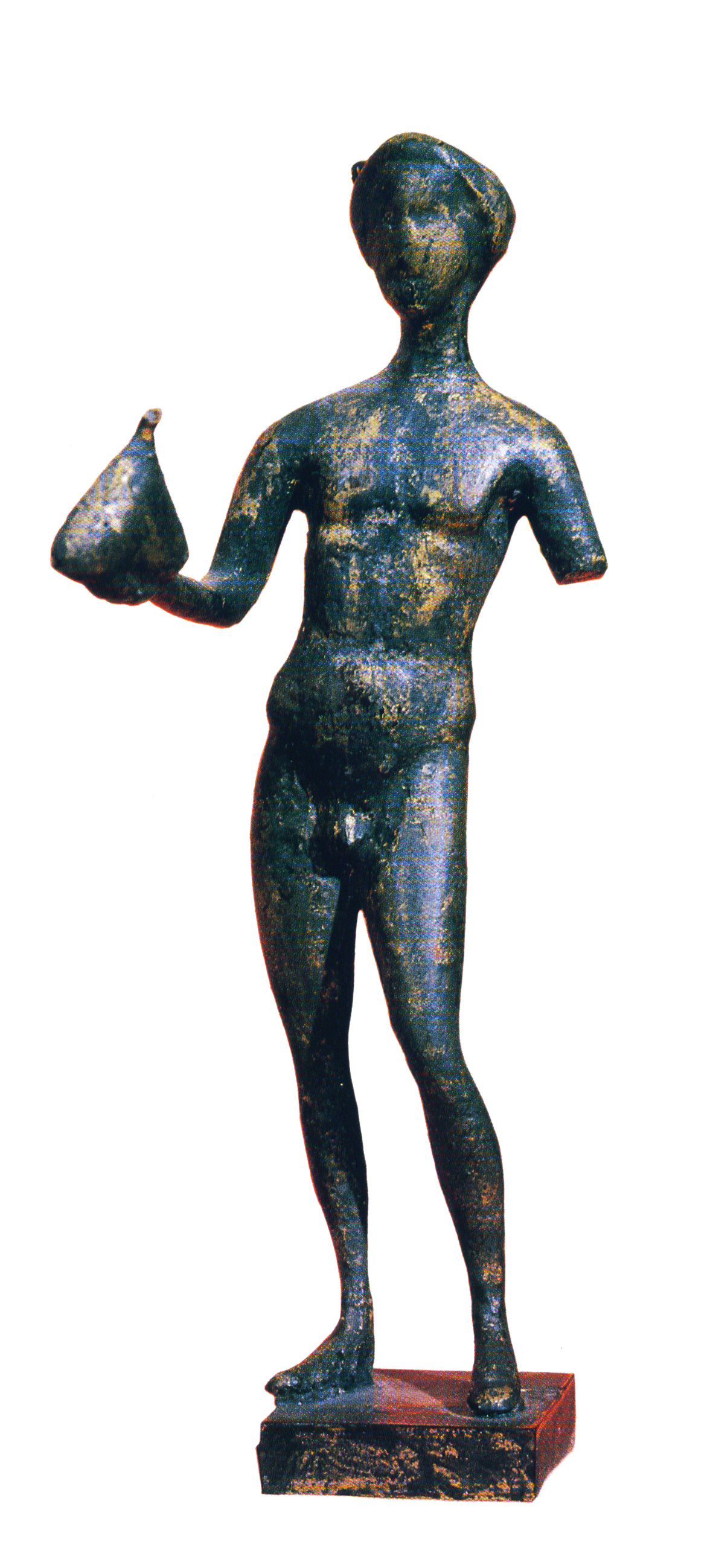
Mercurius von Scheibbs im Kunsthistorischen Museum Wien

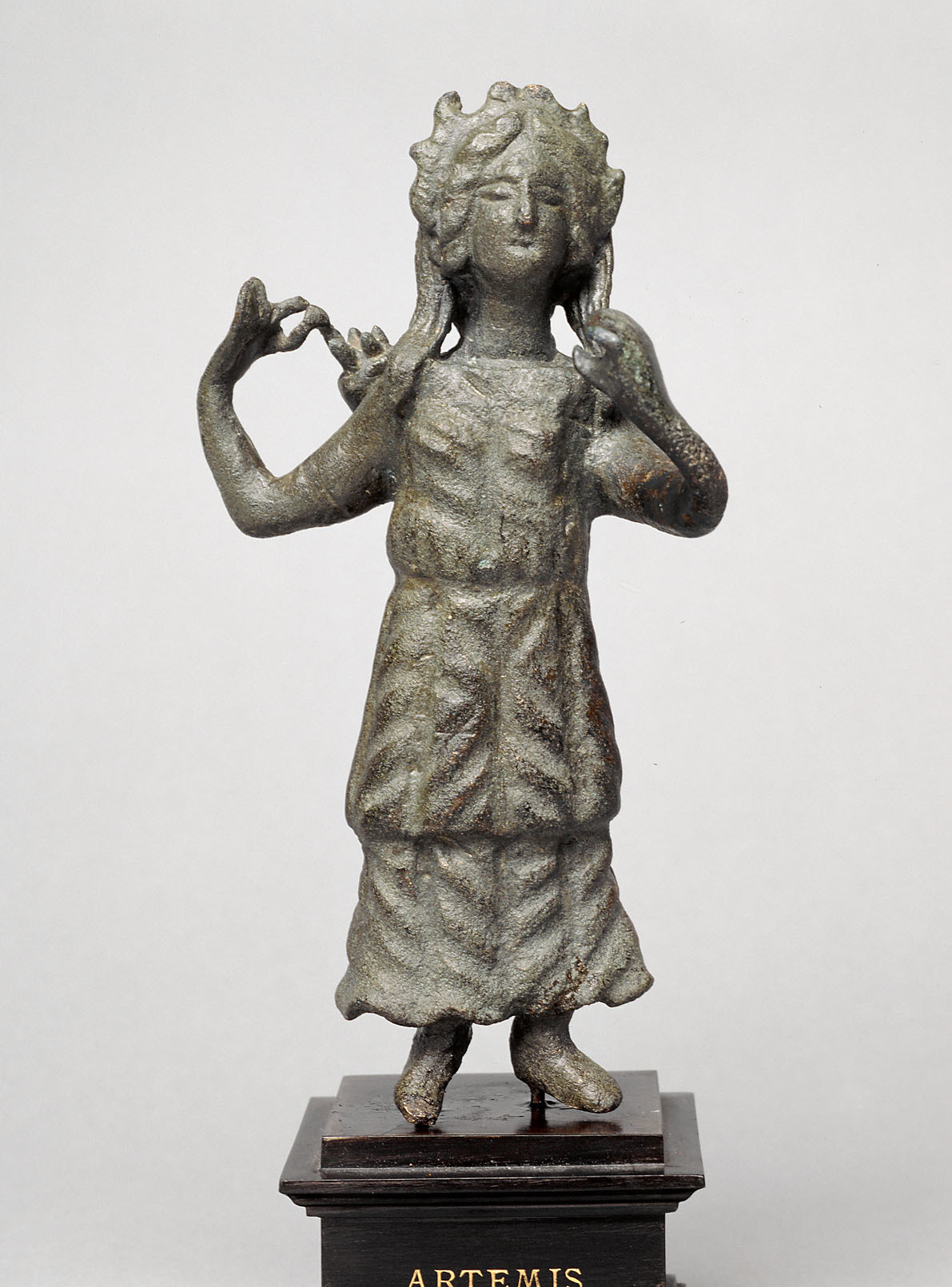
Diana von Scheibbs

### Vorgeschichte und Antike
Einige Funde belegen eine Besiedlung bereits in der Jungsteinzeit (zum Beispiel am Blassenstein). Daraufhin folgten die Kelten (400 v. Chr.), die dem beherrschenden Berg der Region den Namen ocan für „Vaterberg“ gegeben haben sollen, woraus Ötscher entstand. Die keltische Statuette Diana von Scheibbs aus dem 2. bis 3. Jh. n. Chr., die 1864 in einem Feld bei Scheibbs gefunden wurde und sich nun im Kunsthistorischen Museum in Wien befindet, zeugt von der Anwesenheit der Kelten. Die bronzene römische Mercurius-Statue, die sich heute ebenfalls im Kunsthistorischen Museum in Wien befindet und etwa 250 n. Chr. datiert, zeugt von der Anwesenheit der Römer, im Altertum war das Gebiet Teil der Provinz Noricum. Sicher hatten schon Kelten oder Römer auf dem erhöhten Platz (heute Rathausplatz), wo sich heute Schloss und Pfarrkirche befinden, eine Wehrburg für eine kleine Ansiedlung errichtet, die 488 geräumt wurde, diente aber der einheimischen Bevölkerung in unruhigen Zeiten immer wieder als Fluchtburg.

### Scheibbs im Mittelalter
Mit dem Ende der germanischen Völkerwanderung drangen im 6. Jahrhundert (um 568) Slawen aus Pannonien ein (Einmarsch der Slawen). Sie mussten sich bald der Herrschaft der Awaren unterwerfen, die 795 endgültig von Pippin, Sohn Karls des Großen, geschlagen wurden. Im Osten wurde eine Mark gebildet (Awarische Mark), die jedoch 907 von den Magyaren zerstört wurde. Nun herrschten diese fünf Jahrzehnte, bis sie 955 auf dem Lechfeld bei Augsburg durch die Deutschen unter König Otto I. eine schwere Niederlage erlitten. Ab 976 regierten Markgrafen und Herzöge aus dem Geschlecht der Babenberger das Land. Ostarrichi war als Grenzmark zunächst nur ein schmaler Landstreifen zwischen Enns und Traisen (entspricht in etwa dem heutigen Mostviertel). Seit dem beginnenden 11. Jahrhundert kamen neue Bewohner, vorwiegend aus Bayern, ins Land, errichteten Weiler und Dörfer, erbauten Burgen und später auch Siedlungen.
Im Mittelalter stand an der Stelle von Schloss Scheibbs eine Burg als Zentrum einer Handwerkssiedlung. Vermutlich handelt es sich beim Schloss Scheibbs um eine Burg-Kirchenanlage des frühen Mittelalters, die an einem strategisch günstigen Punkt im Erlauftal (Kreuzung mit der Verbindung Ybbstal – Melktal) von den Vorfahren der Grafen von Peilstein errichtet und später ein wesentlicher Bestandteil der Befestigungsanlage von Scheibbs wurde. Konrad I. von Peilstein machte das „Gemäuer“ zum Verwaltungszentrum seiner Herrschaft.

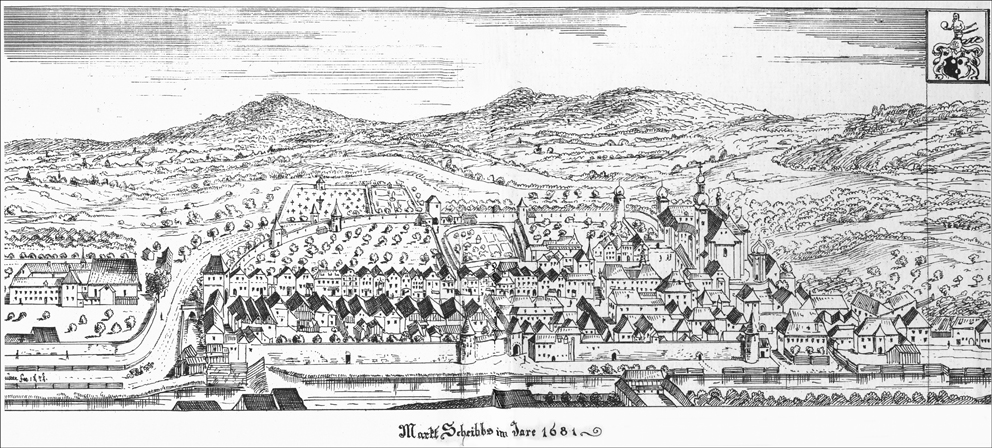
Der „Markt“ Scheibbs 1681

1160 erscheint urkundlich ein Otto de (von) Scibis (Schibis), Gefolgsmann der Grafen von Peilstein, die Scheibbs 1120 zum Verwaltungszentrum ihrer Gebiete machten und bis 1218 Herrschaftsinhaber waren. Scibis war von den Peilsteinern als Verwalter des kleinen Wehrbaues eingesetzt worden. Der Vorläufer des späteren Schlosses war mit Ausnahme der Kirche das einzige gemauerte Gebäude weit und breit und wurde daher als „Gemäuer“ bezeichnet. Scheibbs war damals eine Grenzsiedlung gegen Karantanien. Vor den dort lebenden Slawen hatte man im 11. und 12. Jahrhundert noch großen Respekt. Von Scheibbs aus konnte jederzeit der Verkehr im Erlauftal kontrolliert werden. Nach dem Aussterben der Peilsteiner fiel Scheibbs um 1218 an die Babenberger und wurde landesfürstlich, welche im 14. Jahrhundert Markt (1338) und Burg (1349) der Kartause Gaming schenkten. Ab diesem Zeitpunkt war das Schicksal von Scheibbs über Jahrhunderte hinweg eng mit der Kartause verknüpft. Bis zur Aufhebung des Klosters 1782 war Scheibbs weltliches Verwaltungszentrum der Klosterherrschaft. Die Gaminger Amtleute und Hofrichter hatten ihren Sitz im Schloss Scheibbs.
Scheibbs ist seit 1352 Stadt, den Titel erhielt Scheibbs von Herzog Albrecht II. zugesprochen, wurde aber in der Folgezeit stets als Markt bezeichnet (Titularstadt). Sitz der Scheibbser Marktrichter war seit 1538 das von den Bürgern erworbene Rathaus. Herrschaftsrechte besaßen die Gaminger Kartäuser über Stadt und Schloss Scheibbs, Oberndorf, Texing und Ruprechtshofen. Obwohl sie keine Seelsorger stellten, wurden ihnen die großen Pfarren Gaming und Scheibbs, Ruprechtshofen und Oberndorf mit den Filialen Texing, Neuhaus, Lackenhof und St. Anton an der Jessnitz einverleibt.
1348 trat die Pest zum ersten Mal auf, bis 1732 insgesamt 20 Mal. Meist waren Kinder und Jugendliche betroffen. Ein Pestkreuz von 1644 erinnert noch an diese Zeit.
1448 schloss sich Scheibbs mit acht niederösterreichischen Gemeinden – Amstetten, Waidhofen, Ybbs, Ybbsitz, Pöchlarn, Wieselburg, Gresten und Pöggstall – zu einem Gauhandelsverband zusammen, der die steirischen Eisenbetriebe mit Proviant und Waren versorgte und dafür am Eisentransport und -handel beteiligt war. Ende des Jahrhunderts, als die Zahl der beteiligten Orte auf achtzehn gestiegen war, ließen Scheibbs, Pöggstall und Gresten, deren Fuhrwerke vornehmlich in Pöchlarn be- und entladen wurden, den bisher nur von Saumtieren passierbaren Weg über den Grubberg vom Erlauf- ins Ybbstal zur Fahrstraße ausbauen. Nun lag Scheibbs an der bald frequentierten Dreimärktestraße zur Donau.
Mittelalterliche Burgen um Scheibbs: Siehe Burgruinen im Erlauftal

### Scheibbs während Neuzeit und Dreißigjährigem Krieg

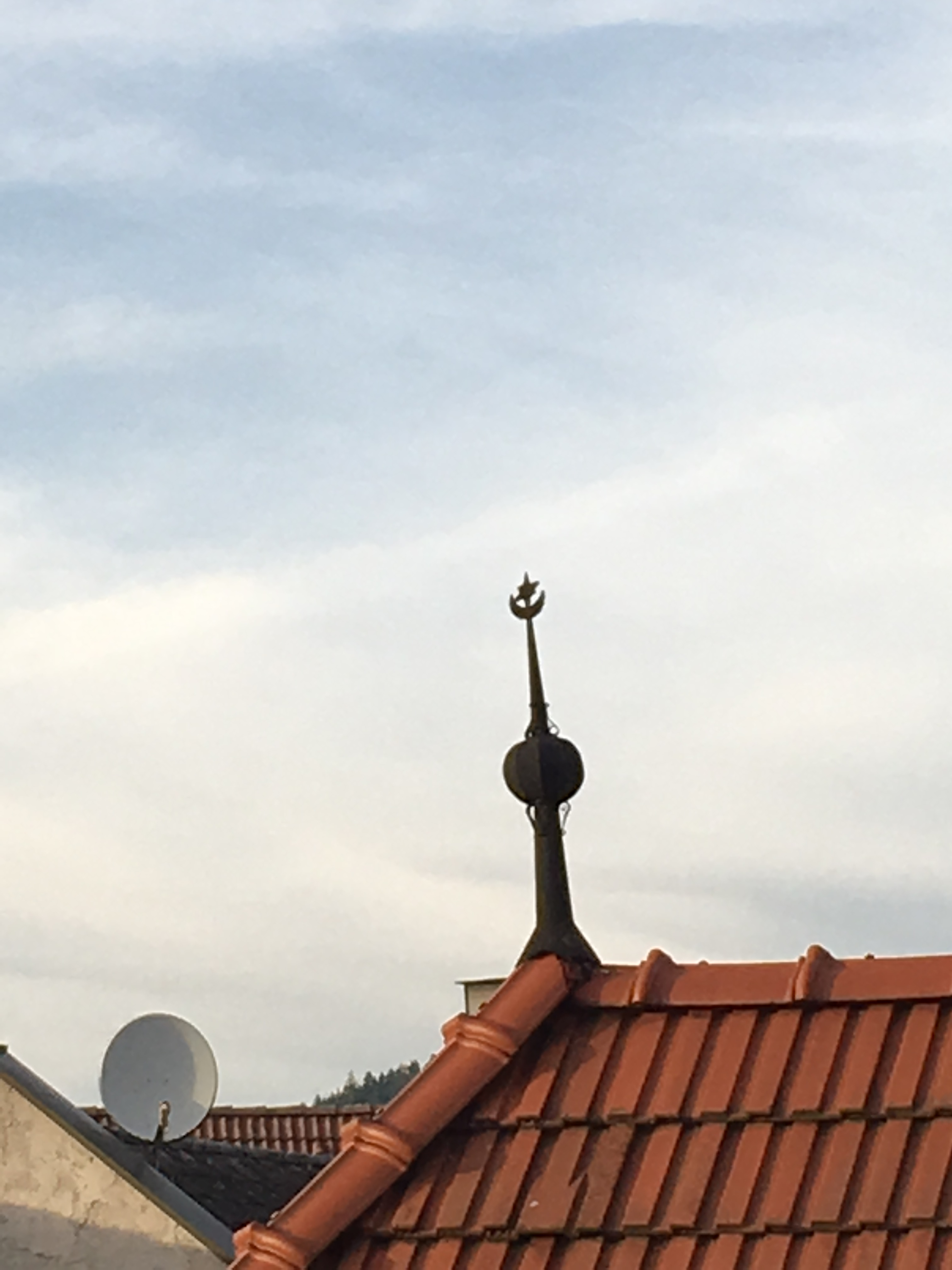
Dachverzierung anlässlich des Sieges über die Osmanen während der Türkenbelagerung

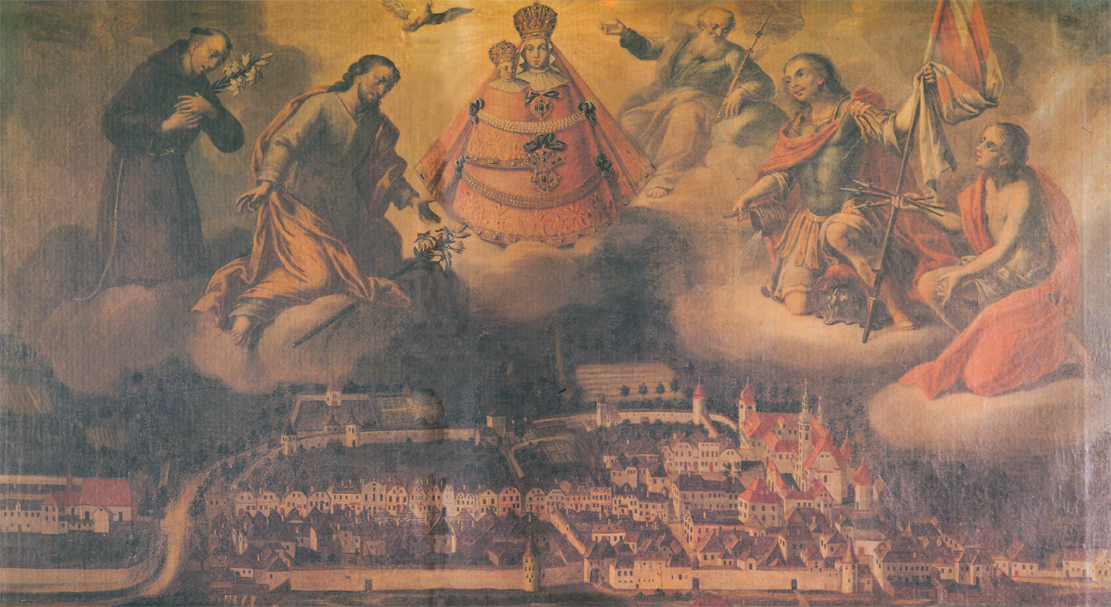
Ansicht von Scheibbs von 1678/1764

1529 wurden Scheibbs und das Gaminger Kloster von den Türken angegriffen, sie konnten jedoch abgewehrt werden. 1537 erhielten die Scheibbser für ihre Tapferkeit während der Türkenbelagerung vom Landesfürsten ein Wappen verliehen.
Ab 1538 kommt es durch die steigende Erzproduktion am Erzberg und dem damit verbundenen Bedarf an Lebensmitteln zu einer neuerlichen wirtschaftlichen Hochblüte, und Scheibbs wurde neben Waidhofen/Ybbs zum wichtigsten und wohlhabendsten Ort in der niederösterreichischen Eisenwurzenregion. Mit den Märkten Purgstall und Gresten bestand das Privileg, die Erzberg-Bergleute mit landwirtschaftlichen Produkten zu versorgen. 1561 wurde die Dreimärkterstraße errichtet, wonach der Eisenhandel erst richtig aufblühte. Der Scheibbser Metzen ist ein altes Getreidemaß (ein Metzen entsprach 61,5 Litern), das zeitweise sogar die Preise der gesamten Donaumonarchie geregelt haben soll.
1544 wurde die Talenge Peutenburg, die einen regen Verkehr im Erlauftal zwischen Scheibbs und Gaming verhinderte, mit Schwarzpulver, freigesprengt. Damit wurde der alte, beschwerliche Weg über den Lueggraben nach Gaming obsolet. Eine Sprengung eines Felsens war zum damaligen Zeitpunkt eine Besonderheit, Schwarzpulver wurde erst kurz zuvor in China erfunden und danach vorrangig militärisch eingesetzt.
Als sich im Herbst 1595 die niederösterreichischen Bauern diesseits und jenseits der Donau gegen ihre Grundherren erhoben, stellten sich der Marktrichter Walberger, der Marktmüller Urberger und der Kastner Preuß aus Scheibbs an die Spitze der Aufrührer und belagerten den Prior Bartholomäus, der sich im Schloss Scheibbs verbarrikadiert hatte. Als dem Kartäuseroberen die Flucht gelang und er in Prag bei Kaiser Rudolf II. vorstellig geworden war, begann im Frühjahr 1596 die Strafexpedition der unter Befehl des Obersten Wenzel Morakschi zu Litschau stehenden Schwarzen Reiter. Nach der Niederschlagung der Aufständischen im Waldviertel trieben die Kaiserlichen auch die Bauern südlich der Donau zu Paaren. Die Köpfe des Müllers und Kastners fielen auf dem Marktplatz von Scheibbs durch das Schwert, dem Marktrichter schlug der Henker erst die rechte Hand ab, mit der er seinem Grundherren die Treue geschworen hatte, und hing sie an den Marktpranger, bevor der Delinquente selbst zwischen Scheibbs und Gaming an einen Baum geknüpft wurde. Ein Dutzend von den übrigen Rädelsführern ließ Marakschy zu Schanzarbeiten nach Wien bringen. Dort wurden auch sie abgeurteilt.

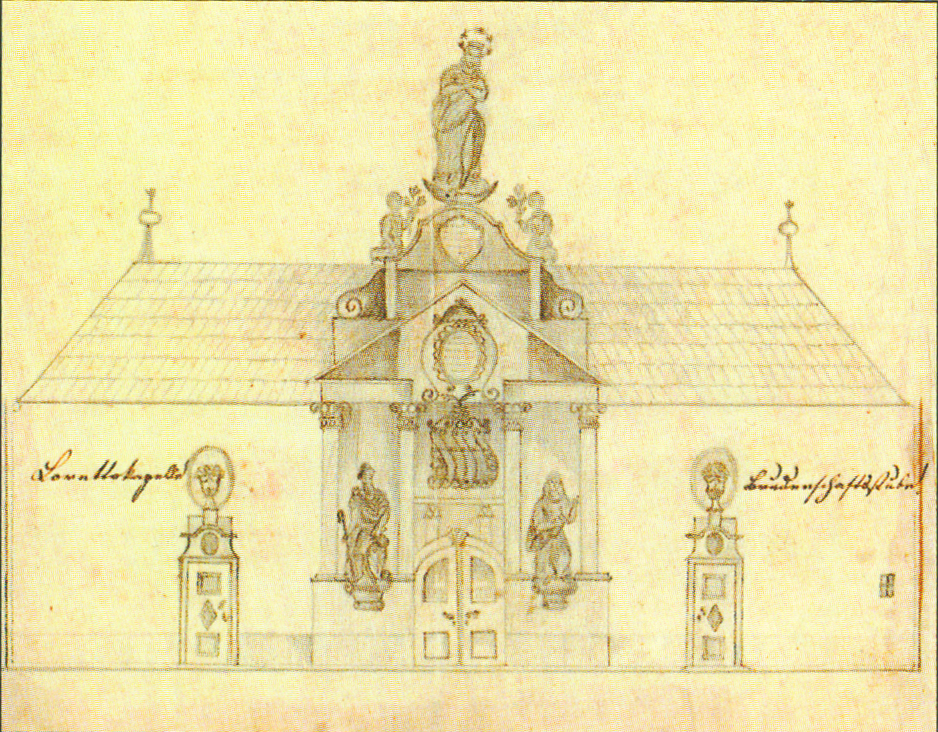
Das Bruderschaftsgebäude

1643 wurde in Scheibbs die Rosenkranzbruderschaft gegründet. Der seit 1618 andauernde Dreißigjährige Krieg führt zu mehr Gottessuchenden. Die Mitglieder der „Erzbruderschaft Jesus und Maria des Allerheiligsten Rosenkranzes“ verpflichteten sich zu bestimmten Andachtsübungen und werktätiger Nächstenhilfe. Nicht nur aus Scheibbs, bis ins Ybbstal, von Purgstall, Ruprechtshofen und sogar Loosdorf und Waidhofen/Ybbs waren Mitglieder vertreten. Durch Spenden und Legate wuchs das Vermögen derart an, dass 1667 eine eigene Kapelle nördlich der Pfarrkirche direkt am Rathausplatz an der ehemaligen Friedhofsmauer errichtet wurde. 1782 wurde die Rosenkranzbruderschaft von Joseph II. aufgehoben. Erst 1830 wurden das Bruderschaftsgebäude und der alte Friedhof abgetragen.
1645 vernichtete ein Großbrand 36 von 71 Bürgerhäusern, darunter die Kirche, das Rathaus und die Schule, 1683 standen die Türken mit 200 Mann wieder vor Scheibbs, sie wollten Verräter einschleusen, die dann bei Nacht die Stadt anzünden sollten. Doch diese wurden entdeckt und sofort hingerichtet.

### Scheibbs während der Industrialisierung

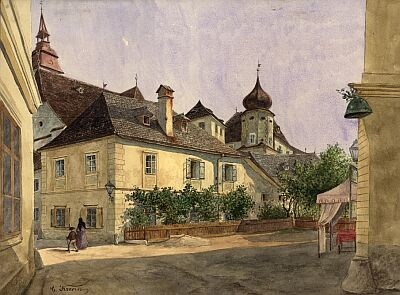
Hauptstraße 1870/80

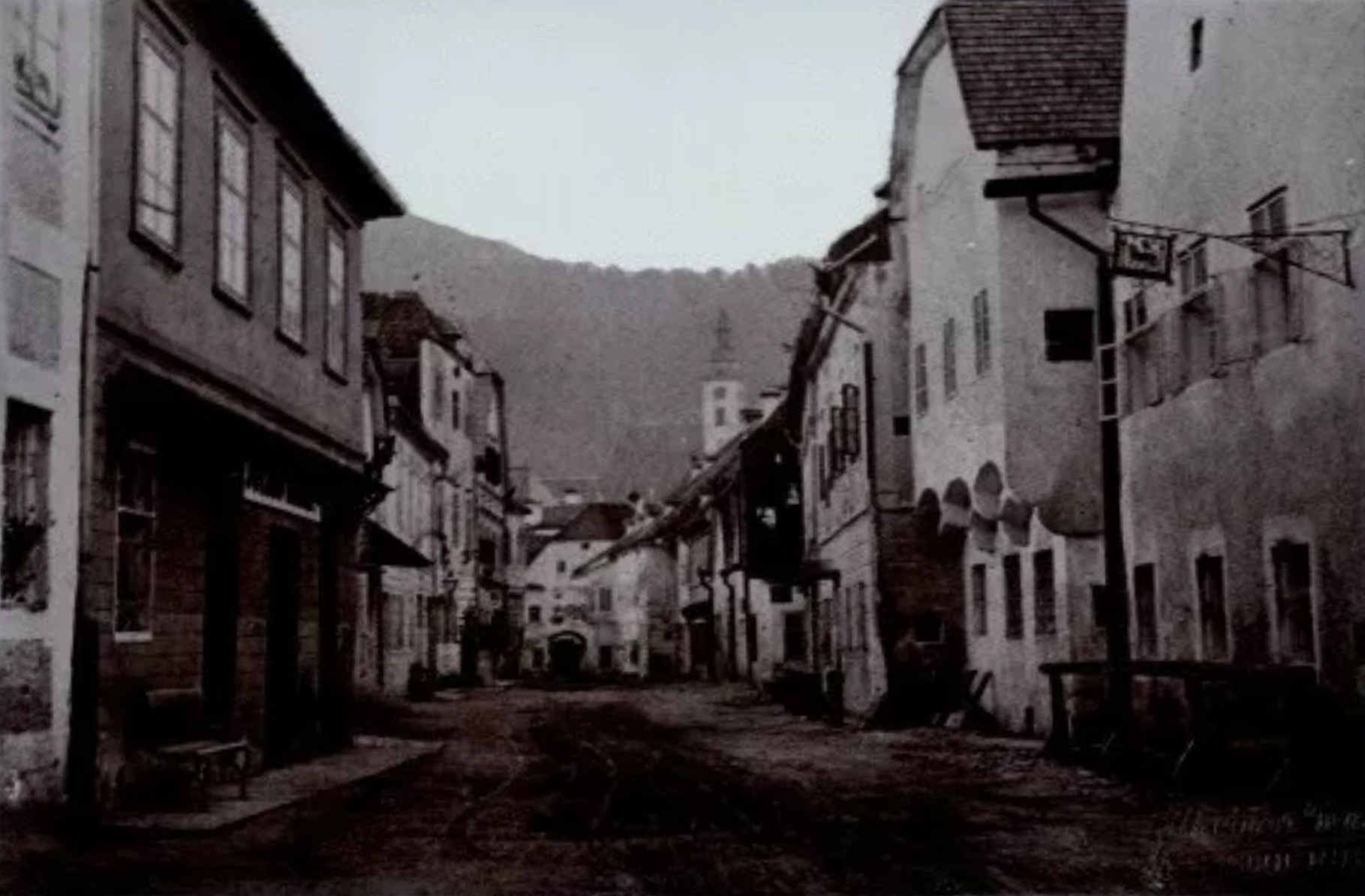
Hauptstraße 1850/60

1711 verwüstete ein Wirbelsturm die Stadt. 1781/82 herrschte wieder Katastrophenstimmung, denn die wirtschaftliche Blütezeit der Eisenwurzen wurde durch die Einführung einer Freihandelszone jäh beendet; die Kartause Gaming wurde aufgehoben. 1800 wurde die Erlauf in Scheibbs zur Demarkationslinie zwischen Erzherzog Karl von Österreich und dem französischen General Moreau.
1820 wurde in Neubruck bei Scheibbs die „erste k.k. privileg. Eisen-, Stahl- und Walzblechfabrik“ von Andreas Töpper errichtet und verhalf der Stadt damit zu großem Ansehen und zu einem neuerlichen wirtschaftlichem Aufschwung der Eisenwurzenregion, die Fabriken Töppers befanden sich in Nachbarschaft der Fabriken von Franz Wertheim in Scheibbs-Neustift sowie der Fabrik Gaißmayer & Schürhagel in Scheibbs-Heuberg. Töpper war damit der Erfinder des Walzblechverfahrens für Eisenblech, er hatte den Steinkohlenbau forciert und das erste Erlaufwehr errichtet. Auf sein Betreiben hin entstand auch die Erlauftalbahn bis Neubruck, um seine Werke an das Eisenbahnnetz anzubinden. Aus der von Töpper gegründeten Werksiedlung nahe dem Eisen- und Walzblechwerk entstand schließlich der heutige Ortsteil Neubruck, benannt nach der von Töpper 1830 errichteten „Neuen Brücke“ über die Erlauf; der Name des Ortsteils Neustift, wo die Wertheimfabrik stand, kommt von der Bezeichnung für ein neues Verfahren, um Stahlstifte herzustellen.
| Gründung-Schließung | Gründer/Besitzer                | Fabriktyp                 | Standort                     | Arbeiter (Jahr)                                    |
| ------------------- | ------------------------------- | ------------------------- | ---------------------------- | -------------------------------------------------- |
| 1817–1881           | Andreas Töpper                  | Walzwerk                  | Neubruck                     | 120 (1827), 800 (1854; inklusive Kienberg, Kasten) |
| 1881– ca. 1995      | Eduard Musil/Neufeldt-Schoeller | Papierfabrik              | Neubruck                     | 220 (ca. 1955)                                     |
| 1827/28–1863        | Anton/Ignaz Dittrich            | Spiegelfabrik             | Neustift                     | 54                                                 |
| 1843–1938           | Josef Herrmann                  | Werkzeugfabrik            | Neubruck                     | 35 (1916), 30 (1914)                               |
| 1843–1883           | Franz Wertheim                  | Werkzeugfabrik            | Neustift                     | 23 (1857)                                          |
| 1883–1966           | Weiß & Sohn                     | Werkzeugfabrik            | Neustift                     | 100 (1914)                                         |
| 1864–1924           | Gaißmayer & Schürhagl           | Weichgussfabrik           | Scheibbs                     | 170 (1916)                                         |
| 1894                | Julius Griessler & Sohn         | Eisen- und Provianthandel | Scheibbs                     | k. A.                                              |
| vor 1900            | Leopold Wimmer                  | Wagenschleifenfabrik      | Neustift                     | 50 (1914)                                          |
| vor 1900–1912       | Josef Piwonka                   | Gummibandfabrik           | Neubruck (St. Anton/Jeßnitz) | ca. 40                                             |
| vor 1914            | Ludwig Biel                     | k. A.                     | Neustift                     | 50 (1914)                                          |

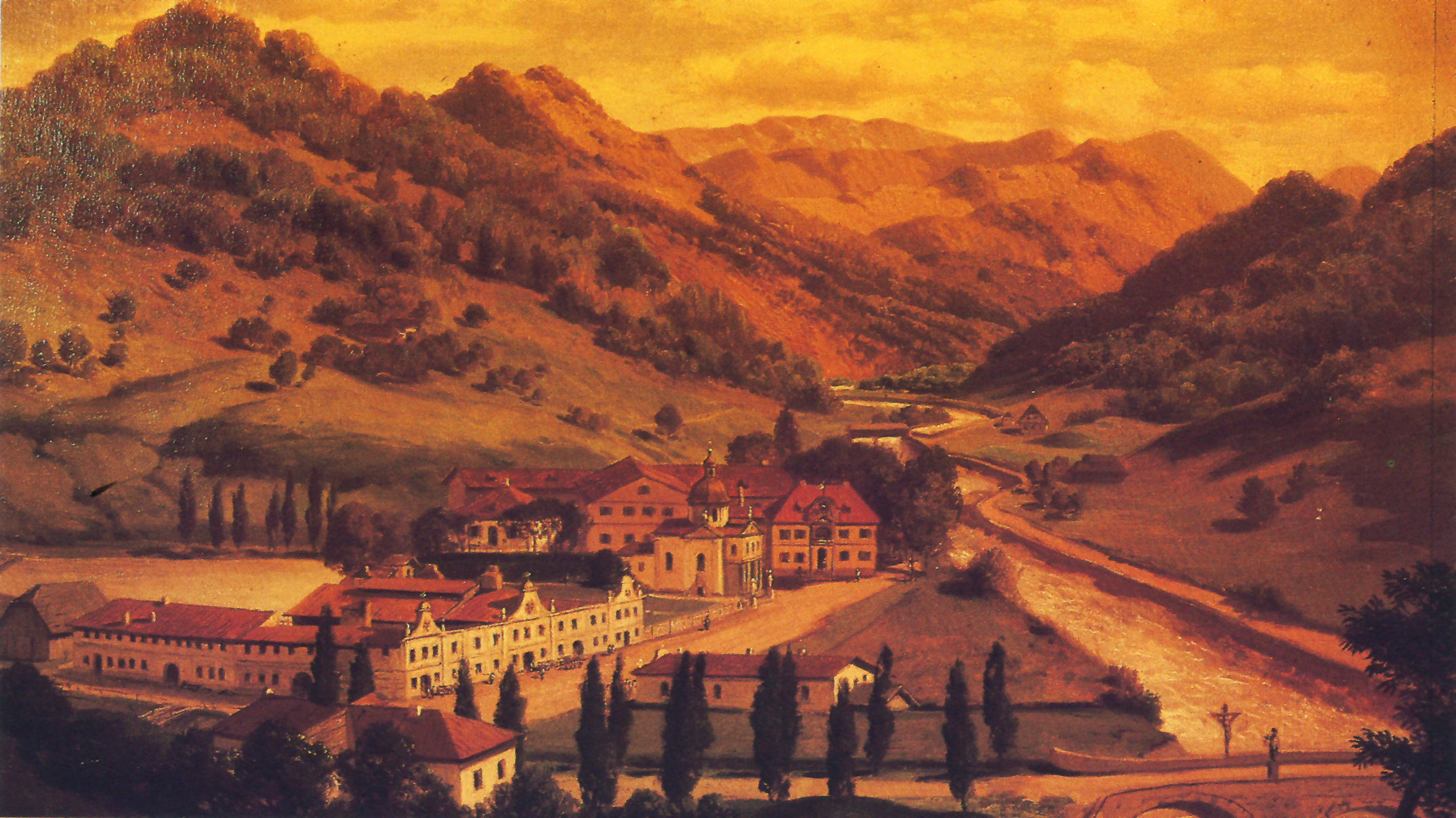
Töpper-Walzwerk 19. Jahrhundert in Scheibbs-Neubruck
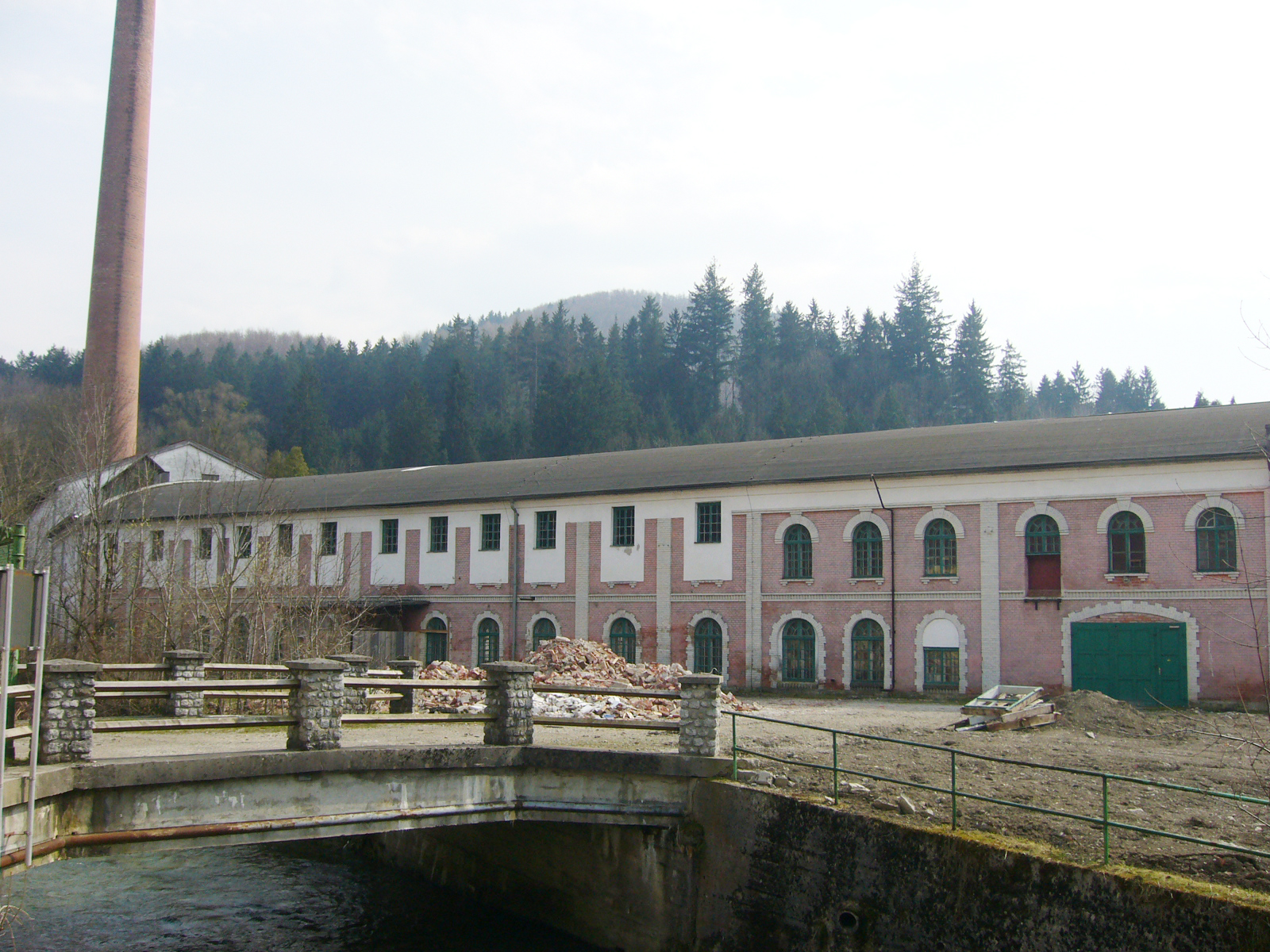
ehem. Walzwerk/Papierfabrik in Scheibbs-Neubruck
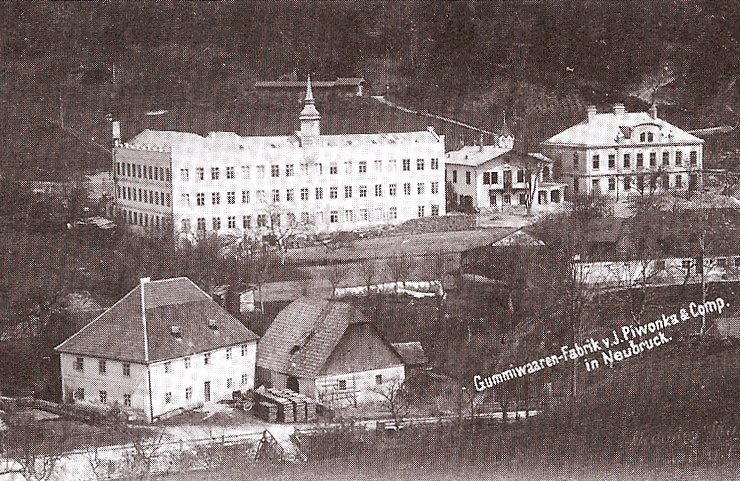
Gummibandfabrik Piwonka Scheibbs-Neubruck
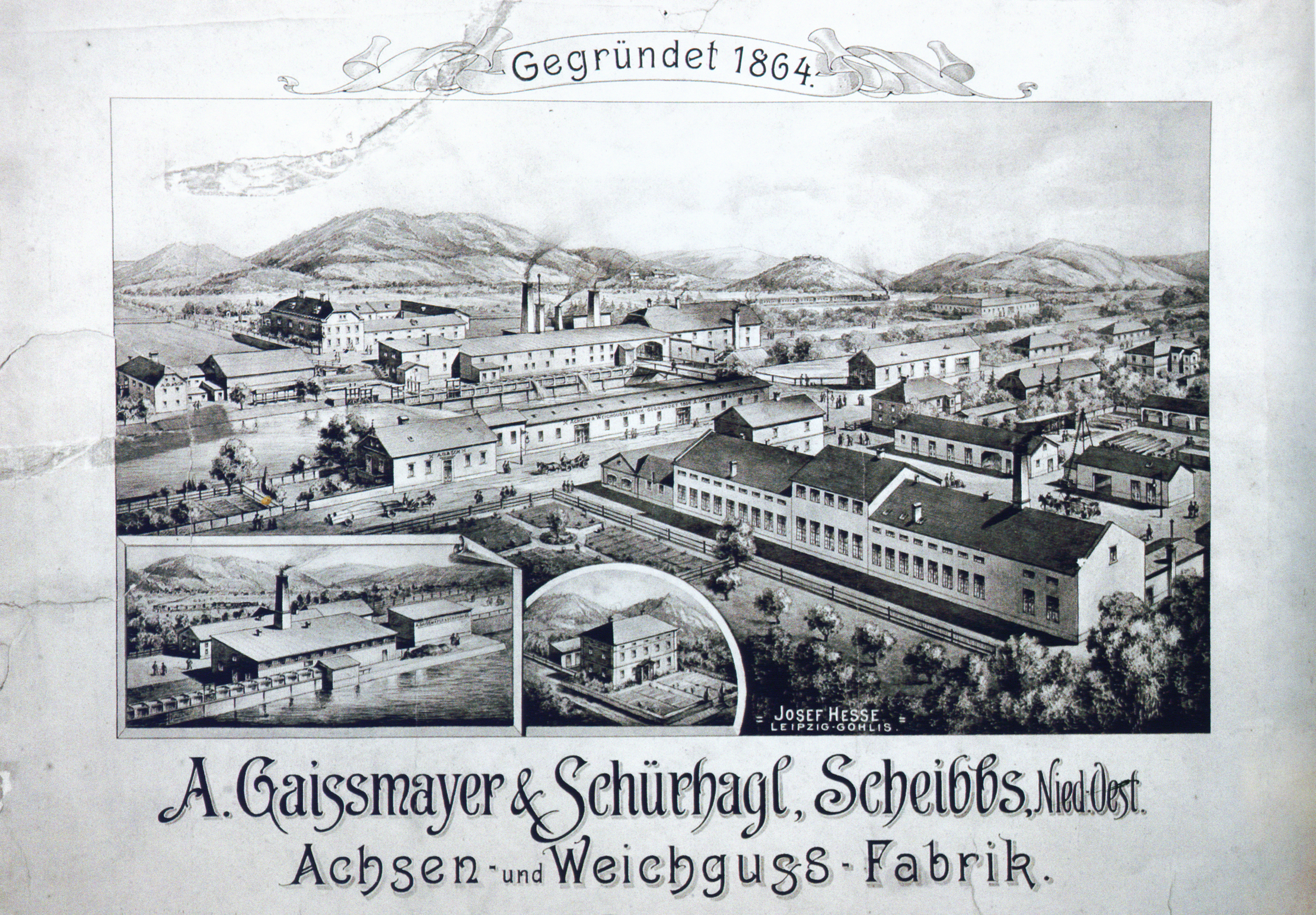
Gaißmayr & Schürhagel 1867 in Scheibbs-Heuberg
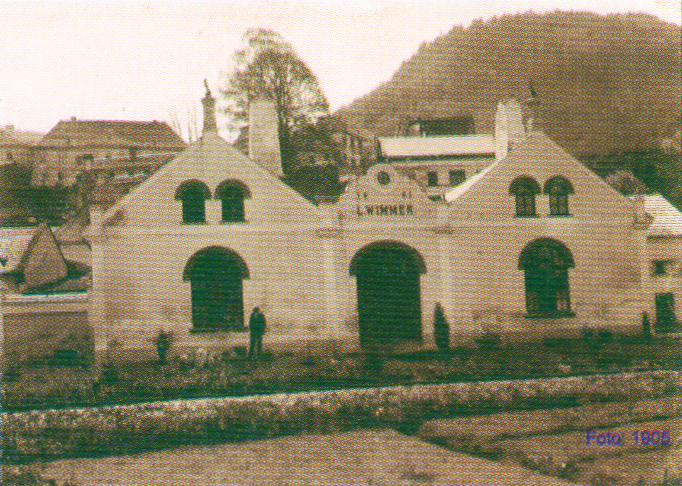
ehem. Wimmer in Scheibbs-Neustift
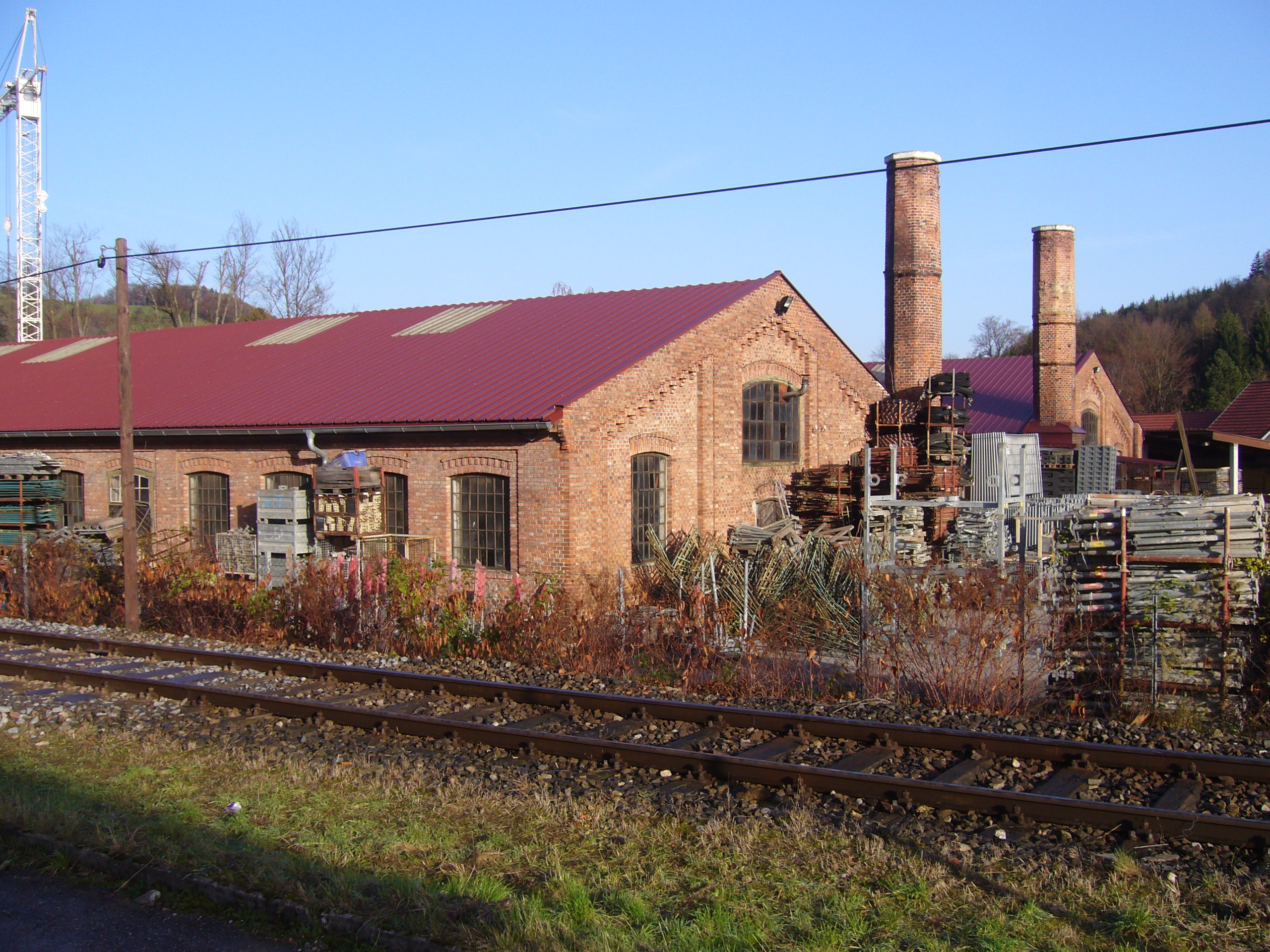
ehem. Wertheim / Weiß & Sohn in Scheibbs-Neustift
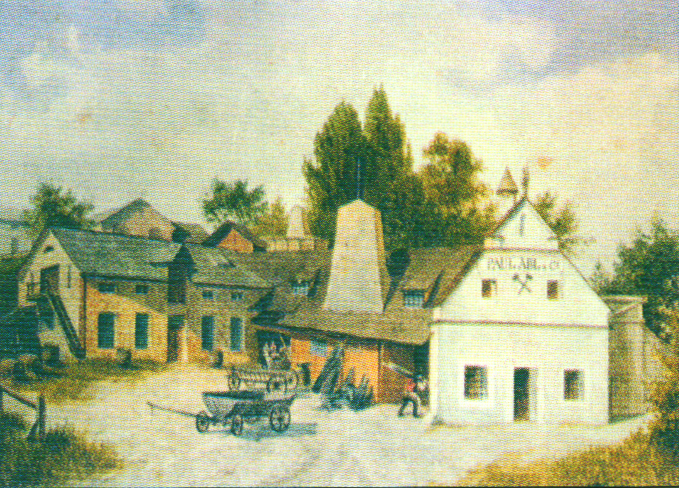
ehem. Abl-Hammer in Scheibbs-Neustift
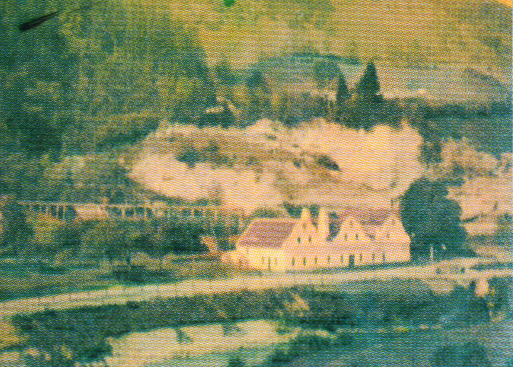
ehem. Herrmann in Scheibbs-Neustift

1850 wurde in Scheibbs die Bezirkshauptmannschaft errichtet. Sie umfasste die Gerichtsbezirke Scheibbs, Gaming und Mank. 1857 wurden 115 eisenverarbeitende Betriebe im Bezirk Scheibbs genannt.

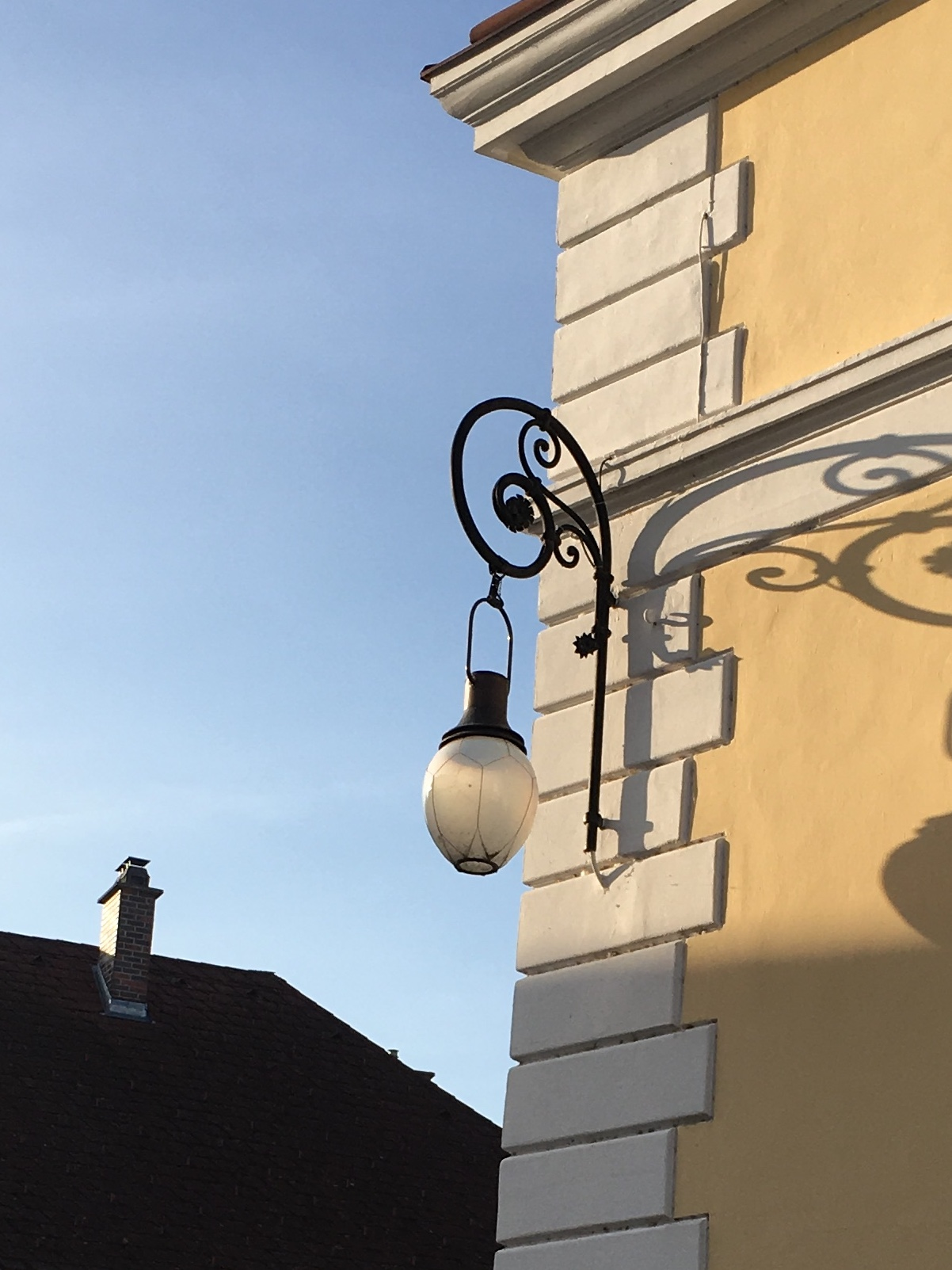
Erste elektrische Straßenbeleuchtung der k.u.k. Monarchie von 1886

### Sommerfrische in Scheibbs
1877 wurde die Erlauftal-Eisenbahn fertiggestellt, die bei Pöchlarn von der Westbahn abzweigt und in Kienberg bei Gaming endet. Ursprünglich wäre eine Bahnlinienführung von Zwettl im Waldviertel über das Erlauftal bis in die Steiermark nach Hieflau geplant gewesen.

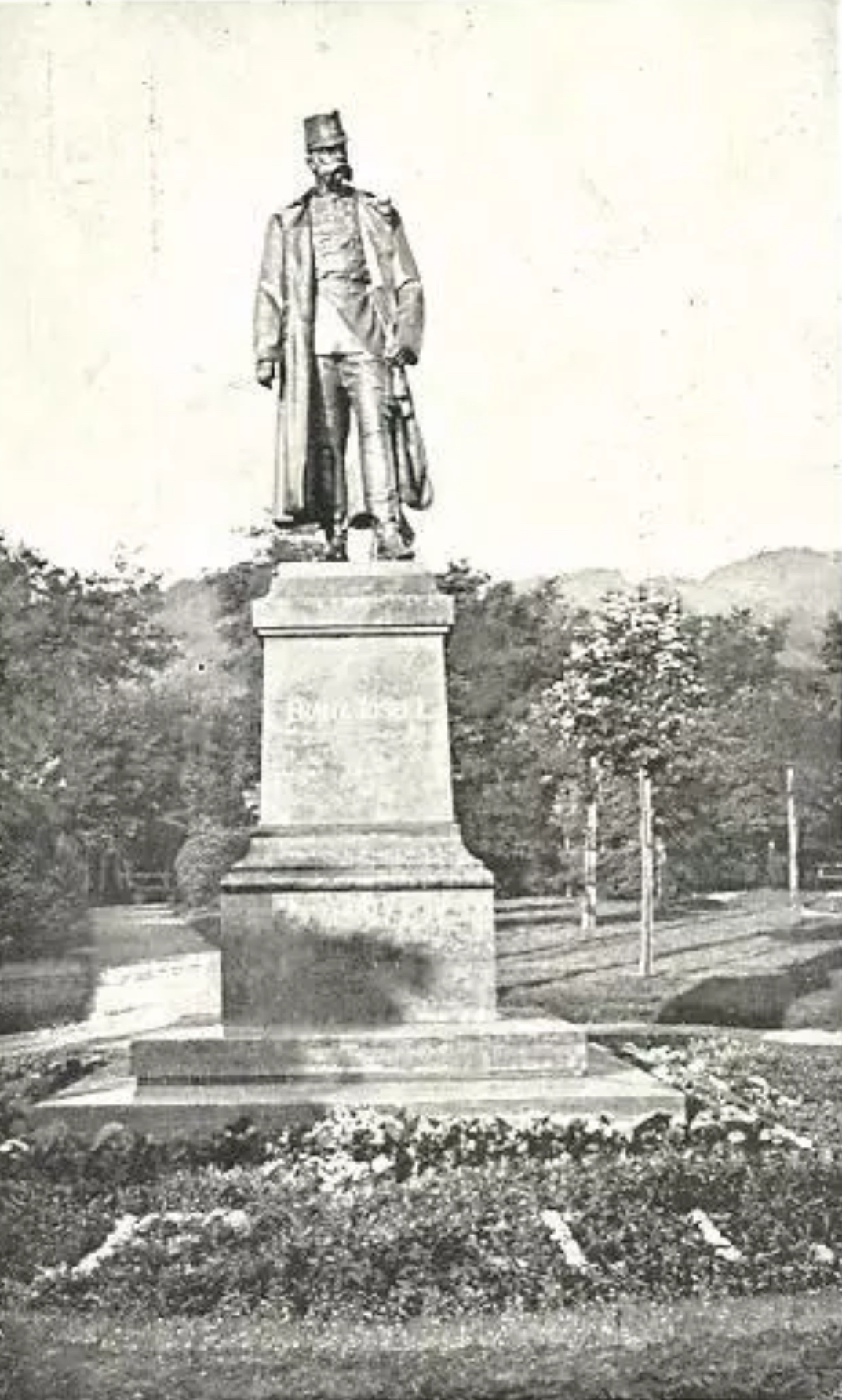
Ehemaliges Kaiserdenkmal im ehemaligen Kaiserpark

Mit dieser Bahn wird Scheibbs den großstädtischen Sommerfrischlern erschlossen. 1886 erhielt Scheibbs als erster Ort der k.u.k. Monarchie eine elektrische Straßenbeleuchtung, es handelte sich um Bogenlampen, bei denen Licht durch einen Lichtbogen zwischen zwei Elektroden aus Kohle erzeugt wurde. Mit den ersten Bogenlampen wurde die neu eröffnete Festhalle und deren Vorplatz beleuchtet. Ebenfalls 1886 wird als erstes in Niederösterreich ein Frei- und Wannenbad gebaut.

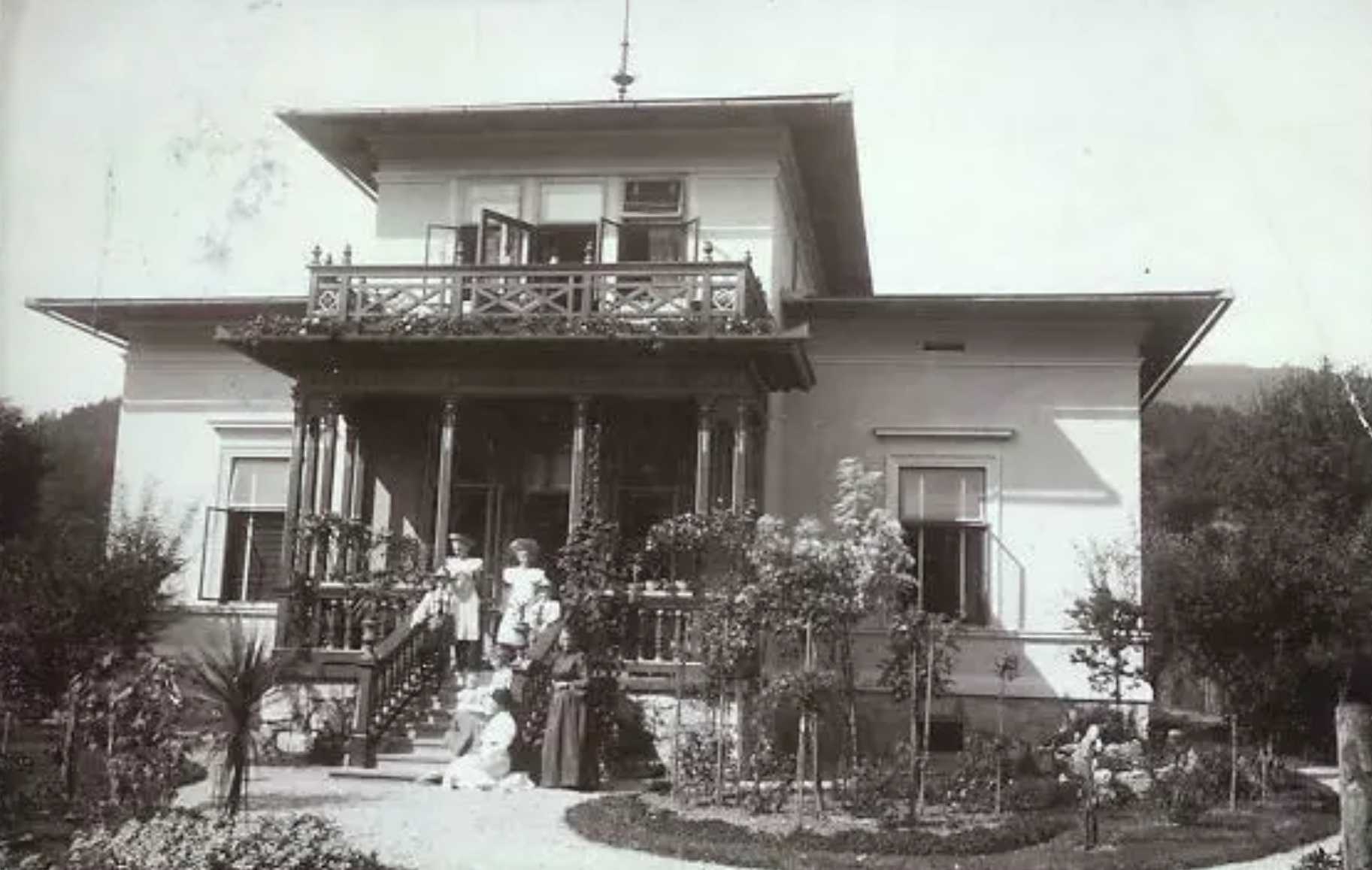
Sommerfrische Scheibbs

Die spätere Gründerzeit änderte auch das Aussehen von Scheibbs nachhaltig, neue Straßenzüge und Brücken wurden errichtet, Parks zum Flanieren errichtet wie der Kaiserpark mit einem Denkmal zu Ehren Kaiser Franz Josephs, besonders jenseits der Erlauf außerhalb der Stadtmauern. Die Erlaufpromenade wird angelegt. Mit dem späteren Rennfahrer Heinrich Schönfeldt fuhr einer der ersten hundert Österreicher ein Automobil. Mit der Burgerhof- und der Urlingerwarte werden zwei Aussichtswarten sowie der Kaiser-Jubiläumsbrunnen am Rathausplatz errichtet. 1894 wurde eine Knabenbürgerschule (die einzige zwischen Mariazell und Pöchlarn) eröffnet, 1898 folgte die Eröffnung der Scheibbser Stadtwasserleitung und 1910 die der Kaiser Franz Joseph-Hochquellenwasserleitung, die die Versorgung der Stadt Wien mit Trinkwasser gewährleisten sollte.

### Scheibbs ab dem 20. Jahrhundert
Aufgrund des Niedergangs der Eisenindustrie Ende des 19. Jh. in der Eisenwurzen folgte eine Verarmung der gesamten Region. Die Familie Rothschild wurde im Bereich Waidhofen und Gaming zum größten Großgrundbesitzer Niederösterreichs, baute das Schloss Waidhofen auf und finanzierte Infrastruktur-, Schul- und Kulturprojekte. Außerdem wurden sie zum Initiator des Tourismus in der Region durch Wandertouren, Skifahren und Radtouren. Trotz dieses Engagements und des erneuten Aufblühens der Region, vor allem Waidhofens, das hinter dem erstarkenden Eisenbahnerort Amstetten zurückgefallen war, wurde die Region zur Modellregion des Antisemitismus in Österreich.

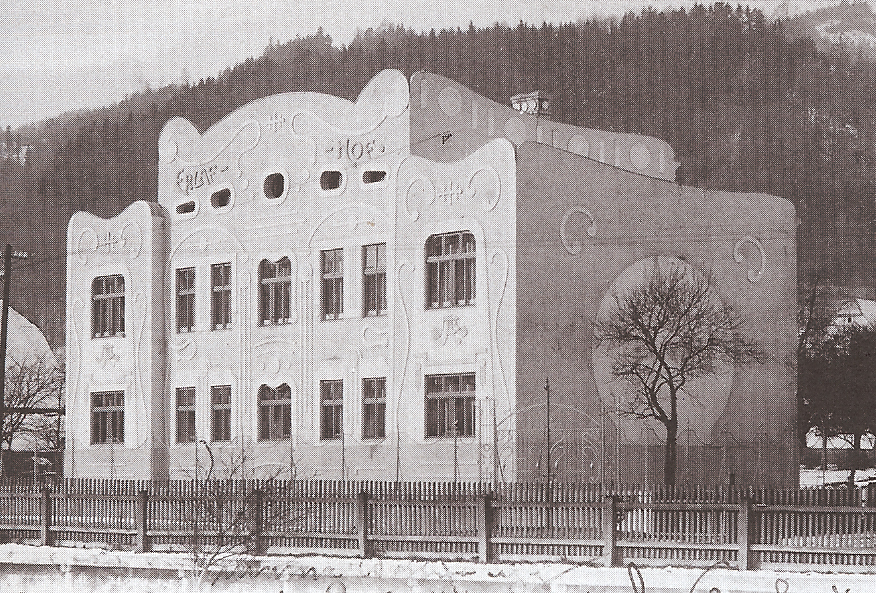
Erlaufhof um 1905, von C. Soche in expressivem Jugendstil errichtet, heute überformt

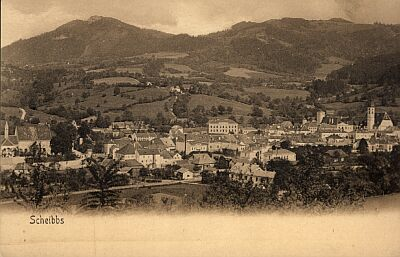
Scheibbs um 1900

So auch in Scheibbs, wo einer der größten Hetzer, Franz Haiser, seine Ideen in besonders aggressiver Sprache von Scheibbs aus in den gesamten deutschen Sprachraum verbreitete. Das Rassenprogramm der NSDAP war Haiser viel zu wenig rassen- und elitenbetont. Mit seiner 1924 veröffentlichten Schmähschrift „Freimaurer und Gegenmaurer im Kampfe um die Weltherrschaft“, die das Konzept einer ordensähnlichen Elite vortrug, erlangte er entscheidenden Einfluss auf Heinrich Himmler und das Programm der SS. Im Mai 1945 nahm Haiser sich durch Gift das Leben.

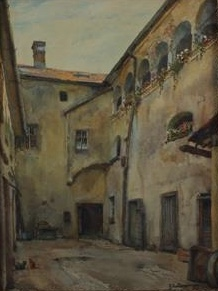
Gustav Bamberger: Hof in Scheibbs, 1928

1911 konnte das Bezirkskrankenhaus erstmals seinen Betrieb aufnehmen, eine Stiftung von Bertha Kupelwieser. Nach dem Ersten Weltkrieg hatte die Stadtbevölkerung unter bitterer Armut zu leiden. 1923 erfolgte die Gründung der Tonindustrie Scheibbs durch Ludwig Weinbrenner, der Künstler engagierte, die der Wiener Werkstätte nahestanden bzw. dort ihr Handwerk u. a. bei Vally Wieselthier, erlernt hatten. 80 Prozent der Produktion wurden in die USA und nach Südamerika exportiert. Die Tonindustrie Scheibbs wurde 1933 geschlossen, 1937 aber wiederbelebt und existiert bis heute als „Scheibbser Keramik“. 1926 kam es zur erneuten Stadterhebung, Scheibbs war ja seit 1352 Titularstadt. 1939 wurden die Gemeinden Neustift und Scheibbsbach in die Stadtgemeinde Scheibbs eingemeindet. Zur Gemeinde Neustift gehörten die Katastralgemeinden Neustift, Brandstatt und Fürteben, zur Gemeinde Scheibbsbach gehörte Ginning.

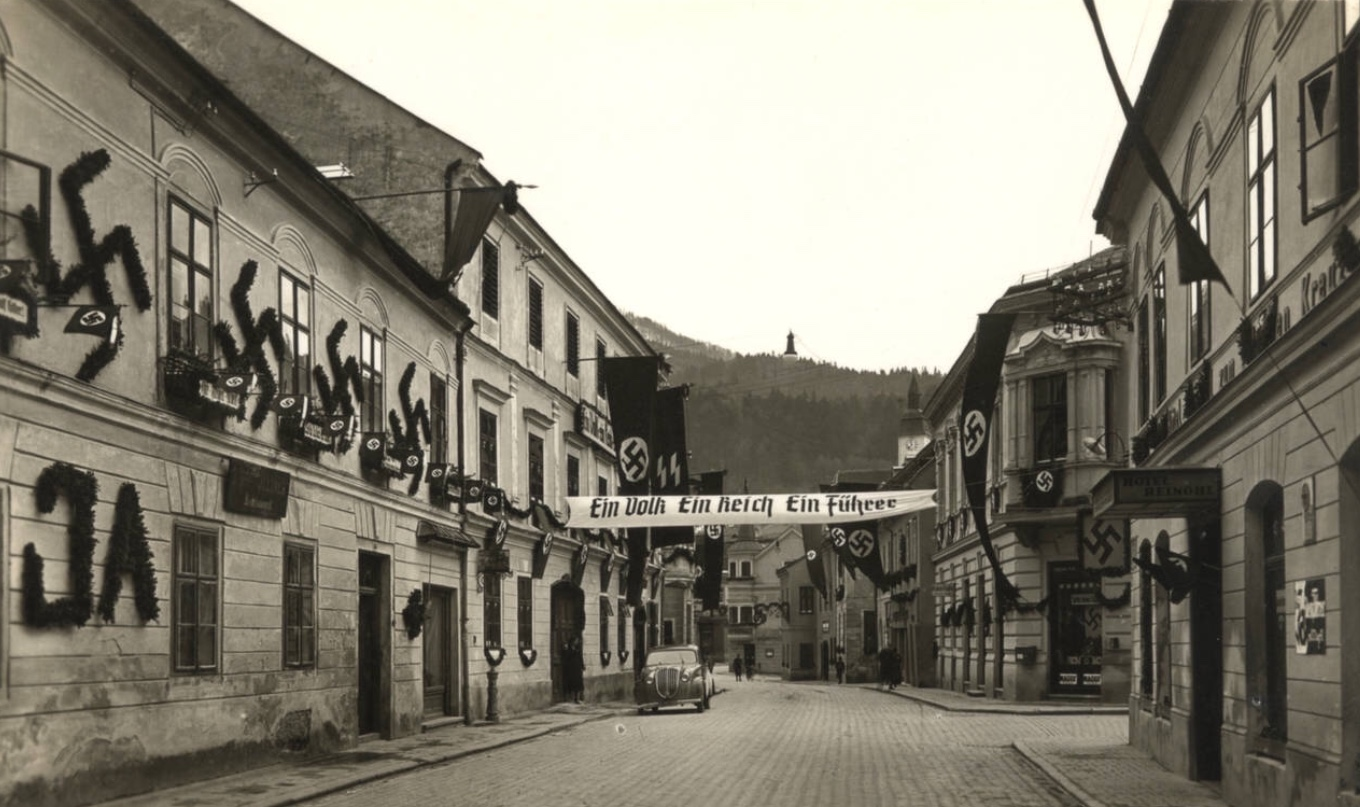
Scheibbs 1938

Der Nationalsozialismus erfuhr in Scheibbs eine große Unterstützung. So errang die NSDAP bereits bei den Landtagswahlen 1932 27,48 Prozent der Stimmen. Während des nationalsozialistischen Regimes stammte ein Großteil der Kreisleitung Scheibbs aus Scheibbs selbst (unter anderem die Kreisleiter Otto Rössler und Hans Schrenk). Zumindest 16 Mitglieder der IKG Ybbs/Amstetten aus Scheibbs fielen der Shoah zum Opfer.
1939 mussten die Kapuziner das Kloster räumen und übersiedelten nach Wien. In das Klostergebäude zogen mehrere Organisationen der NSDAP ein.

Nach Ende des Zweiten Weltkriegs wurde eine Kommandantur durch die Rote Armee im Gasthaus Gruber errichtet, großartige Aufbauarbeit wurde geleistet (Trinkwasserversorgung, Straßenbauten, Siedlungstätigkeit, Modernisierung des Krankenhauses etc.). Die Katastralgemeinde Scheibbsbach trennte sich 1946 von Scheibbs und wurde wieder eigenständige Gemeinde, bald darauf aber wieder eingegliedert. 1960 entstand die erste große Siedlung außerhalb der ehemaligen Stadtmauer, von der heute noch etwa ein Drittel erhalten ist. 

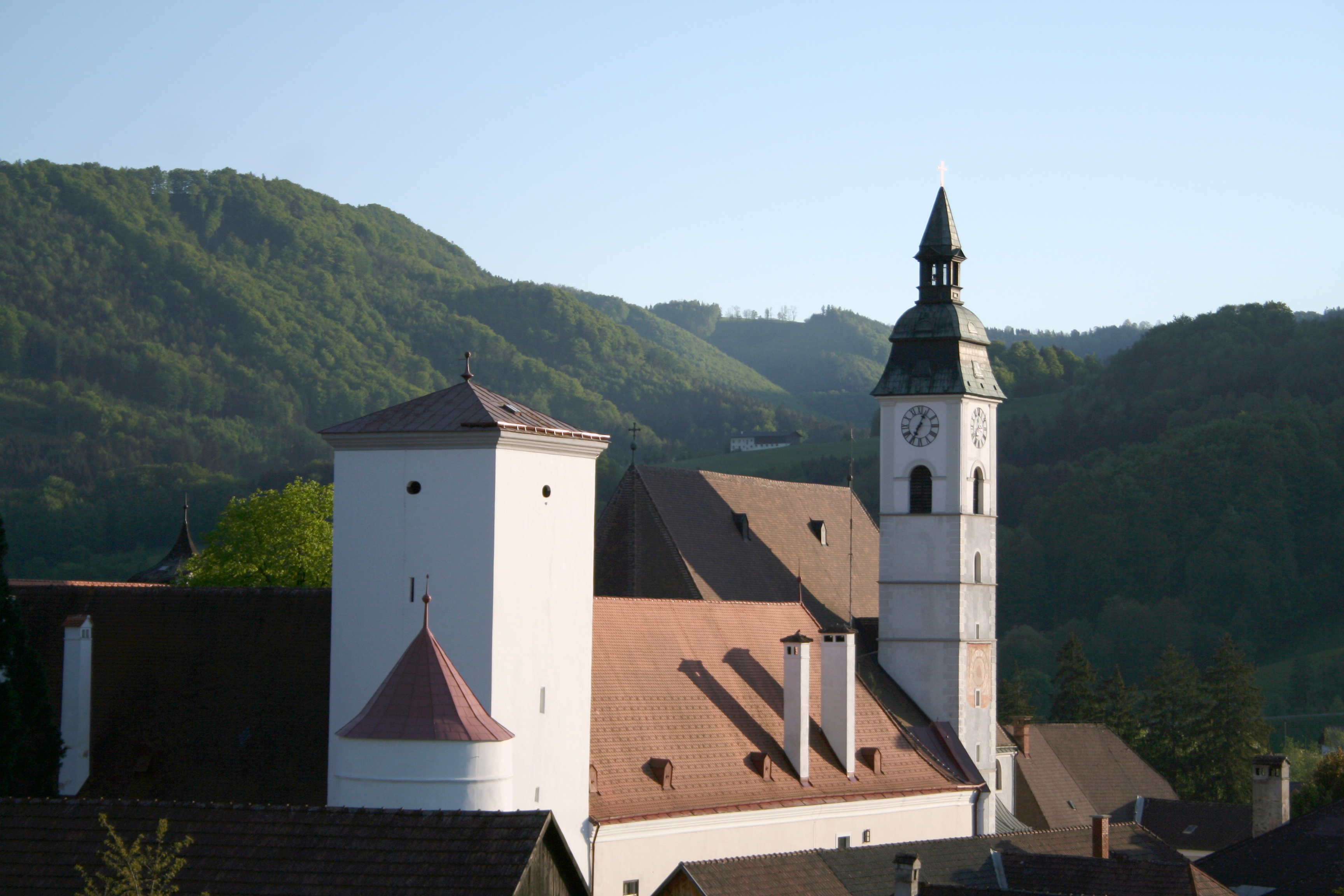
Schloss, Teile der Stadtmauer, Stadtpfarrkirche 2008

 1973 wurde mit dem Bau der Umfahrungsstraße B 25 begonnen, da bis dahin der Verkehr stark zugenommen hatte und alle Fahrzeuge immer noch durch die enge Altstadt von Scheibbs fahren mussten. 13 neue Brücken wurden errichtet. 1975 wurde das erste buddhistische Kulturzentrum Österreichs in Neustift eröffnet. Ständig wurden neue Siedlungen errichtet (z. B. in der Schmelzergasse und am Burgerhof) und so wuchsen die Ortsteile Scheibbs, Heuberg, Scheibbsbach, Saffen bzw. Neustift und Neubruck zusammen.
2005/06 erfolgte der Bau der Kardinal-Franz-König-Brücke als Teil der Innenstadtumfahrung. Diese war notwendig geworden, da es für Busse oder LKW unmöglich war, die Stadt von Süden nach Norden zu passieren.

## Stadtentwicklung

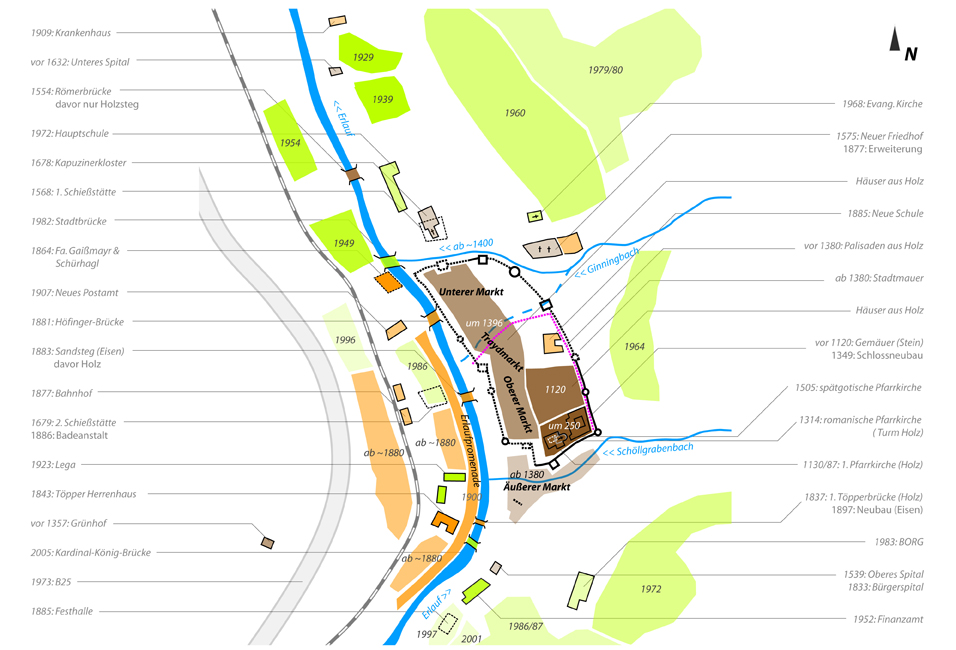
Stadtentwicklung:
braun = Altstadt bis 1800
orange = Zeit der Industrialisierung
grün = Siedlungen ab 1918; ohne Neustift, Neubruck, Heuberg, Saffen, Scheibbsbach

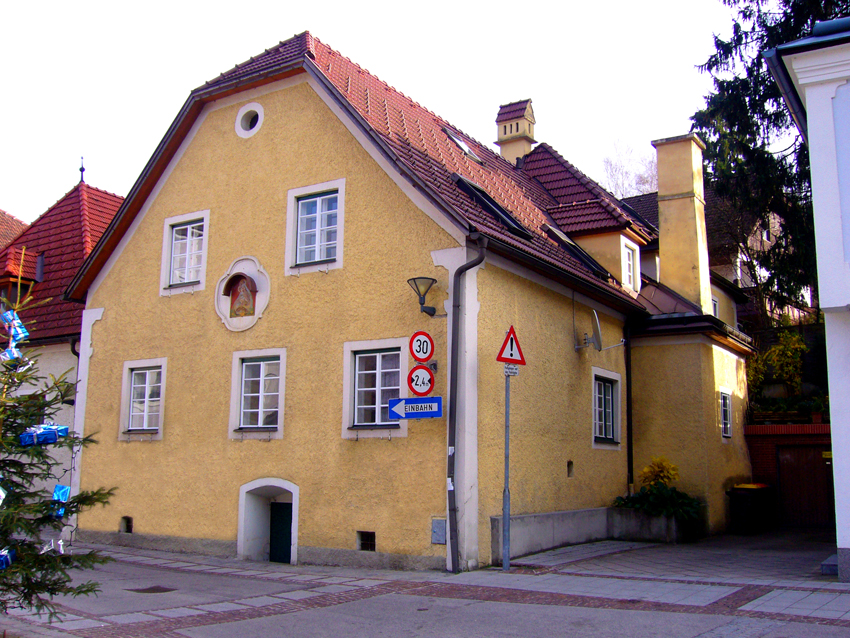
Alte Nagelschmiede von 1784 im Äußeren Markt, rechts die Esse mit Schornstein, davor Gärtnerhaus aus dem 15. Jahrhundert

Die Stadt Scheibbs war unter den Römern bzw. den von ihnen abhängigen Kelten eine Wehrburg (um 250 n. Chr.) in der Provinz Noricum. Wie auch der Namen Scheibbs deutet, was übersetzt Heckenrose bedeutete (Siehe auch Name), war das Land Kulturland, denn nur wo gerodet wurde, wuchsen Heckenrosen. Während der Völkerwanderung verödete das Land und die Wehrburg verfiel zunehmend. Die Burg wurde zur Fluchtburg während der unruhigen Zeiten. Die Wehrburg war nach typisch römischer Siedlungsbauart errichtet: südlich der Burg der steil abfallende Schöllgraben, nördlich der Ginningbach, im Westen die Erlauf und an der Ostseite die Wehrburg.
1120 wurde Scheibbs von Konrad I. von Peilstein neu gegründet, er setzte Otto de Scibes als Dienstmann ein, der in der verfallenen Feste gehaust hat. Es war dies das einzige gemauerte Gebäude, daher der Name Gemäuer, der sich bis heute als Bezeichnung für das Schloss Scheibbs gehalten hat. Es kommt zur Ansiedlung von Handwerkern rund um die verfallene Feste und eine kleine Holzhaussiedlung entwickelt sich. 1130 wird ein kleines Betkirchlein neben der Feste gebaut, 1187 die erste Pfarrkirche, vermutlich aus Holz, und 1314 die erste romanische Kirche aus Stein mit hölzernen Kirchturm, der - ähnlich wie die Campanile in Italien - freistehend war. 1338 wird Scheibbs zum weltlichen Verwaltungszentrum der Gaminger Kartäuser und 1349–1352 die alte Feste instand gesetzt. 1352 die Stadterhebung von Scheibbs, damit verbunden die Verpflichtung innerhalb der nächsten 120 Jahre die Stadt mit einer Stadtmauer zu befestigen. Davor gab es nur Palisaden aus Holz, die von der Feste zum Ginningbach und westwärts zur Erlauf gingen. Die Stadt war aber über den Bach Richtung Norden gewachsen, die Häuser damals waren alle noch aus Holz. 1380 wurde der erste Turm, der heute noch erhaltene Pulverturm, gebaut. Von den ehemals 13 Türmen an der Stadtmauer (fünf Tortürme) sind noch sieben (darunter zwei Tortürme erhalten). Die meisten wurden im 19. Jahrhundert abgebrochen, da sie nicht mehr gebraucht wurden und die Stadt über die Grenzen hinauswuchs. Richtung Süden wuchs Scheibbs schon um 1400 hinaus, der unbefestigte Äußere Markt entstand, lediglich ein Tor gab es zwischen zwei Häusern, das heute nicht mehr vorhanden ist. 1505 wird die Grundsteinlegung zur spätgotischen Pfarrkirche Maria Magdalena durchgeführt, sie wird eine der größten Kirchen Niederösterreichs mit einer Außenbreite von damals 18,5 m. Scheibbs hatte damals kaum 80 Häuser.
1554 wurde die erste und einzige steinerne Brücke über die Erlauf gebaut, die Römerbrücke. vorher gab es nur einen hölzernen Steg. 1575 wurde der neue Friedhof außerhalb der Stadtmauern angelegt, aus Platz- und Hygienegründen, 1678 wurde das Kapuzinerkloster vor dem ehemaligen Wienertor nördlich der Stadt errichtet.
1837 wurde eine Holzbrücke von Andreas Töpper zu seinen Gründen westlich der Erlauf errichtet, sechs Jahre später ein Herrenhaus. 1877 war die Erlauftalbahn, damals Südwestbahn, und der Bahnhof errichtet, allmählich wuchs die Stadt über die Erlauf auf Gründen der damals selbständigen Gemeinden Neustift (Süden) und Scheibbsbach (Norden), Promenaden und Villen wurden errichtet sowie zwei neue Brücken in Stadtnähe. Die Stadt war damals beliebtes Sommerfrischeziel, die Villen sind heute noch meist Zweitwohnsitze. Nach dem Ersten Weltkrieg wurden erste Siedlungen angelegt, so 1929 und 1939, und im selben Jahr kam es zur Eingemeindung von Neustift und Scheibbsbach.
Nach dem Zweiten Weltkrieg stieg der Bedarf an Einfamilienhäusern und Gemeindewohnungen enorm, 1949 wurde der Steghofpark als Stadtpark öffentlich zugängig gemacht, und etwa alle fünf Jahre entstand eine neue große Siedlung, obwohl die Einwohnerzahl nur mäßig stieg (1910 lag die Einwohnerzahl bei 4061, heute bei 4331, siehe Bevölkerungsentwicklung). Ab 1973 kam es zum Bau der Umfahrungsstraße B25 und 2005/06 zum Bau der innerstädtischen Umfahrung.

## Bevölkerung

### Bevölkerungsentwicklung
Für das Jahr 1661 werden 496 Einwohner genannt. Im Jahr 1838 lebten in Scheibbs 1008 Personen.
| Scheibbs: Einwohnerzahlen von 1869 bis 2024         | Scheibbs: Einwohnerzahlen von 1869 bis 2024 | Scheibbs: Einwohnerzahlen von 1869 bis 2024 | Scheibbs: Einwohnerzahlen von 1869 bis 2024 | Scheibbs: Einwohnerzahlen von 1869 bis 2024 |
| --------------------------------------------------- | ------------------------------------------- | ------------------------------------------- | ------------------------------------------- | ------------------------------------------- |
| Jahr                                                |                                             |                                             |                                             | Einwohner                                   |
| 1869                                                | 1869                                        |                                             | 3.076                                       | 3.076                                       |
| 1880                                                | 1880                                        |                                             | 3.259                                       | 3.259                                       |
| 1890                                                | 1890                                        |                                             | 3.489                                       | 3.489                                       |
| 1900                                                | 1900                                        |                                             | 3.776                                       | 3.776                                       |
| 1910                                                | 1910                                        |                                             | 4.061                                       | 4.061                                       |
| 1923                                                | 1923                                        |                                             | 3.703                                       | 3.703                                       |
| 1934                                                | 1934                                        |                                             | 3.720                                       | 3.720                                       |
| 1939                                                | 1939                                        |                                             | 3.615                                       | 3.615                                       |
| 1951                                                | 1951                                        |                                             | 4.047                                       | 4.047                                       |
| 1961                                                | 1961                                        |                                             | 4.101                                       | 4.101                                       |
| 1971                                                | 1971                                        |                                             | 4.445                                       | 4.445                                       |
| 1981                                                | 1981                                        |                                             | 4.515                                       | 4.515                                       |
| 1991                                                | 1991                                        |                                             | 4.389                                       | 4.389                                       |
| 2001                                                | 2001                                        |                                             | 4.331                                       | 4.331                                       |
| 2011                                                | 2011                                        |                                             | 4.199                                       | 4.199                                       |
| 2021                                                | 2021                                        |                                             | 4.131                                       | 4.131                                       |
| 2024                                                | 2024                                        |                                             | 4.210                                       | 4.210                                       |
| Quelle(n): Statistik Austria, Gebietsstand 1.1.2021 |                                             |                                             |                                             |                                             |

### Religion

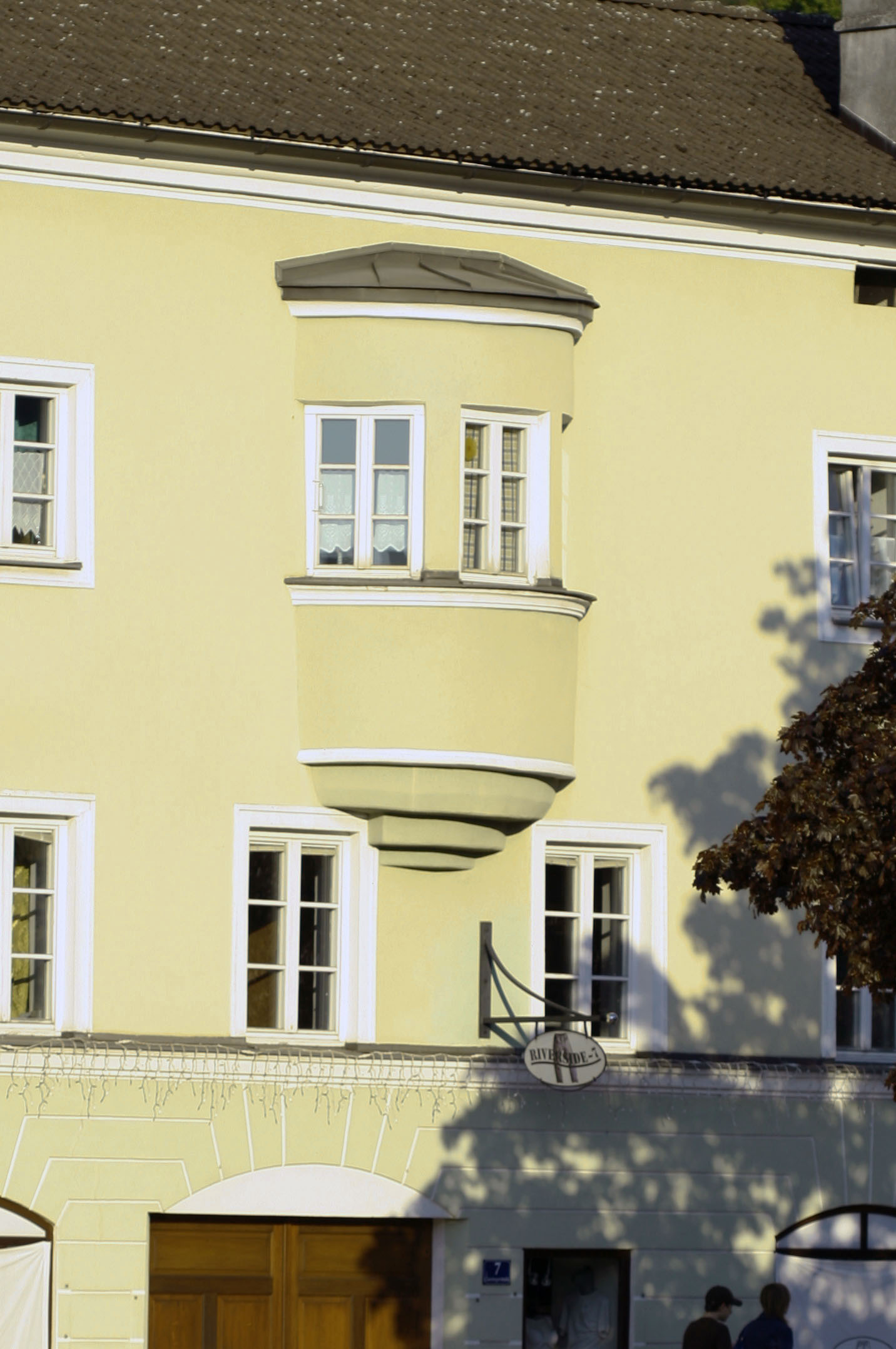
Ehemaliger jüdischer Betraum (Erker) in Scheibbs

Die überwiegende Mehrheit ist römisch-katholischen Glaubens, es gibt eine evangelische Minderheit sowie mit dem Buddhistischen Zentrum Scheibbs eine der ältesten buddhistischen Einrichtungen im deutschen Sprachraum. Außerdem gibt es eine kleine islamische Minderheit durch Emigranten aus Bosnien-Herzegowina bzw. der Türkei. Die ehemalige jüdische Gemeinde gehörte zur IKG Amstetten und hatte einen Betraum eingerichtet.
| Religion (Stand 2001) | Einwohner (in Prozent) |
| --------------------- | ---------------------- |
| Römisch-katholisch    | 89,7                   |
| Evangelisch           | 2,3                    |
| Orthodox              | 0,5                    |
| Islamisch             | 1,8                    |
| Ohne Bekenntnis       | 3,9                    |
| Sonstige / Unbekannt  | 1,9                    |

## Politik
Der Gemeinderat hat 25 Mitglieder.
- Mit den Gemeinderatswahlen in Niederösterreich 1990 hatte der Gemeinderat folgende Verteilung: 19 ÖVP und 6 SPÖ.
- Mit den Gemeinderatswahlen in Niederösterreich 1995 hatte der Gemeinderat folgende Verteilung: 16 ÖVP, 7 SPÖ und 2 FPÖ.[5]
- Mit den Gemeinderatswahlen in Niederösterreich 2000 hatte der Gemeinderat folgende Verteilung: 14 ÖVP, 6 SPÖ, 3 Grüne und 2 FPÖ.[6]
- Mit den Gemeinderatswahlen in Niederösterreich 2005 hatte der Gemeinderat folgende Verteilung: 14 ÖVP, 7 SPÖ, 3 Grüne und 1 FPÖ.[7]
- Mit den Gemeinderatswahlen in Niederösterreich 2010 hatte der Gemeinderat folgende Verteilung: 16 ÖVP, 7 SPÖ und 2 Grüne.[8]
- Mit den Gemeinderatswahlen in Niederösterreich 2015 hatte der Gemeinderat folgende Verteilung: 16 ÖVP, 7 SPÖ und 2 Grüne.[9]
- Mit den Gemeinderatswahlen in Niederösterreich 2020 hat der Gemeinderat folgende Verteilung: 15 ÖVP, 7 SPÖ und 3 BürgerInnenliste Umwelt und Gemeinwohl Scheibbs (BUGS).[10]
- Mit den Gemeinderatswahlen in Niederösterreich 2025 hat der Gemeinderat folgende Verteilung: 10 ÖVP, 9 SPÖ, 4 BUGS und 2 FPÖ.[11]

Bürgermeister
Von 1428 bis 1848 standen Marktrichter der Stadt vor, ab 1850 Bürgermeister. Prägend für die Stadt Scheibbs waren u. a. Ignaz Höfinger sowie Anton Gaißmayr. Nach 1945 wurden Bürgermeister ausschließlich von der ÖVP gestellt: Anton Herok (1950–1965), Alois Derfler (1965–1983), Leopold Gansch (1983–2007) sowie Johann Schragl von 2007–2009. Es folgte Christine Dünwald-Specht nach, die das Amt der Bürgermeisterin mit Ende August 2019 nach zehn Jahren zurückgelegte. Franz Aigner amtierte von 2019 bis 2025. Amtierender Bürgermeister ist seit Februar 2025 David Pöcksteiner.
- 1850–1861 Ignaz Höfinger
- 1861–1867 Anton Gaißmayer
- 1867–1870 Julius Mark
- 1870–1873 Anton Gaißmayer
- 1873–1879 August Gagessamb
- 1879–1882 Karl Gattringer
- 1882–1883 Julius Mark
- 1883–1894 Franz Schwarz
- 1894–1918 Karl Höfinger
- 1918–1920 Wilhelm Löwenstein
- 1920–1938 Rudolf Radinger
- 1938–1945 Josef Roßmanith
- 1945–1950 Josef Herrmann
- 1950–1965 Anton Herok
- 1965–1983 Alois Derfler
- 1983–2007 Leopold Gansch
- 2007–2009 Johann Schragl
- 2009–2019 Christine Dünwald-Specht (ÖVP)[12]
- 2019–2025 Franz Aigner (ÖVP)
- seit 2025 David Pöcksteiner (SPÖ)[14][12]

## Städtepartnerschaften
- Rutesheim, seit 1972

## Wappen
Mit Brief und Siegel vom 2. November 1537 verlieh König Ferdinand I. der Stadt Scheibbs ein Wappen. Seine Begründung:

„Für ihr ehrbares und redliches Wohlverhalten, als sie von den Türken schwerlich angefochten und in Gefährlichkeit gestanden sind und männlichen Widerstand gezeigt haben.“

Das Wappen wird folgendermaßen beschrieben:

„Ein Schild, der Länge nach geteilt, die hintere Hälfte weiß oder silberfarbig, die vordere Hälfte schwarz. Im ganzen Schild drei runde Scheiben, im Driangel gestellt.“

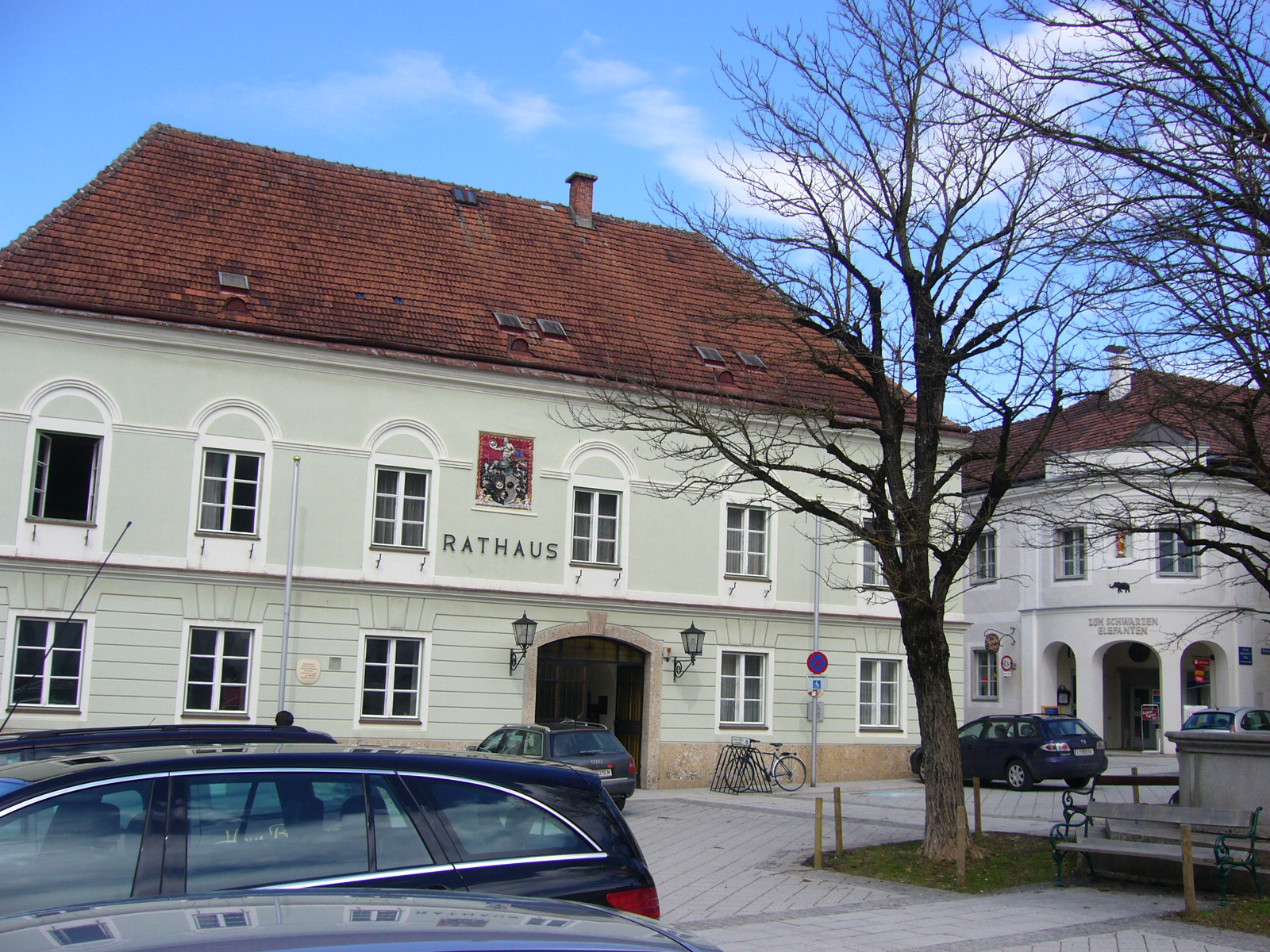
Rathaus

1926 wurde das Stadtwappen von Scheibbs von Johann und Alois Illek zur zweiten Stadterhebung in Keramik angefertigt und war ein Geschenk der Tonindustrie Scheibbs an die Stadt Scheibbs. Als Vorlage diente der Wappenbrief aus dem Jahr 1537. Dieses Keramikwappen ist als Wandapplikation auf der Front des Rathauses Scheibbs zu sehen.

## Wirtschaft und Infrastruktur

### Arbeitsmarkt
Im Jahr 2001 waren 1921 Scheibbser an ihrem Wohnort, insgesamt 2894 Personen in Scheibbs beschäftigt, davon 4,8 Prozent in der Landwirtschaft und Forstwirtschaft, 31,3 Prozent in Industrie und Gewerbe und 63,9 Prozent im Dienstleistungssektor.

### Bildung
Die Stadt Scheibbs ist das Bildungszentrum im Erlauftal, neben Volks- und Sportmittelschule gibt es die Polytechnische Schule für den Bezirk Scheibbs, das Bundesoberstufenrealgymnasium Scheibbs, die Volkshochschule, Johann-Heinrich-Schmelzer-Musikschule und die Krankenpflegeschule.

### Gesundheit

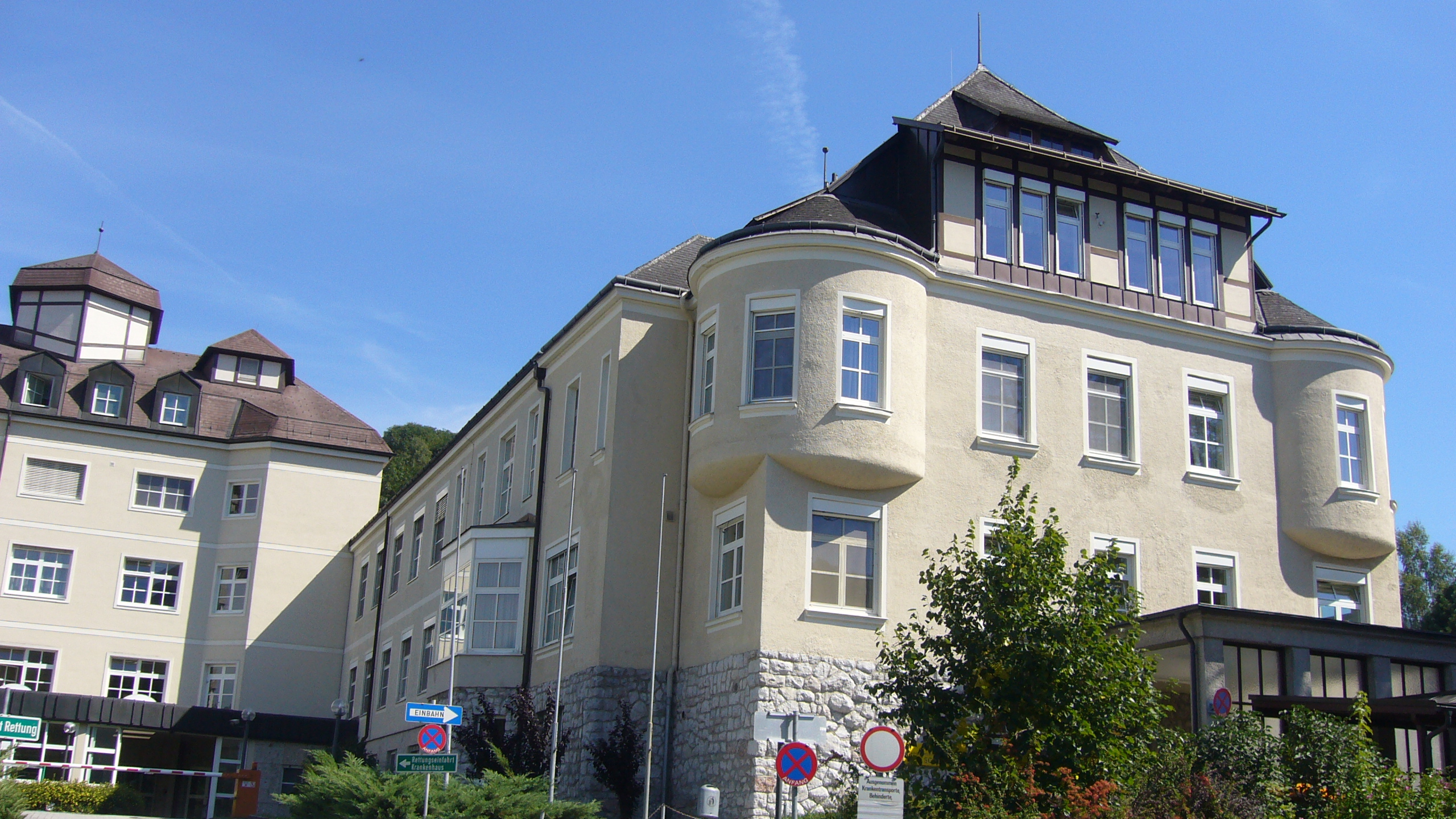
Krankenhaus Scheibbs, rechts vorne der Teil von 1911

Scheibbs ist das Zentrum der medizinischen Versorgung der Region. Das Landesklinikum Mostviertel Scheibbs ist das einzige Krankenhaus im Bezirk, der Bertha-Kupelwieser-Trakt wurde von Hans Schimitzek entworfen.
Außerdem gibt es ein breites Spektrum an Ärzten und Fachärzten (praktische Ärzte, Fachärzte für Augenheilkunde, Chirurgie, Radiologie uvm.) sowie Apotheken. Dazu kommt die Bezirksstelle des Roten Kreuzes Scheibbs, 1880 gegründet, mit Ortsstellen in Gaming, Steinakirchen/Forst und Wieselburg. Viele der medizinischen Tätigkeiten wurden früher vom Bader erledigt, er besaß das Badehaus (heute Ecke Gaminger Straße/Hauptstraße) und durfte zur Ader lassen oder auch Haare schneiden.

### Sicherheit
Scheibbs ist Sitz des Bezirkspolizeikommandos Scheibbs sowie der dazugehörigen Polizeiinspektion, welche für die Gemeinden Scheibbs, St. Georgen an der Leys, St. Anton an der Jeßnitz und Puchenstuben örtlich zuständig ist.

### Tourismus und Sport

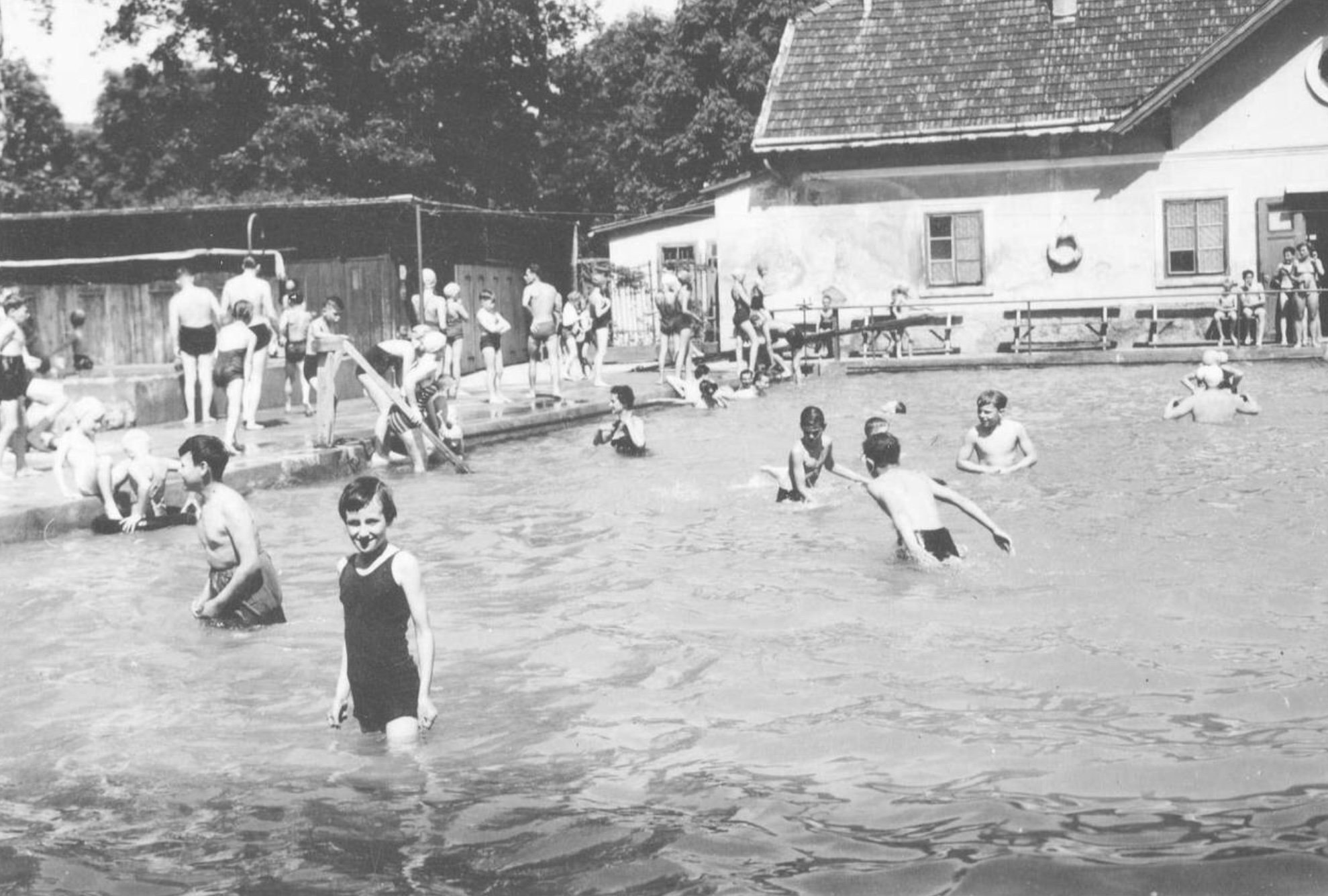
Scheibbs erstes Freibad Niederösterreichs 1886

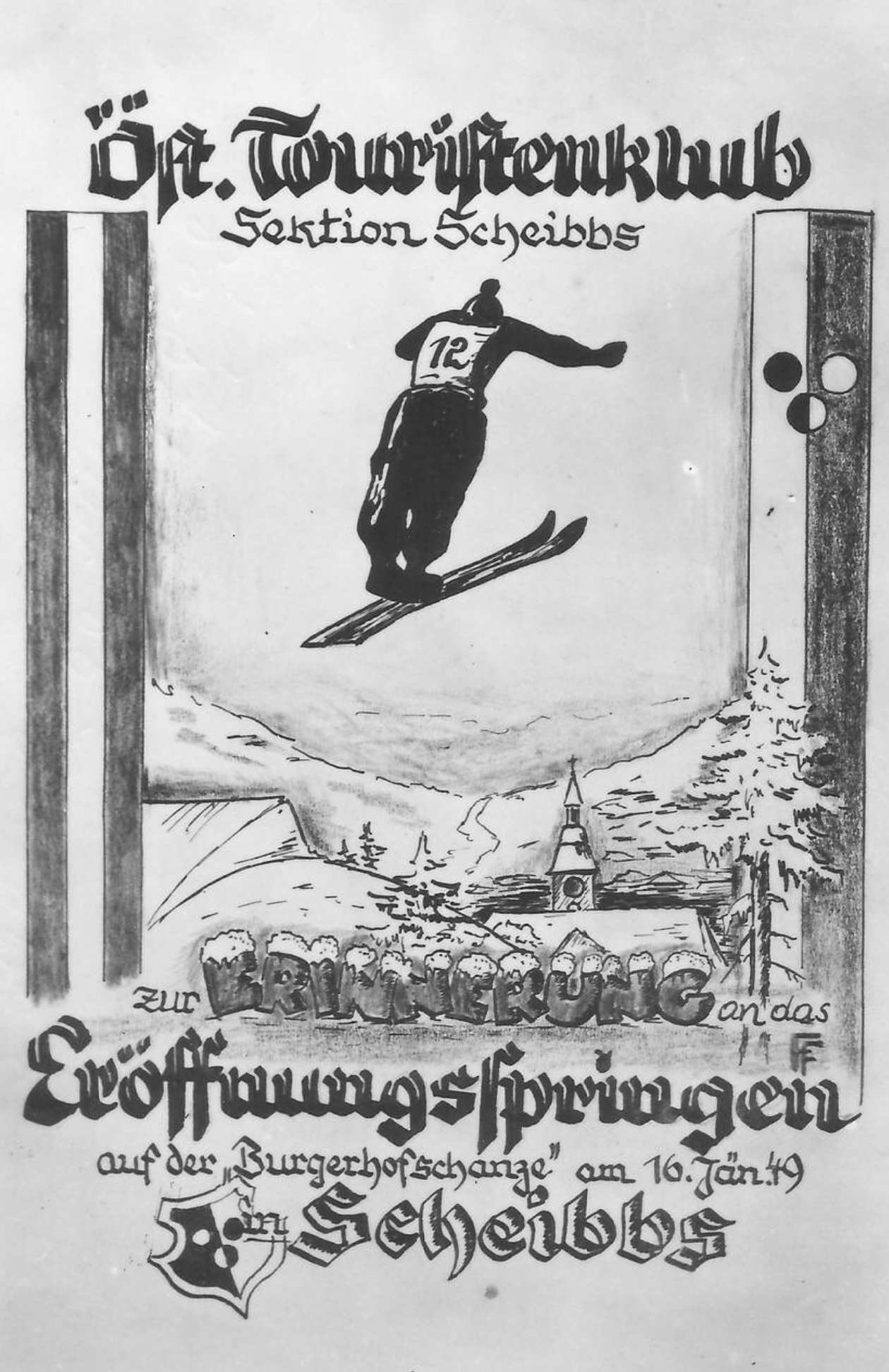
Skispringen Scheibbs

Die Stadt Scheibbs bietet sanften und themenorientierten Tourismus an, einerseits durch Lage und Landschaft, andererseits durch das historische Erbe als Stadt in der Eisenwurzen und jahrhundertelanges Verwaltungszentrum der Kartause Gaming. So gibt es die weithin sichtbare Urlingerwarte, eines der Wahrzeichen von Scheibbs und die Jelinekwarte. Unterkunftsmöglichkeiten gibt es in einigen privaten Unterkünften und Bauernhöfen. Das ehemalige Hotel Hofmarcher im Zentrum der Stadt wurde im Jahr 2018 abgerissen, nachdem es seit 2011 leer stand. Im Herbst 2019 eröffnete an selber Stelle das N8Quartier mit Nächtigungsmöglichkeiten. Im Komplex ebenfalls beinhaltet sind Geschäftsflächen und Wohnungen. Ein Gastronomiebetrieb ist geplant.
In der Stadt kann man sich auf den Stadtrundweg „Scheibbser Altstadtrunde“ begeben, der die Geschichte wiederbelebt, es gibt zahlreiche Wanderwege wie zum Beispiel zur Urlingerwarte über Scheibbs, Radwege im Erlauftal, Mountainbikestrecken, den Höhenwanderweg um Scheibbs, sowie die Nähe zu Lunzer See, Erlaufsee, Naturpark Ötscher-Tormäuer, Wildnisgebiet Dürrenstein und Mariazell. Die Wintersportgebiete der Region wie Ötscher-Lackenhof, Hochkar, Hochreit, Dürrenstein und Maißzinken sind in unmittelbarer Nähe. Auch der Voralpen-Weitwanderweg (und damit auch der Europäische Fernwanderweg E4) führt durch Scheibbs.
Etwa zehn Kilometer entfernt beginnt die Trasse der Ybbsthalbahn-Bergstrecke in Kienberg bei Gaming, einer schmalspurigen Museumsbahn mit für Österreich einzigartigen Trestle-Brücken. Außerdem gibt es ein Allwetterbad, Fitnessstudio, Solarien, sieben Sand-Tennisplätze, Fußballplatz, Beachvolleyballplatz uvm.

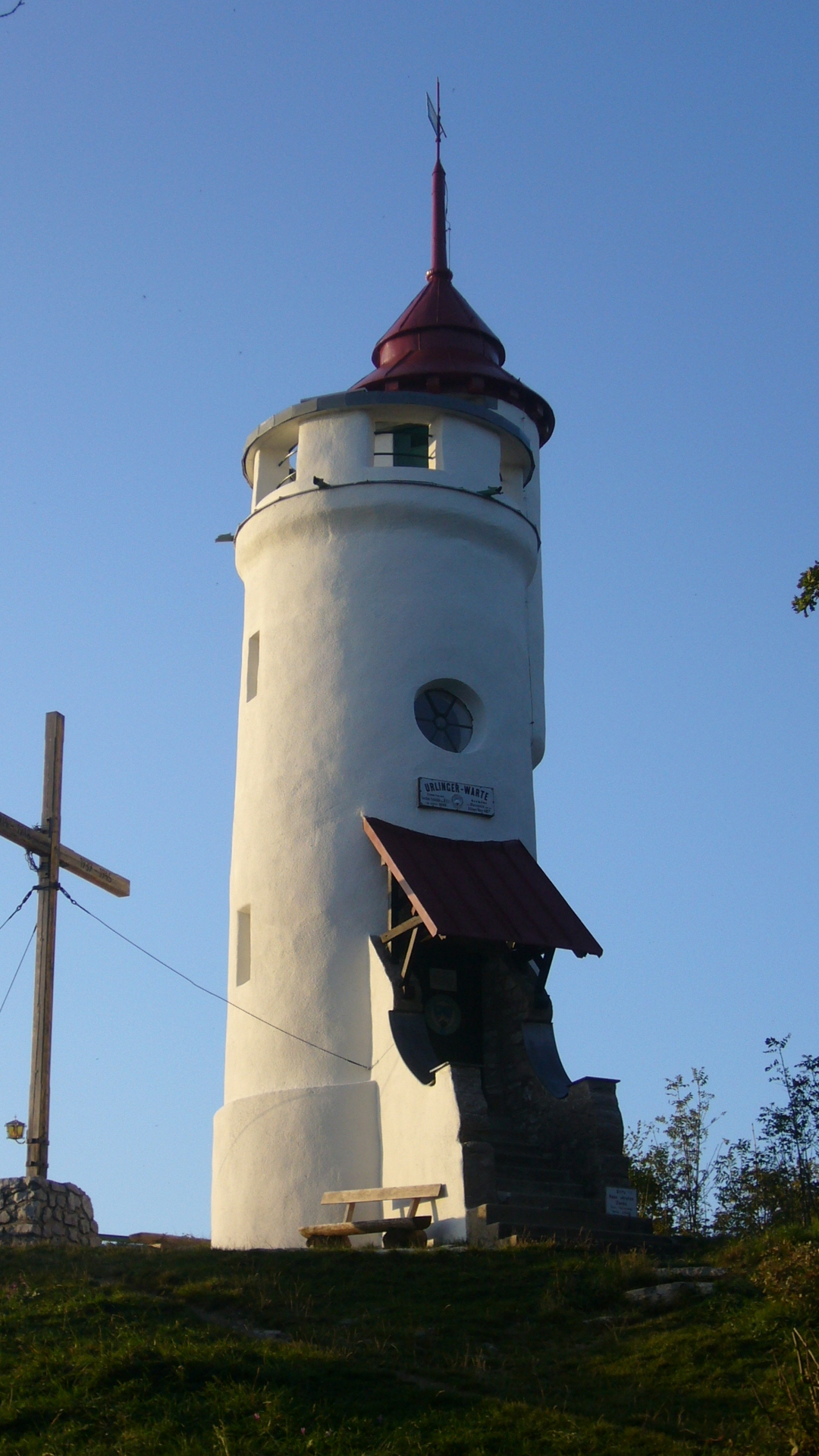
Urlingerwarte über Scheibbs auf dem Blassenstein

In Scheibbs befindet sich außerdem das Stammhaus der Konditorei Reschinsky, die 1888 gegründet wurde.
Eine besondere Tradition haben Sportschützen, die Schützengilde Scheibbser Gmein besteht seit 1569 und wurde aus der mythisch-religiösen Tradition des Vogelschusses gegründet. Zahlreiche alte Schützenscheiben sind im Schützenscheibenmuseum Scheibbs zu betrachten.

### Verkehr und Infrastruktur

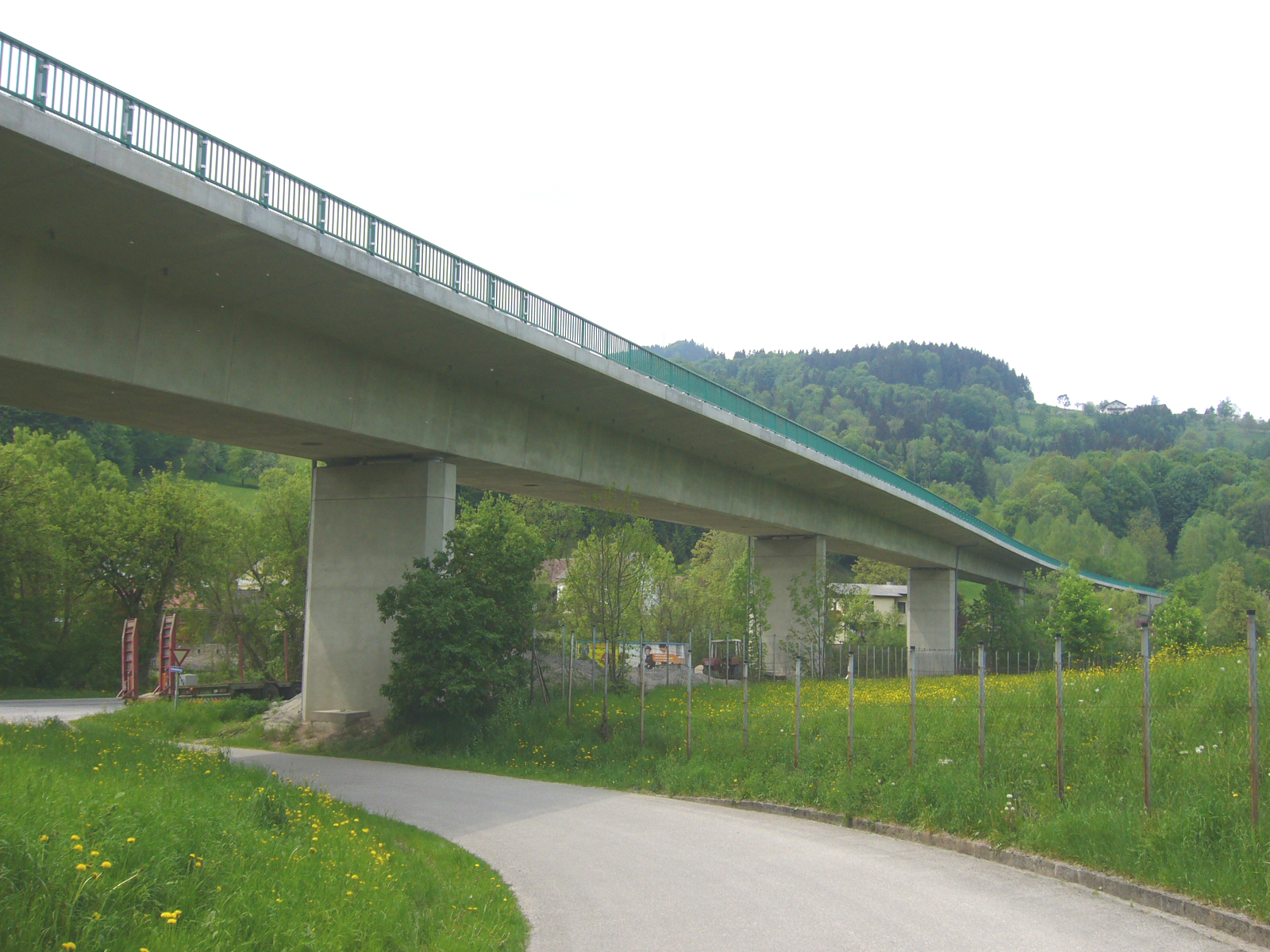
Erlauftalstraße B 25, Umfahrung Scheibbs

Die wichtigste Verkehrsanbindung für die Gemeinde Scheibbs stellt die Erlauftal Straße (B 25) dar, die Scheibbs nach Norden mit der Westautobahn A 1 verbindet (Abfahrt Ybbs-Wieselburg). Unter Bürgermeister Alois Derfler wurde die großräumige Umfahrung der Stadtgemeinde Scheibbs errichtet, da die Streckenführung der alten Bundesstraße für den steigenden Verkehr nicht mehr gerüstet war. Das großangelegte Projekt umfasst dabei vier Stahlbetonbrücken alleine für die Trasse der B25, da die Straße aufgrund der Enge des Tals die Erlauf mehrmals queren muss. Außerdem die Abfahrten Scheibbs-Nord, Saffen/Gresten, Scheibbs-Industriegebiet, Scheibbs-Mitte, Scheibbs-Süd/Neustift sowie die Kreuzung Neubruck beinhaltet.
Öffentlich ist Scheibbs sowohl mit den Postbussen als auch mit den Zügen der Österreichischen Bundesbahnen (Erlauftalbahn) erreichbar. Busse fahren Richtung St. Anton/Puchenstuben, Oberndorf/Melk, St. Georgen/Leys, Purgstall/Erlauf sowie Gresten und Gaming. Die Erlauftalbahn führt in nördlicher Richtung mindestens stündlich Richtung Wieselburg und schließt bei Pöchlarn an die Westbahn an, die südliche Fortsetzung nach Kienberg-Gaming wurde im Dezember 2010 eingestellt. Seit diesem Zeitpunkt ist Scheibbs der Endpunkt der Erlauftalbahn.

## Kultur und Sehenswürdigkeiten

### Museen

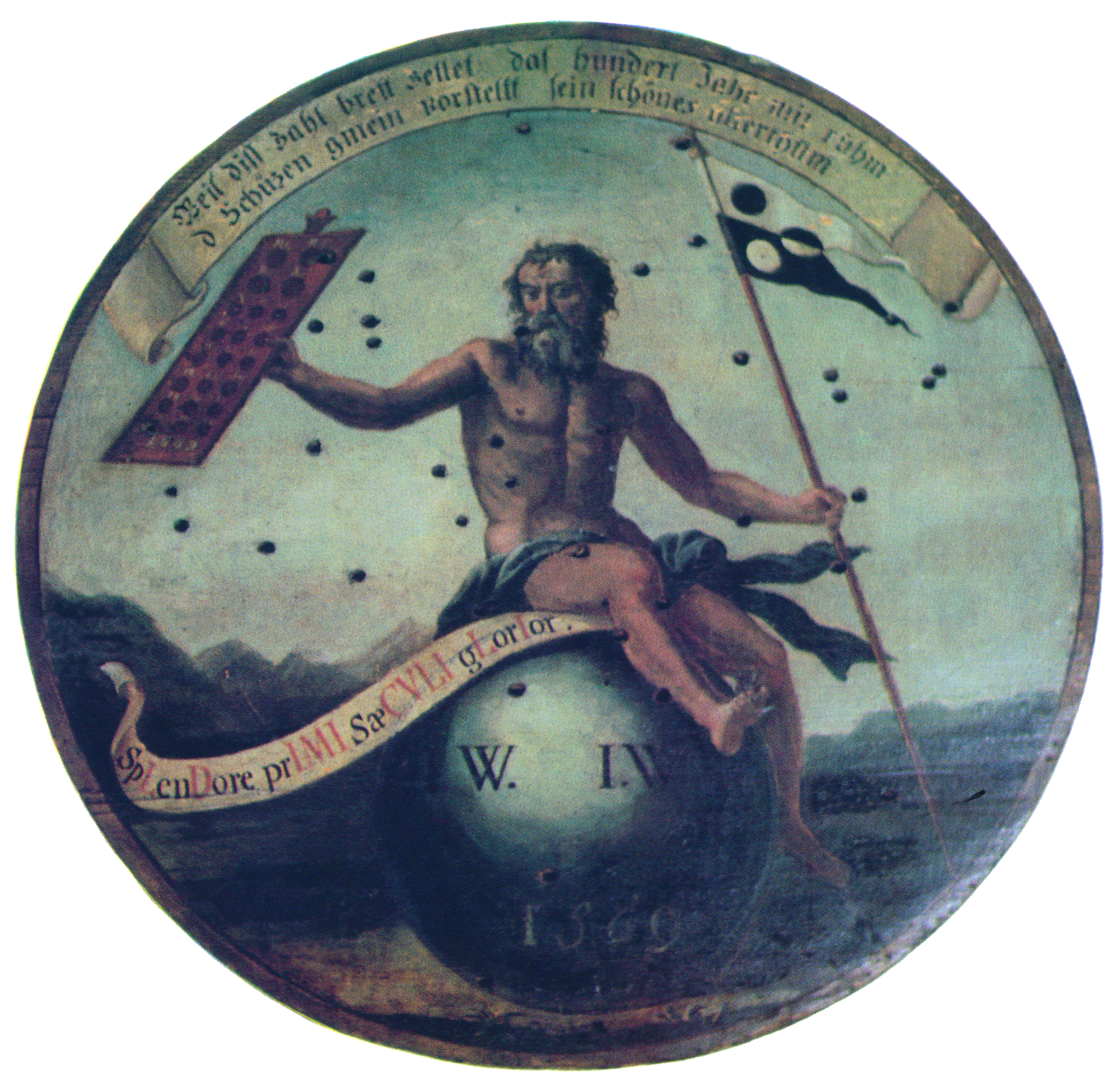
Schützenscheibe von 1569

- Schützenscheibenmuseum: Scheibbs hat eine bedeutende Tradition als Schützengilde. Seit 1569 besteht die sogenannte Schützengmein, die Scheiben wurden ursprünglich von den Hofmalern der Gaminger Kartäuser gemalt, deshalb die künstlerische Ausstattung und die oft lateinischen Aufschriften. Bei den Türkenangriffen 1529 und 1532 bewiesen die Scheibbser Bürger ihre Fertigkeit im Waffengebrauch, die Stadt Scheibbs wurde nie eingenommen. Es war damals unbedingte Pflicht jedes Bürgers sich in der Ortsverteidigung mit der Büchse auszubilden. Rund 250 historische Schützenscheiben sind im Schützenscheibenmuseum Scheibbs zu sehen, es ist dies das größte seiner Art.

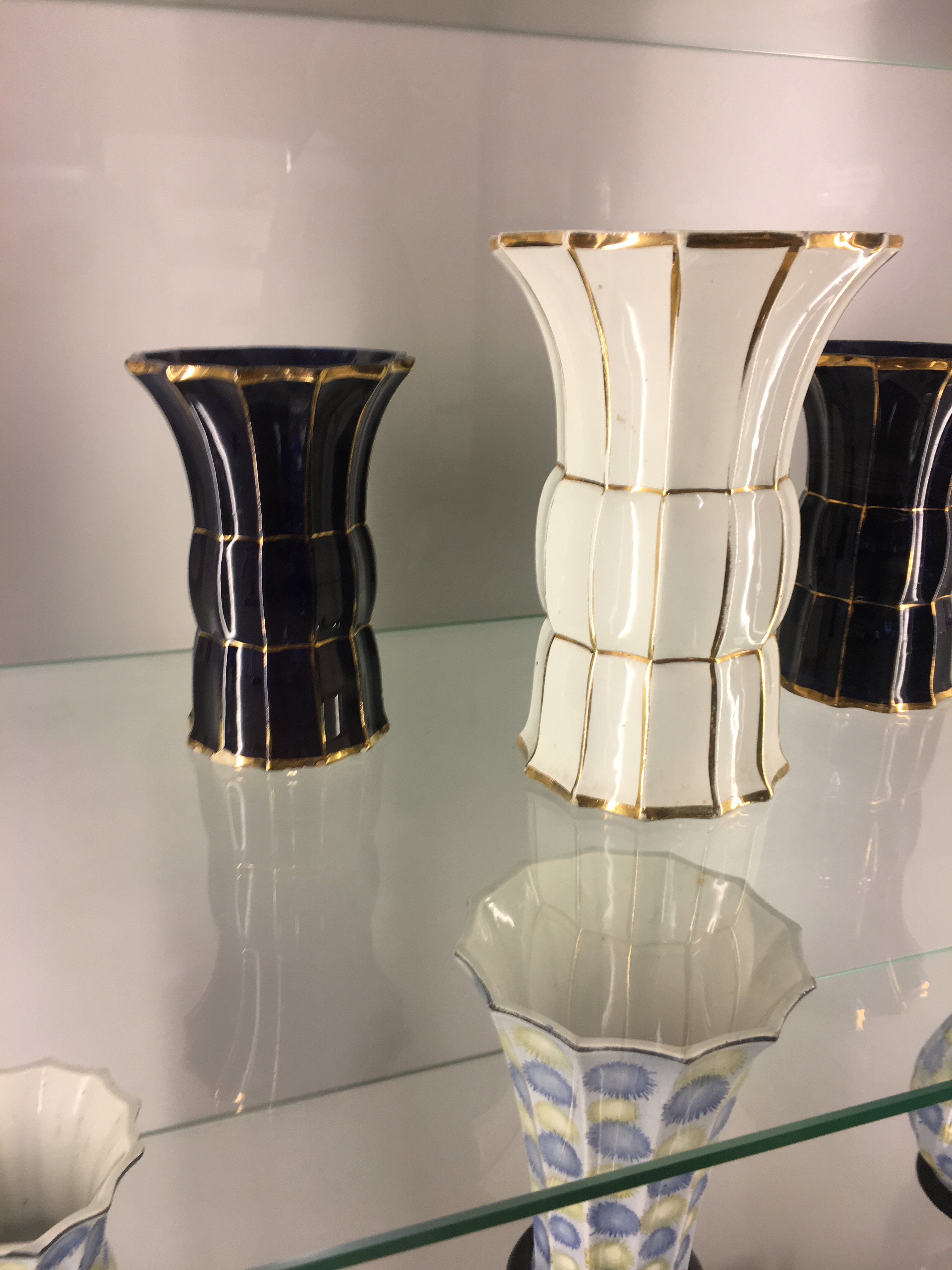
Josef Hoffmann für die Tonindustrie Scheibbs

- Keramikmuseum: 1923 wurde die Tonindustrie Scheibbs gegründet, die Kunstkeramik erzeugte und starke Beziehungen zur Wiener Werkstätte unterhielt. Über 2000 Exponate der exportorientierten Manufaktur sind im Keramikmuseum Scheibbs, einem Museum zur Tonindustrie Scheibbs, zu sehen.

### Scheibbs in der Literatur
Scheibbs fand auch Eingang in die Literatur, zum Beispiel im Roman Der Gaulschreck im Rosennetz von Fritz von Herzmanovsky-Orlando, Das Vaterspiel von Josef Haslinger oder Hans Krendlesberger in Das offene Labyrinth. Nicht zu vergessen ein Song von Georg Danzer namens Von Scheibbs bis Nebraska.

### Musik
In Scheibbs gibt es eine erwähnenswerte Jazz-, Musik- und Kreativ-Szene. In der Vergangenheit waren die Jive Dance Night (Jazz am Rosenmontag) sowie die Scheibbser Jazzwoche bis zum Jahr 2010, bei der jedes Jahr im Juli Jazzmusiker aus Wien und dem Ausland auftraten und Workshops anboten, Fixpunkte der Musikszene. Seit 2016 veranstaltet der Proberaum Scheibbs mit der Intertonale ein jährlich stattfindendes Seminar für Musik. Dieses Musikseminar steht in der Tradition des legendären Scheibbser Jazzseminars. Aufbauend auf ein über die Jahre geknüpftes Netzwerk ist es dem Verein möglich, ein hochkarätiges Programm mit Größen der heimischen Musikszene zu präsentieren. In die Konzerte werden auch ortsansässige Kulturschaffende miteinbezogen.
Außerdem gibt es das Kammerorchester Scheibbs, die Stadtkapelle sowie den Scheibbser Dreier, eine Volksmusikgruppe.
Das Kammerorchester Scheibbs wurde 1978 gegründet, es ging aus dem Schülerorchester des Gymnasiums und der Musikschule Scheibbs hervor. Das Orchester spielt neben traditionellen Werken auch solche des 20. Jahrhunderts. Werke von W. A. Mozart, Mendelssohn Bartholdy u. a. Dirigentin ist Judith McGregor.

### Bauwerke

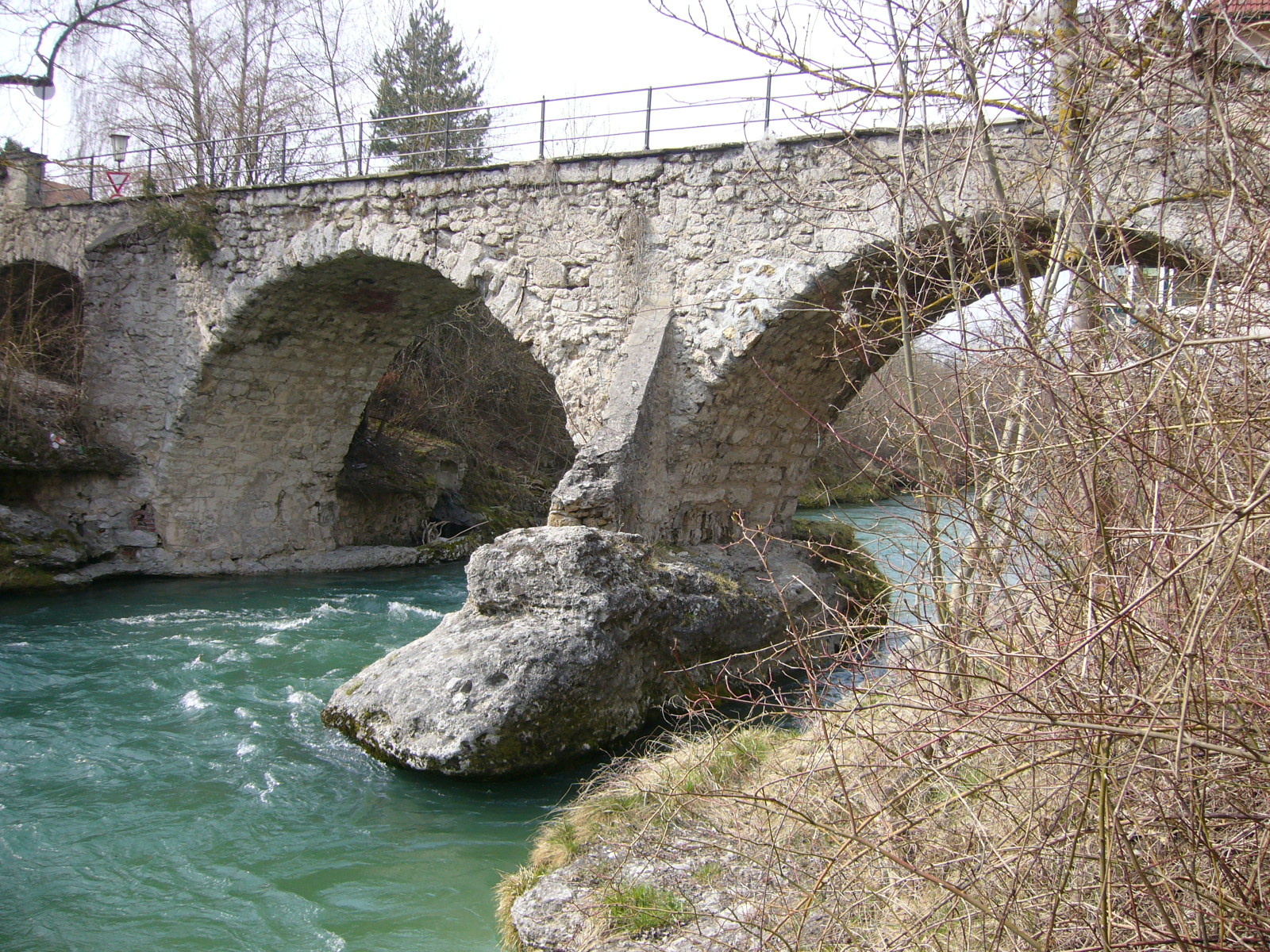
Römerbrücke

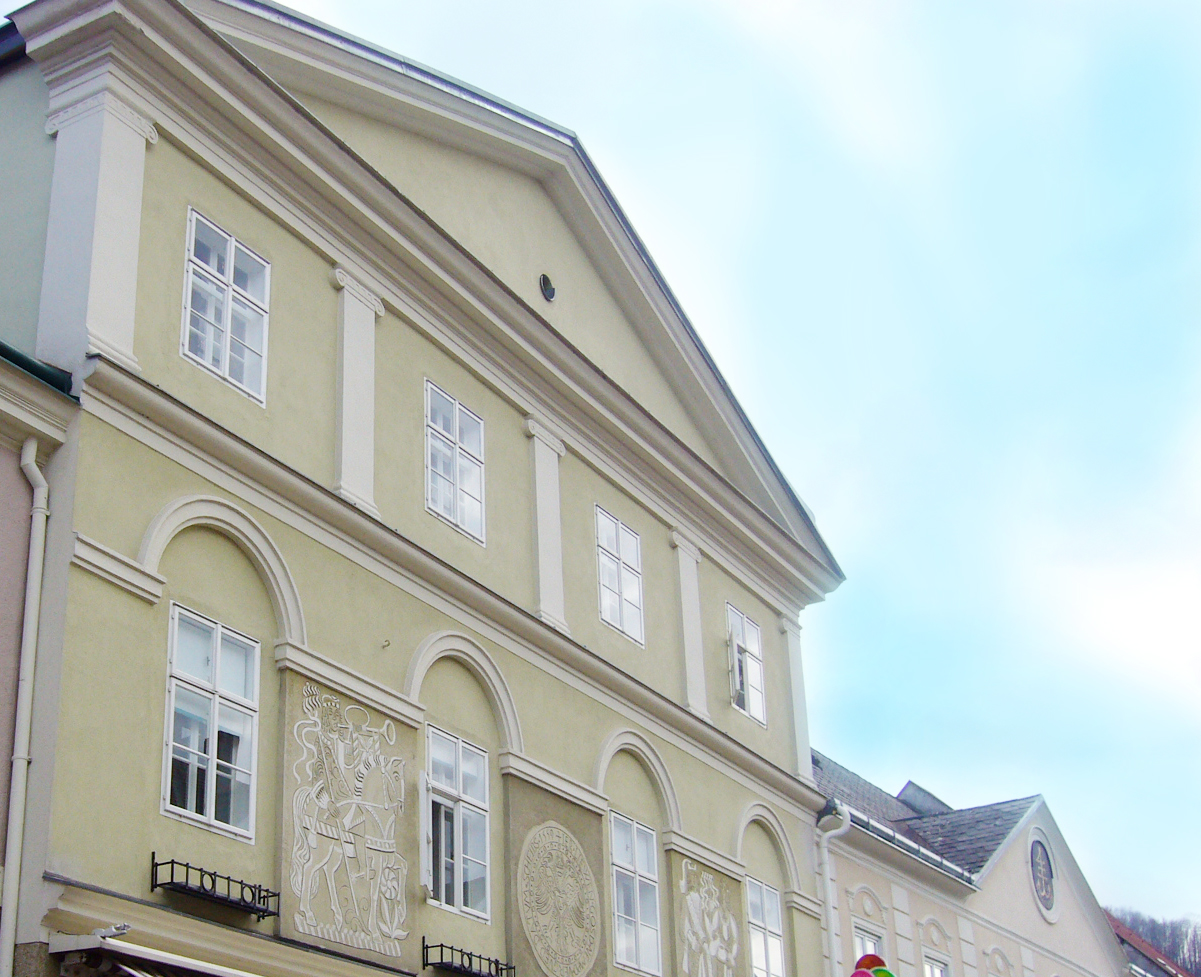
Biedermeierfassade in der Hauptstraße im Bereich des Traydmarkts

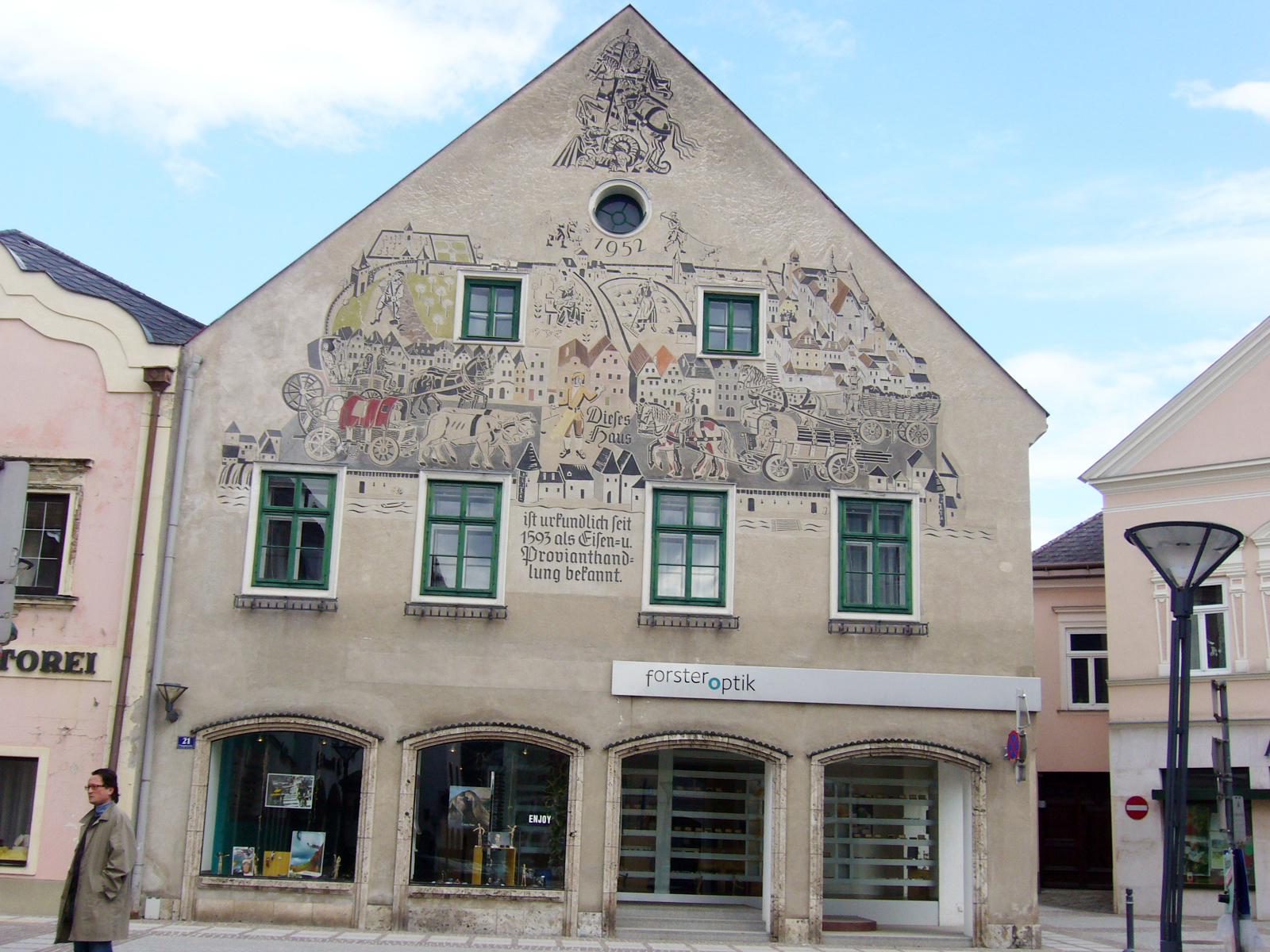
Haus in der Hauptstraße im Bereich des Unteren Markts

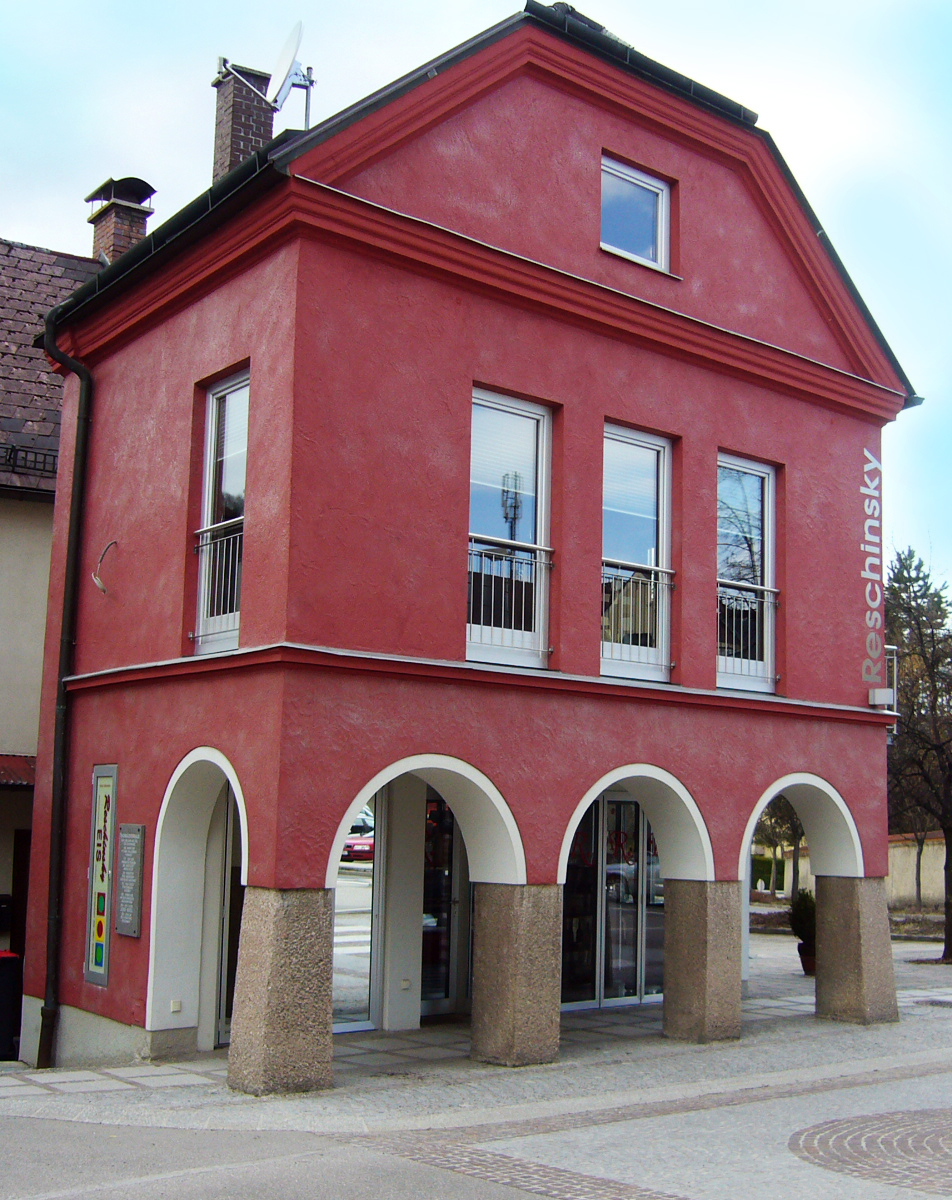
Haus in der Hauptstraße im Bereich des Unteren Markts

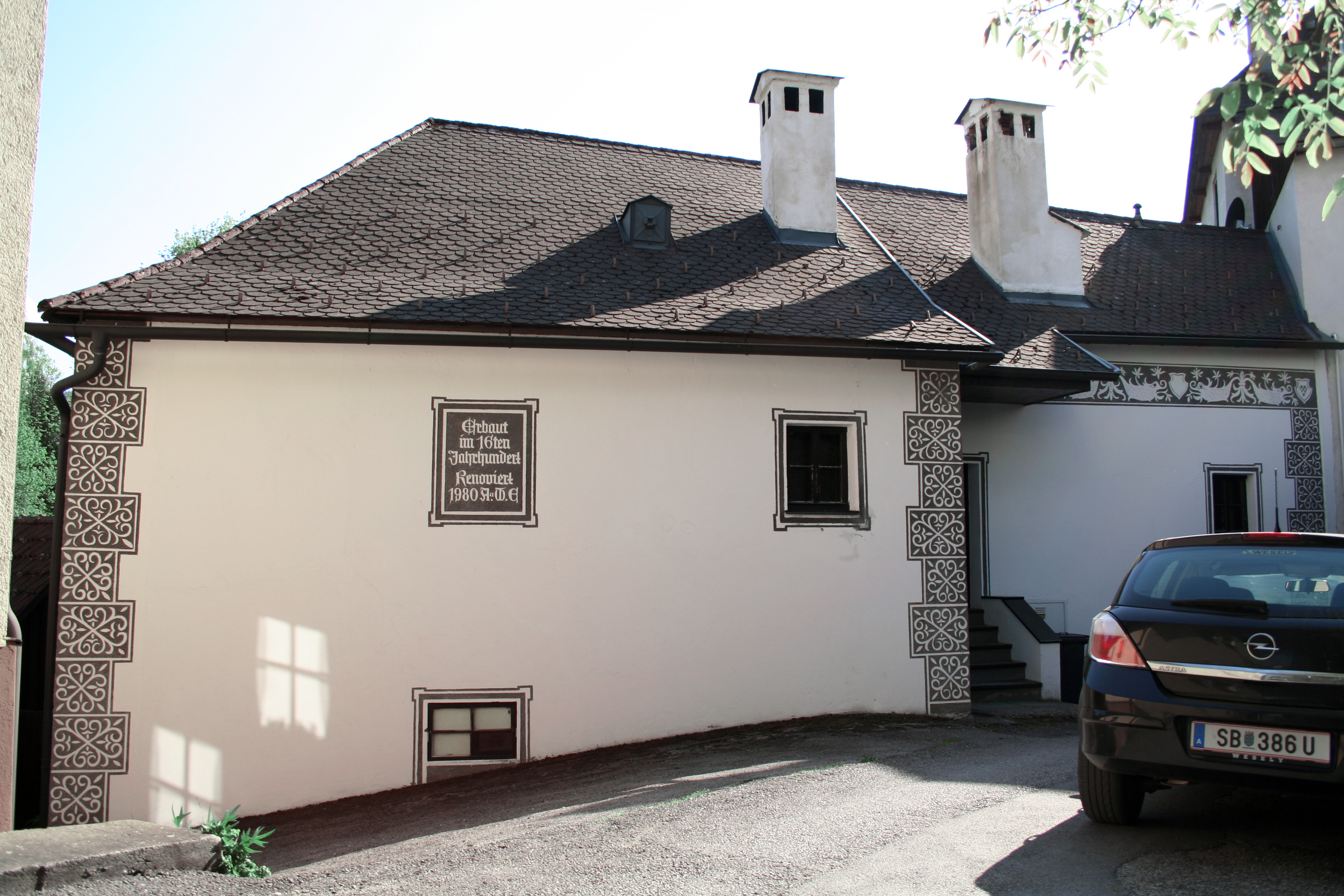
Hammer mit Sgraffito

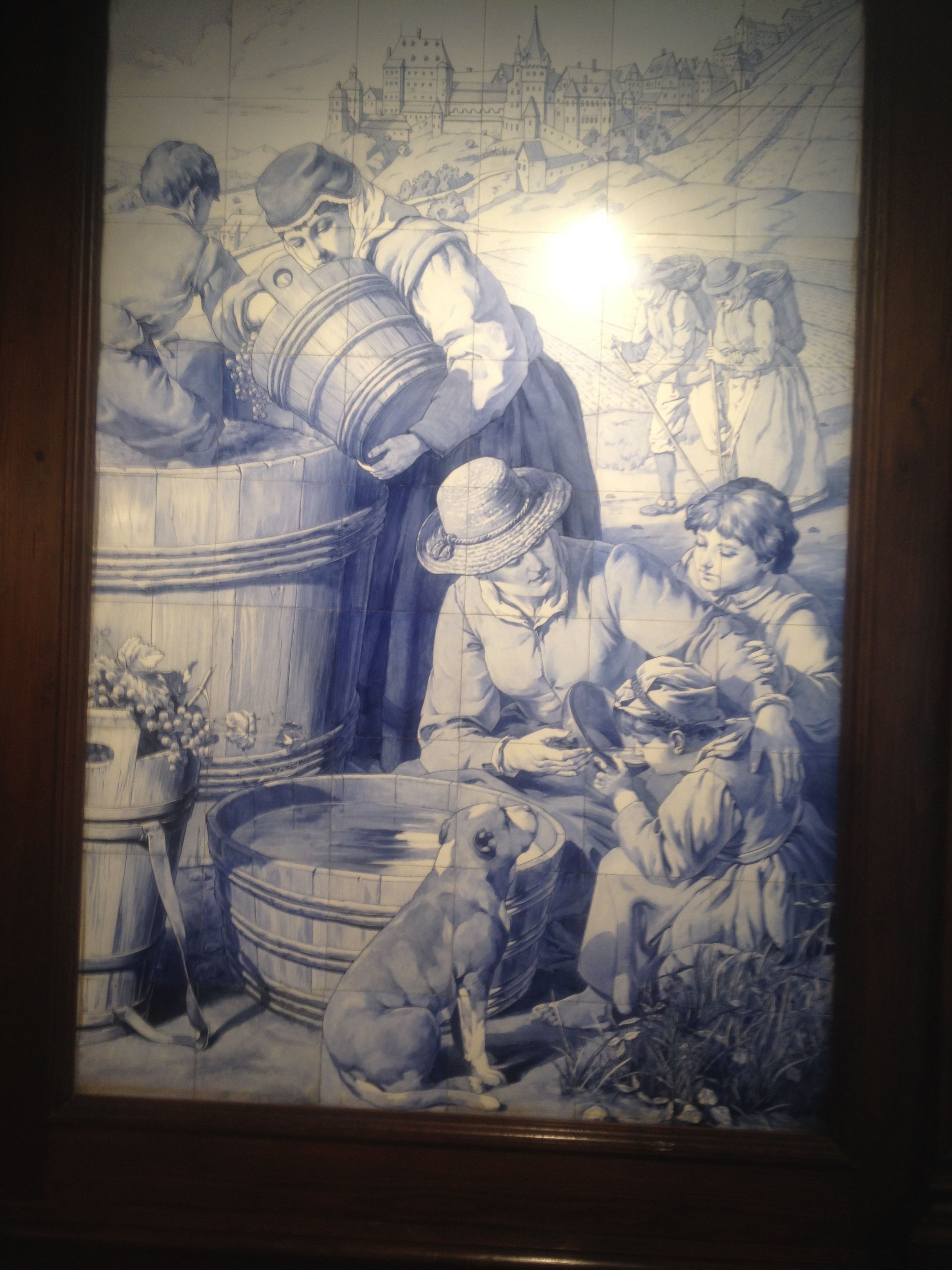
Azulejos im Töpperschloss Neubruck

- Stadtpfarrkirche St. Magdalena: Die dreischiffige, spätgotische Hallenkirche, die in ihrer heutigen Form um 1500 errichtet und 1726 barockisiert wurde, ist einer der größten Kirchen Niederösterreichs. Sie besitzt einen prachtvoller Innenraum mit roten Rundsäulen mit goldenen Barockkapitellen sowie ein kompliziertes, rot erhöhtes Netzrippengewölbe, barocke Seitenkapelle von Joseph Munggenast.
- Klosterkirche St. Barbara, die 1678 bis 1684 mit dazugehörigen Kloster von den Gaminger Kartäusern errichtet wurde. Es ist dies eine einfache barocke Kapuzinerkirche, die Hochaltarbilder von Martin Johann Schmidt („Kremser Schmidt“) aufweist.
- Schloss Scheibbs wurde auf römisch-keltischen bzw. frühmittelalterlichen Fundamenten errichtet, es besitzt eine schlichte Außenfassade mit mächtigem Bergfried, einen schönen Laubenhof mit Brunnen, Arkaden, Fensterkörben und Schmiedeeisentor.
- Töpperwerke Neubruck: Ein Ensemble mit Schloss, Kapelle, Fabrikantengruft, Park und Fabrik (19. Jahrhundert) von Andreas Töpper, zeugen von der einstigen wirtschaftlichen Macht der Region.
- Schloss Lehenhof: liegt südlich von Scheibbs auf einem Hang über der Bundesstraße 25. Es war im 19. Jahrhundert der Sommersitz des Dichters Graf Albrecht von Wickenburg und seiner Ehefrau Wilhelmine, die eine geborene Gräfin Almasy war. Später wurde das Schloss von Baronin Leitgeb an den Möbelhersteller Thonet verpachtet. Um 1912 war das Schloss im Besitz von Albert von Ettingshausen (Ettingshausen-Nernst-Effekt). 1945 wurde das Schloss von den Russen als deutsches Gut beschlagnahmt und teilweise verwüstet. Heute ist es im Besitz der Stadt Wien. Es wurde als Kindererholungsheim verwendet. Schloss Lehenhof ist ein einfaches Schloss des 19. Jahrhunderts. Es ist zweigeschoßig und hat den Grundriss eines Hufeisens, wobei der Haupttrakt in Richtung Straße weist und der Hof zur Bergseite hin offen ist.
- Schloss Ginselberg: befindet sich am gegenüberliegenden Hang von Schloss Lehenhof, im Westen des Ortsteils Neustift, auf einer Hangterrasse. Das Schloss entstand im 19. Jahrhundert aus einer im Jahre 1828 gegründeten Spiegelfabrik, die 1863 zum Schloss umgebaut wurde. Es wird auch Schloss Schönfeld genannt, nach dem Grafen Schönfeld. Heute ist es in Privatbesitz. Es ist ein langgestreckter Bau mit zwei Geschoßen und einer schmucklosen Fassade. Die Schlosskapelle wurde 1881 errichtet.
- Steghof: herrschaftliches Anwesen aus dem Jahr 1316, davor die Römerbrücke
- Römerbrücke: von 1554, die älteste steinerne Brücke in Scheibbs und im gesamten Erlauftal
- Rathaus: 1583 errichtet, Biedermeierbau mit spätgotischem Gemäuer. Im alten Rittersaal mit Hellebarden, Rüstungen, Folterwerkzeugen, Vorderladern, Schützenscheiben und Zunftkrügen tagt der Stadtrat. Das Rathaus ist das ehemalige Marktrichterhaus.
- Altstadt: zahlreiche Stadttore (Flecknertor, Pulverturm, Burgerhoftor) sowie Reste der Stadtmauer von 1380 sind noch erhalten. Zahlreiche Bürgerhäuser aus dem 15. und 16. Jahrhundert mit Innenhöfen, Sgraffitofassaden, Renaissanceerkern (Hauptstraße 15, 21, 24, 26, 27, 31, 38) zeugen vom einstigen Reichtum der Stadt.
- Zwei Aussichtswarten oberhalb von Scheibbs: Die 16 m hohe Urlingerwarte am 844 m hohen Blassenstein und die 1953 errichtete 12,3 m hohe Jelinekwarte an der 525 m hohen Rudolfshöhe.[16]

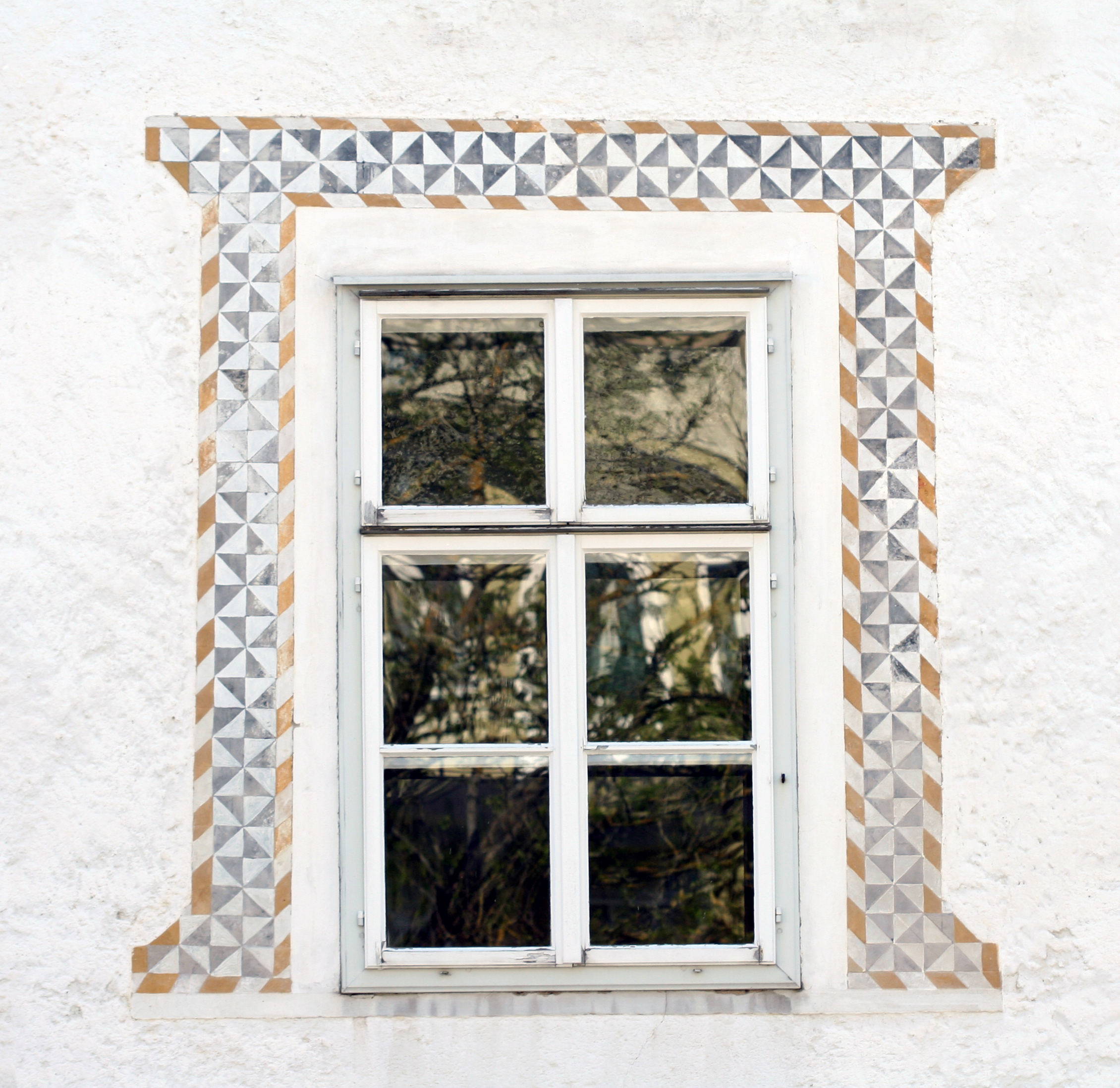
Sgraffito am Schützenscheibenmuseum in Scheibbs
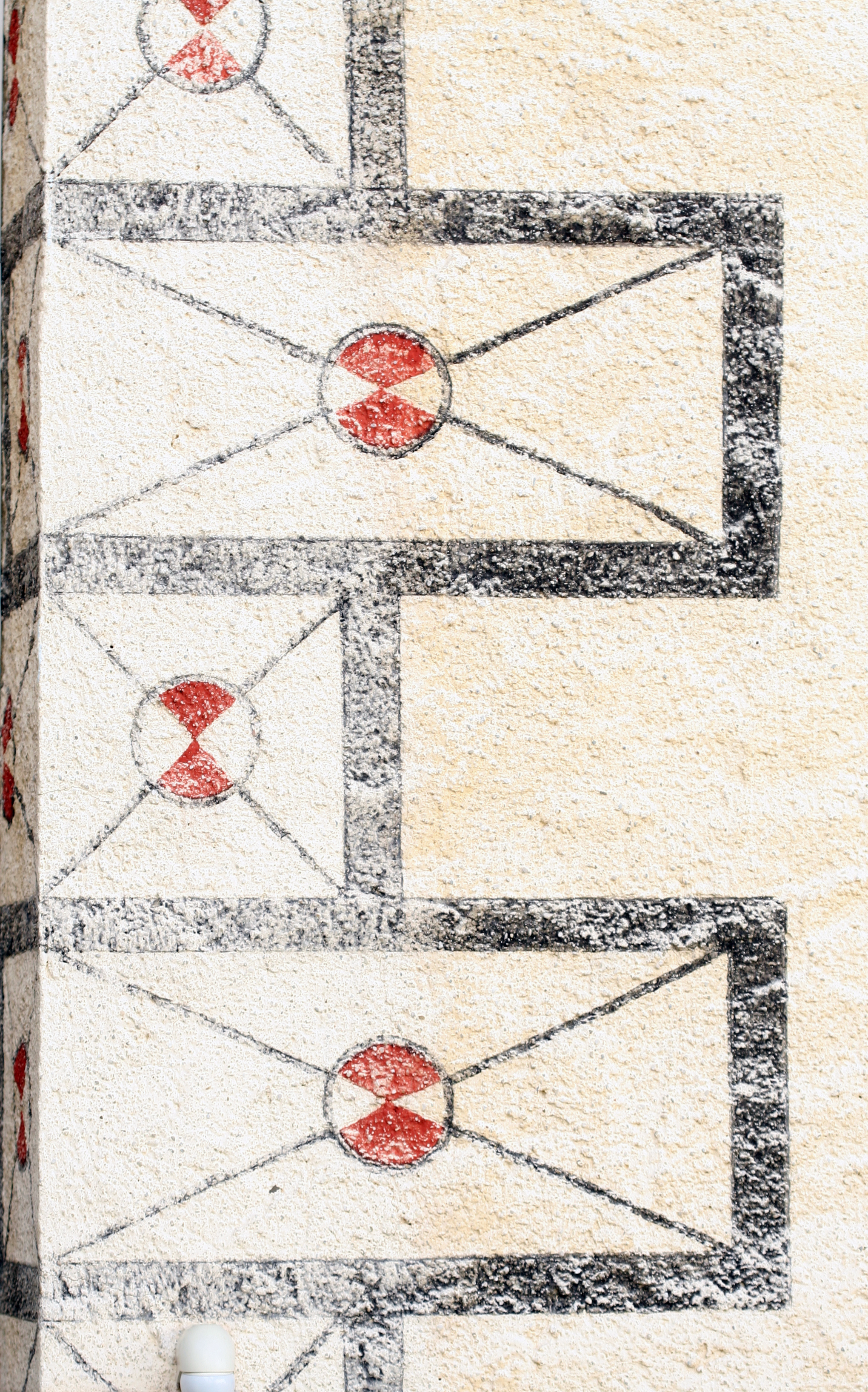
Sgraffito am Pfarrhaus in Scheibbs
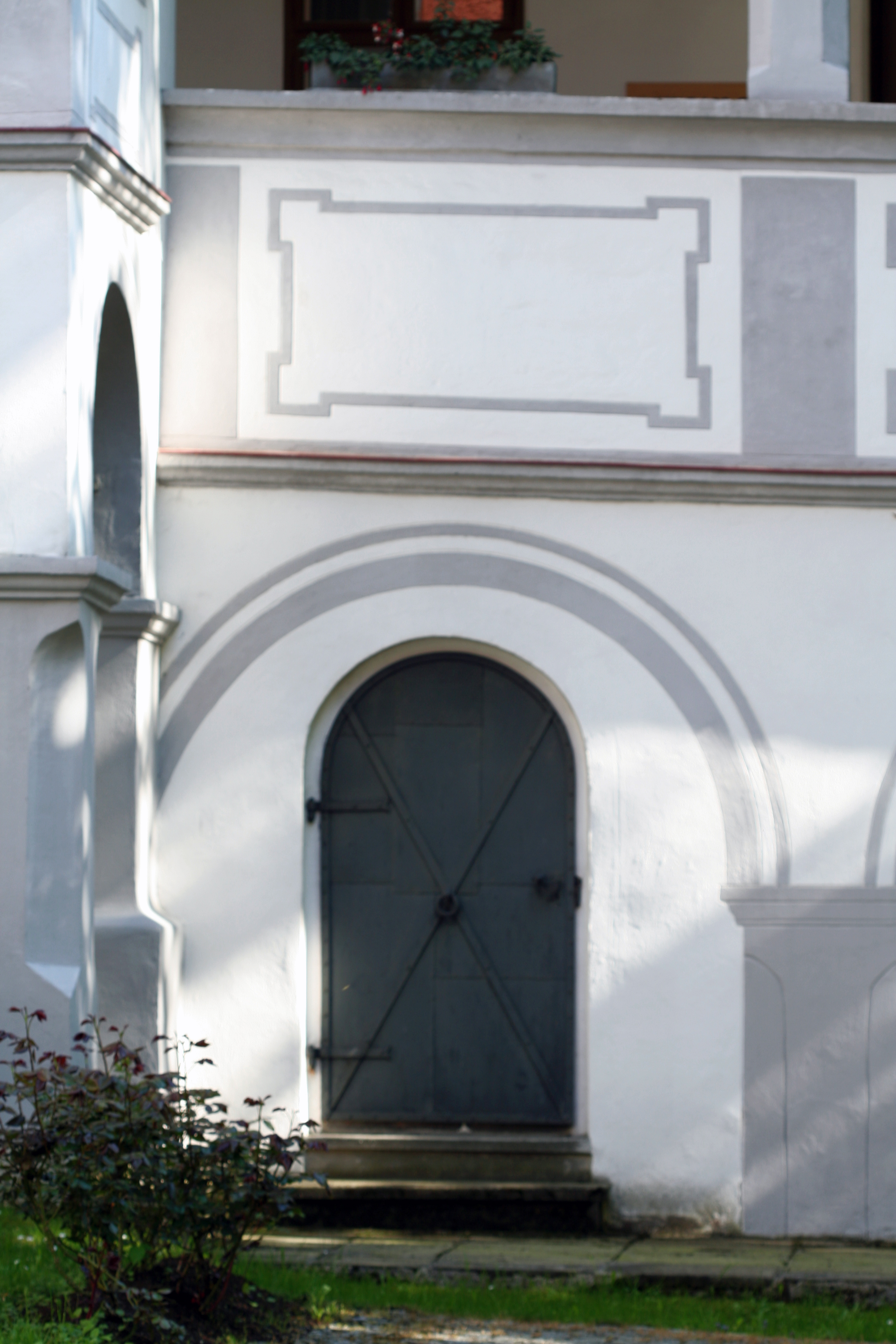
Sgraffito am Schloss Scheibbs

- Der älteste Trakt des Krankenhauses Scheibbs wurde von Hans Schimitzek im Heimatstil entworfen.
- Die Erlaufpromenade aus der Jahrhundertwende gesäumt von Villen, die vom damaligen Image der Stadt als Ort der Sommerfrische zeugen. Im mittlerweile abgerissenen Hotel „Zum goldenen Kreuz“ übernachtete 1889 Kaiserin Elisabeth von Österreich (Sisi).
- Heubergbrücke: Letzte erhaltene Holzbrücke aus der Zeit vor 1821 in der Stadt Scheibbs und im gesamten Bezirk Scheibbs
- Vier Burgruinen um Scheibbs
- Das Luegeraquädukt der Wiener Hochquellenwasserleitung in Neubruck verbindet die Gemeinden Scheibbs und St. Anton an der Jeßnitz. Zu etwa einem Viertel befindet es sich auf Scheibbser Grund.
- Wasserkraftwerk Neubruck ist der Umbau des ehemaligen Töpper-Wehrs.
- Kraftwerk Mühlhof, direkt im Zentrum gelegen und eines der ältesten Flusskraftwerke Österreichs.

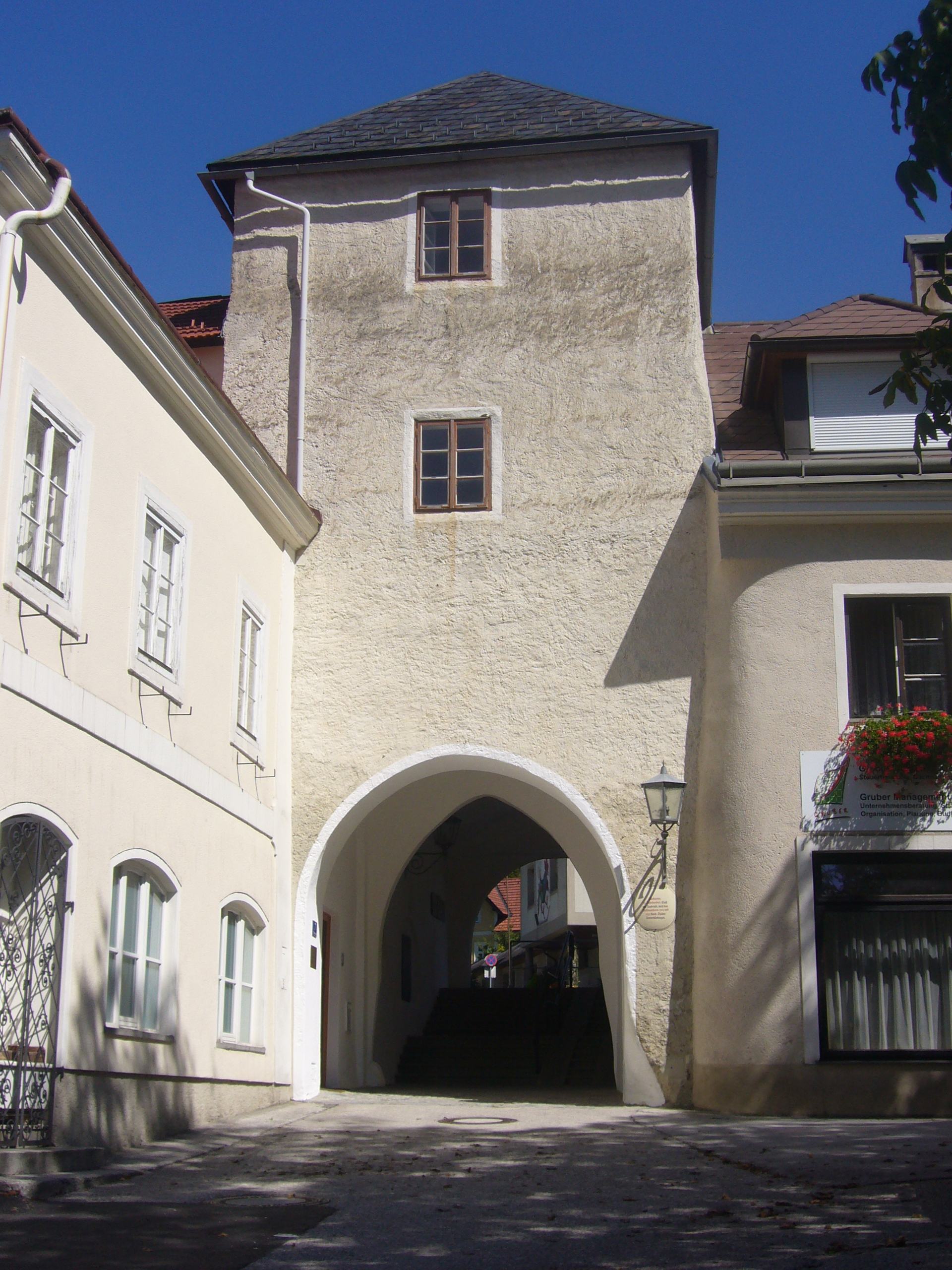
Flecknertor
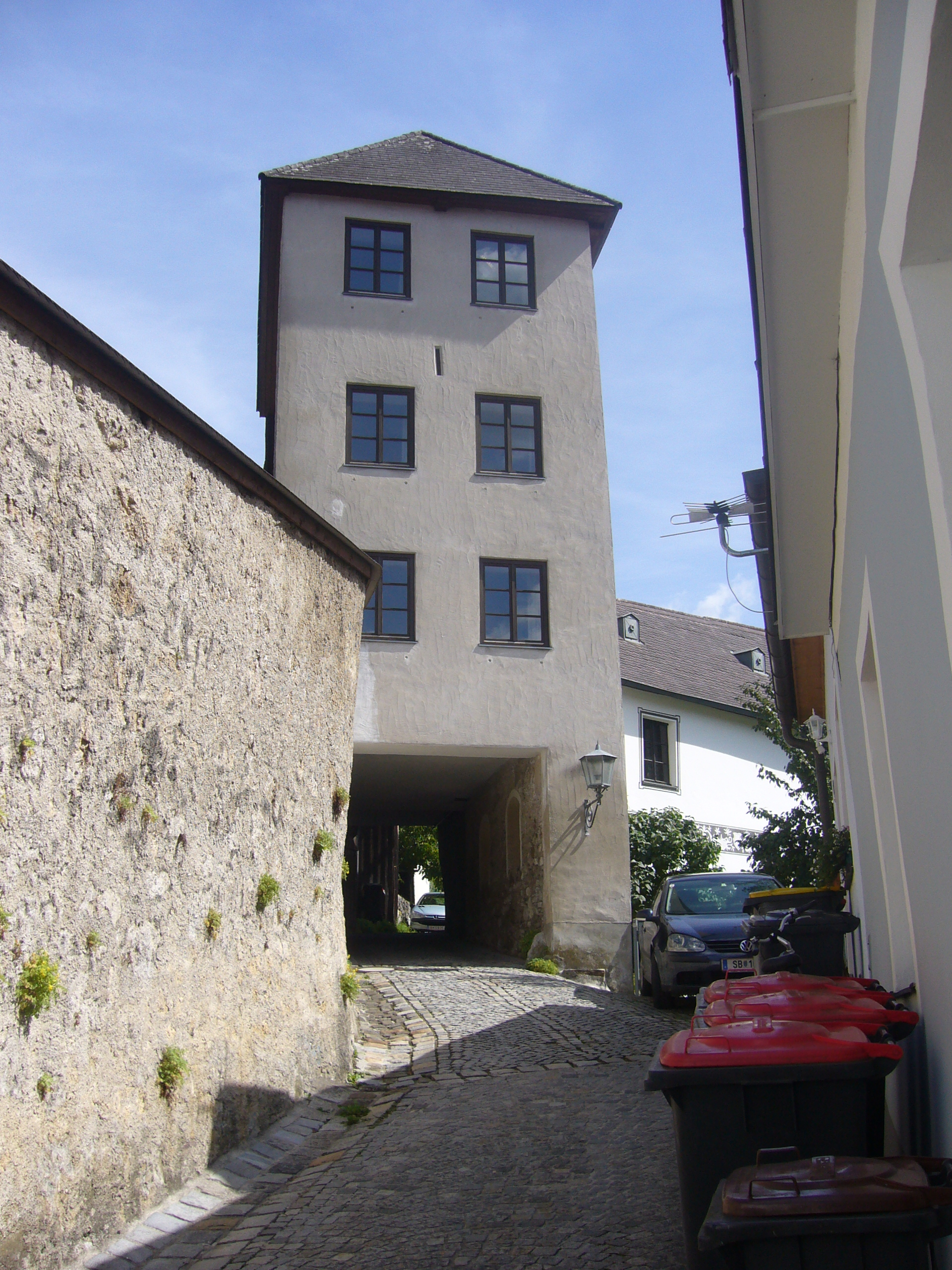
Burgerhoftor
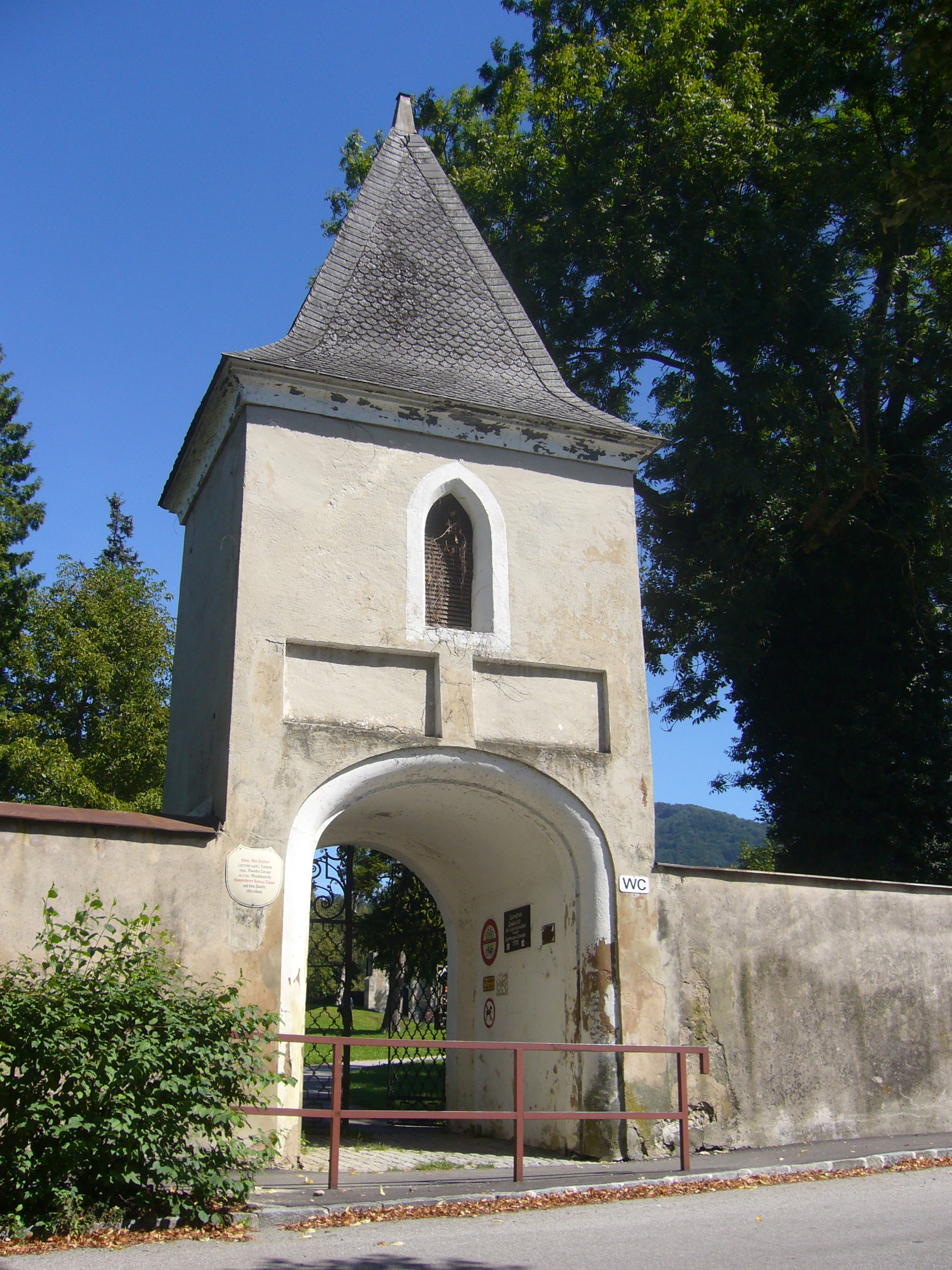
Friedhofstor
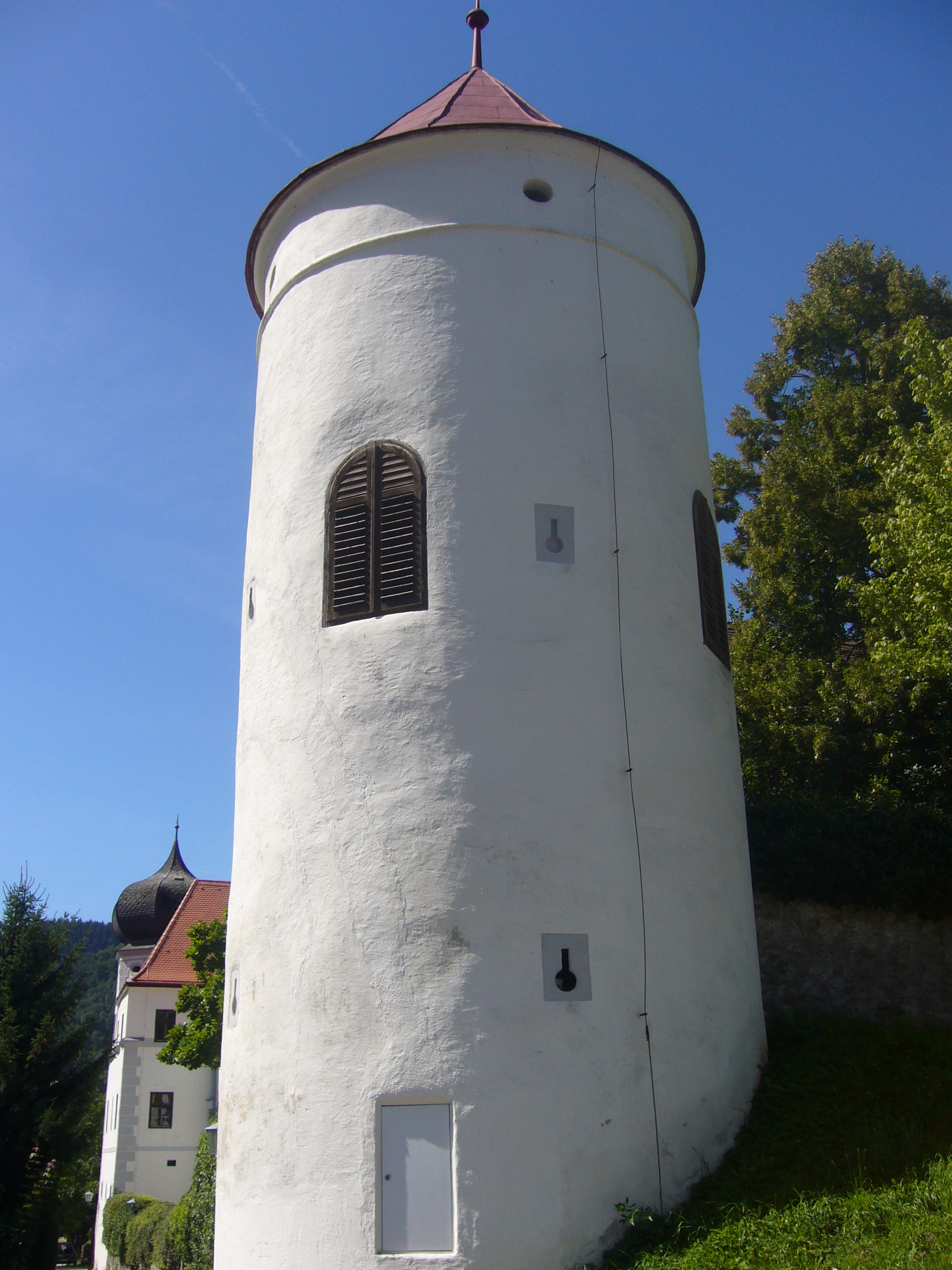
Turm Gürtel/Schöllgraben, dahinter Turm des Schloss Scheibbs
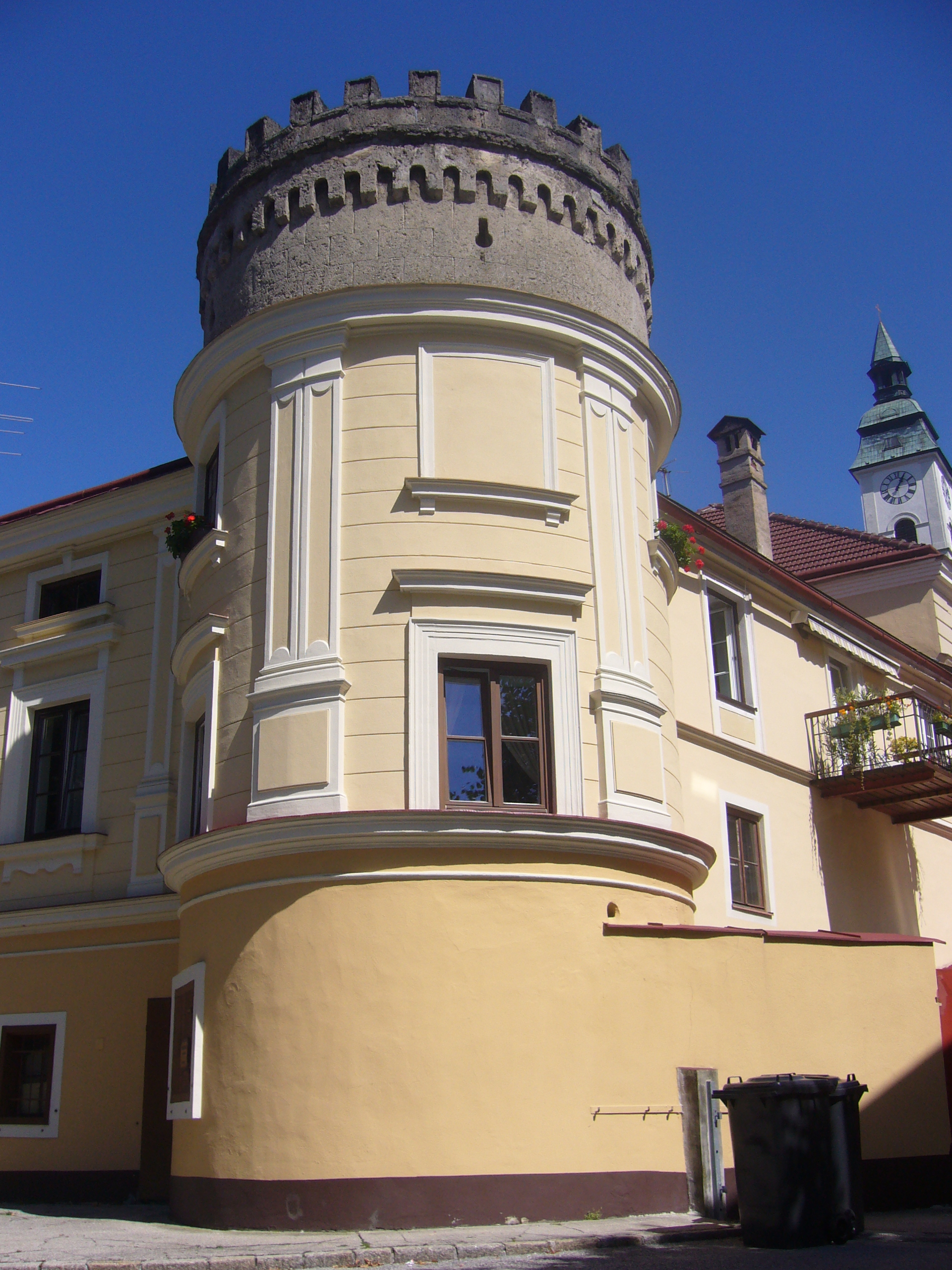
Umgebauter Turm Gaminger Straße
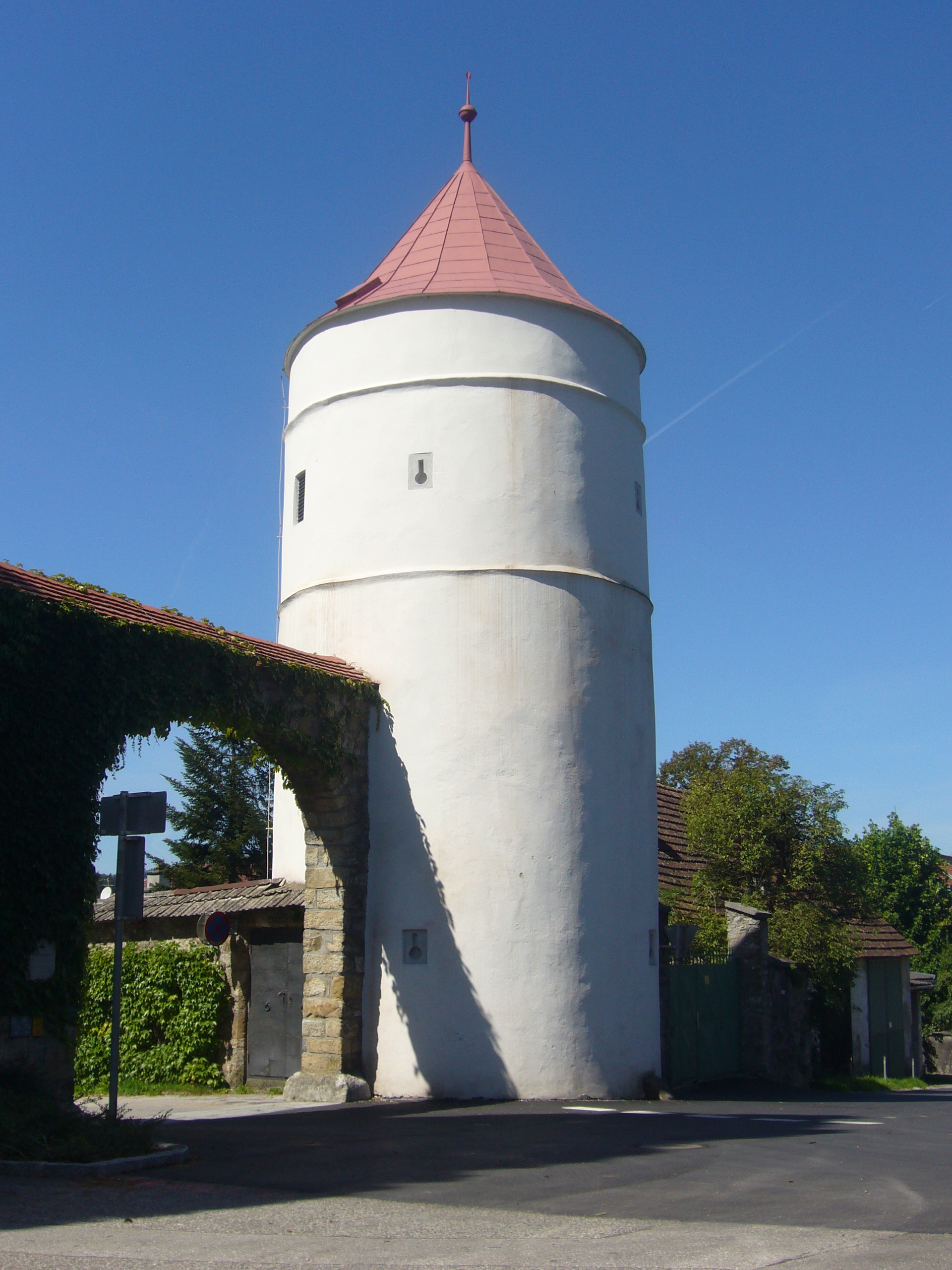
Turm Burgerhofstraße
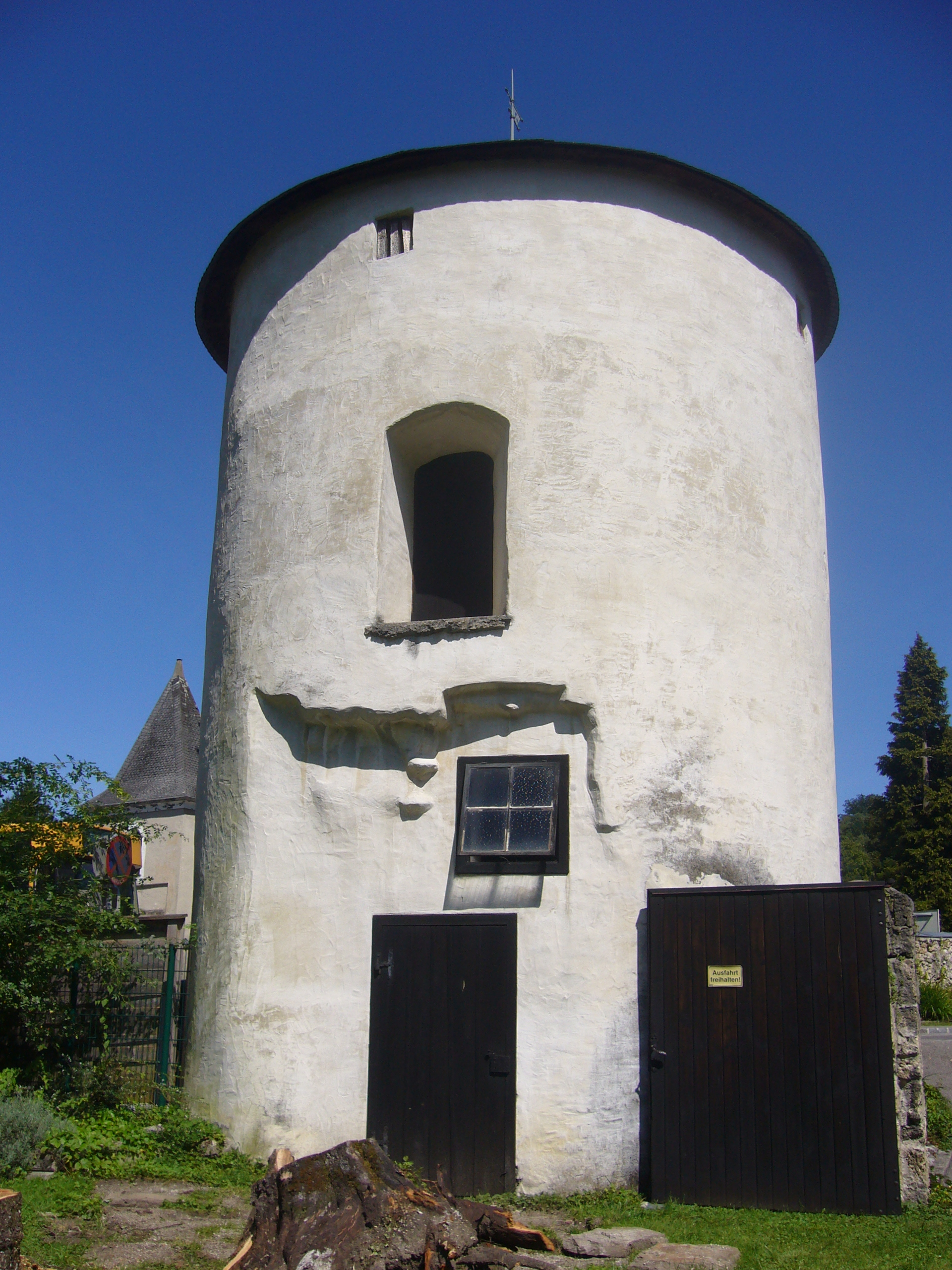
Turm Gürtel gegenüber Friedhoftor
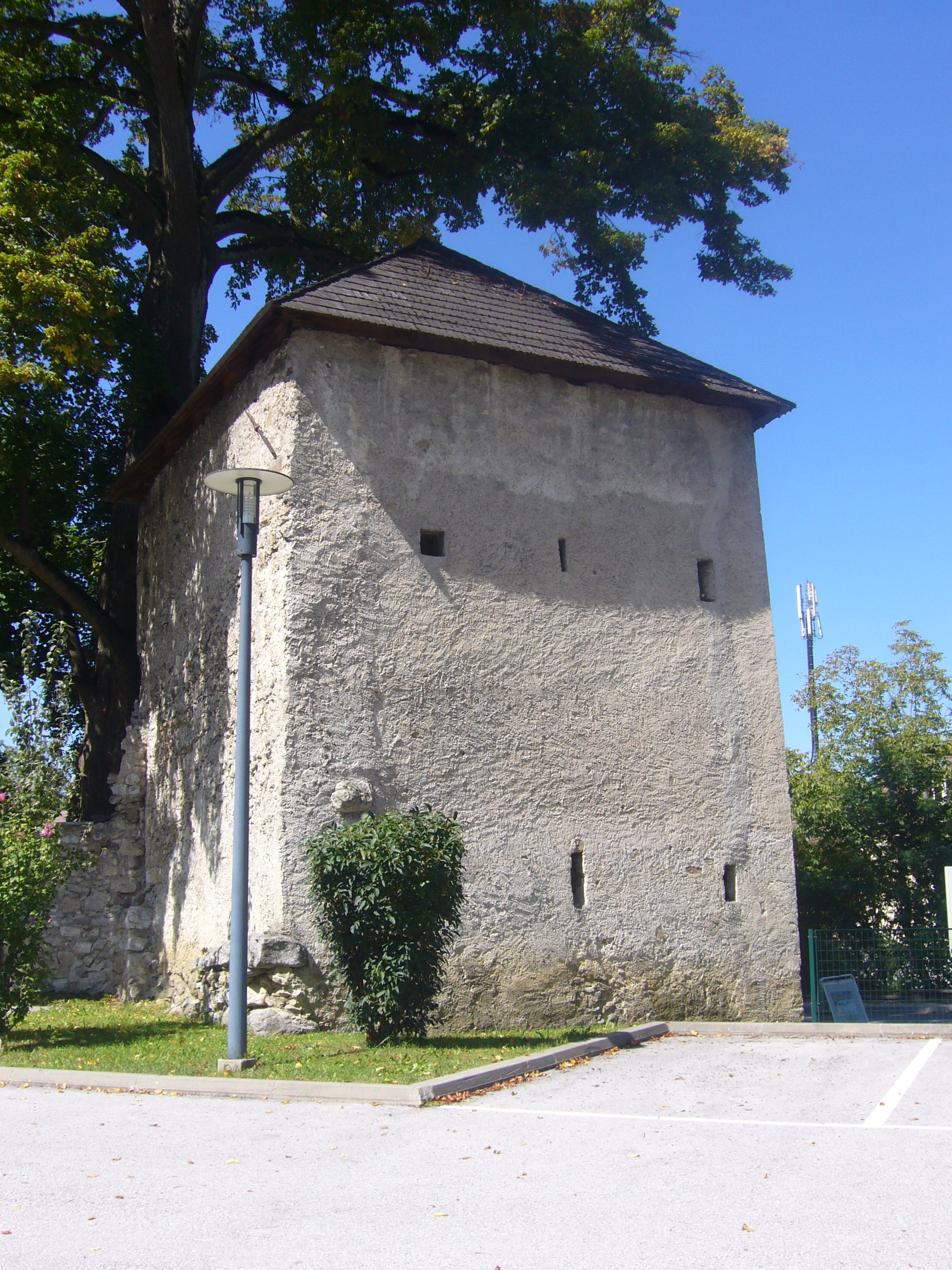
Pulverturm

### Parks und Plätze
- Stadtpark: Der heutige Stadtpark, früher Steghofpark (benannt nach dem angrenzenden Steghof), wurde im Zuge des Baus der Bundesstraße B25 und der damit verbundenen Anschlussstraße an die Stadt stark verkleinert. Er grenzt an den Gutshof Steghof und wird heute für Veranstaltungen genutzt.
- Töpperpark: Der Töpperpark ist der aufgelassene Friedhof, woran heute nur noch das Mausoleum der Familie Töpper bzw. die Friedhofsmauer und das turmartige Eingangstor mit schmiedeeisernen Gittern erinnern. Heute ist er Park und Kinderspielplatz.
- Kapuzinerplatz: Anlage ursprünglich von Anton Valentin gestaltet, Steinskulptur seitlich vor der Klosterkirche.
- Kaiserpark: abgekommene Anlage mit zentralem Kaiser-Franz-Joseph-Denkmal. Heute Standort einer Billa-Filiale.

## Trivia

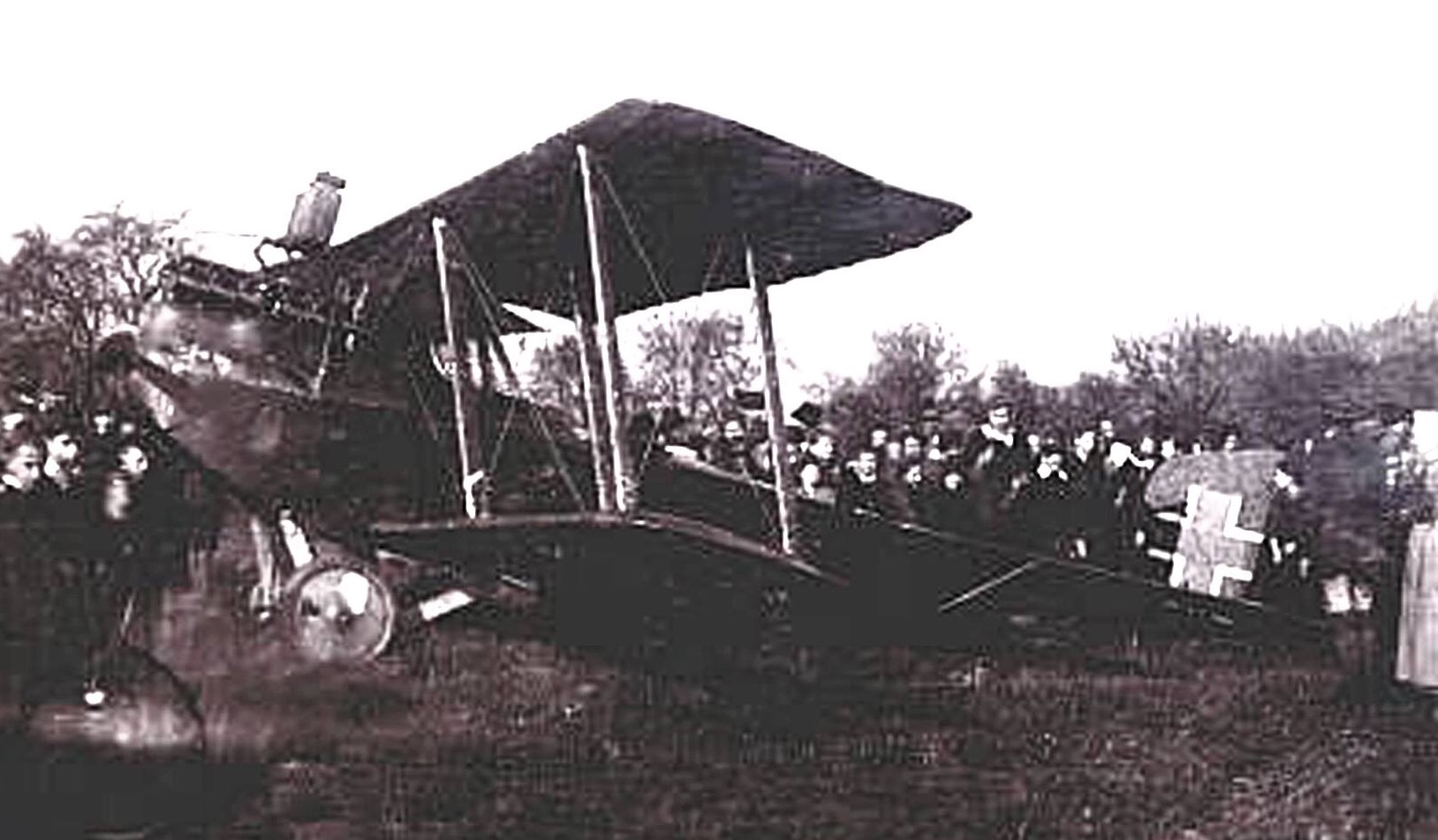
Scheibbs Flugzeuglandung

- Im Mittelalter lebten in Scheibbs Slawen. Sie sprachen Slawisch und benannten Örtlichkeiten, Bäche, Berge usw. in ihrer Sprache: So sind zum Beispiel die Namen Ginning, Saffen, und Faista (Faista ist ein älterer Name des Lueg-Bachs) slawischen Ursprungs. Ginning bedeutet ‘Tennenbach’, Saffen ‘Krötenbach’ und Faista bedeutet ‘schneller, klarer Bach’.
- Eine Skisprungschanze wurde 1949 in Scheibbs unweit des Zentrums eröffnet. Heute steht dort die Siedlung Am Burgerhof.
- Bis etwa 1600 wurde in Scheibbs Wein angebaut, es war dies der südlichste Punkt des Weinbaus im Alpenvorland. Heute erinnert noch der Hochweinberg daran. Mit der Kleinen Eiszeit ab etwa 1600 änderte sich das Klima, das trockene, warme pannonische Klima wird vom kühleren, feuchten Klima aus dem mittleren Westeuropa abgelöst.
- Zwischen der steinernen Urlingerwarte und der hölzernen Jelinekwarte gab es auf dem Greinberg die 1892 errichtete Greinbergwarte. Sie wurde 1904 durch einen Orkan zerstört, 1907 wieder aufgebaut und bestand bis etwa 1935. Heute sind von der Warte aus Holz nur mehr die Fundamente zu sehen.
- 1918 landet ein österreichisches Flugzeug in Scheibbs-Brandstatt im engen Erlauftal. Es ist dies das einzige Mal, dass dies in der Region passierte. Der nächste Flughafen befindet sich in Linz etwa 80 km entfernt, das nächste Flugfeld für Segelflugzeuge in Leutzmannsdorf bei Amstetten, immerhin auch 30 km entfernt.
- Um Scheibbs gab es vier mittelalterliche Burgen, die alle von der Kartause Gaming gekauft und geschleift wurden.

## Persönlichkeiten

### Ehrenbürger
Folgende Personen sind Ehrenbürger der Stadt:
- 1850: J.B. Koller (Bezirkshauptmann)
- 1869: Franz von Wertheim (1814–1883), Industrieller, erste einbruchsichere Stahlkassen
- 1879: Franz Kichler (K.K. Bezirkshauptmann)
- 1886: Rysmann (NÖ Landesbeamter)
- 1886: Ferdinand Grubmayr (Sparkassenbeirat)
- 1888: Paul Urlinger (Pfarrer und Dechant)
- 1896: Leopold Unterhofer (Oberlehrer)
- 1900: Josef Novak (Bezirksarzt und Direktor des Kaiserin-Elisabeth-Spitals)[18]
- 1902: Ernst Hufnagl (Bezirkshauptmann)
- 1902: Erich Graf Kielmannsegg (Statthalter)
- 1902: Wilhelm Voelkl (Reichsratsabgeordneter)
- 1906: Karl Höfinger (Bürgermeister)
- 1912: Wildhelm Hammer von Pohlau (Bezirkshauptmann)
- 1924: Alois Weidinger (Bürgerschuldirektor)
- 1928: Karl Buresch (NÖ Landeshauptmann)
- 1937: Rudolf Radinger (Bürgermeister)
- 1938: Ernst Obentraut (Bezirkshauptmann)
- 1958: Johann Kloiber (Stadtpfarrer und Ehrendechant)
- 1958: Gustav Herrmann (Bezirkshauptmann)
- 1965: Anton Herok (Bürgermeister, Regierungsrat)
- 1968: Ernst Schoiber (Landtagsabgeordneter und Präsident)
- 1983: Alois Derfler (Bürgermeister, Ökonomierat)
- 1995: Pater Johannes Undesser (Pfarrer)
- 2000: Franz König (1905–2004), Kardinal, Kaplan in Scheibbs 1938–1939
- 2019: Karl Hasengst (1949–2021), Pfarrer von Scheibbs 1995–2019[19][20]

### Söhne und Töchter der Stadt
- Johann Heinrich Schmelzer (1623–1680), Hofkomponist und erster nicht-italienischer Hofkapellmeister am Wiener Hof Kaiser Leopolds I.
- Berthold Dietmayr (1670–1739), Abt und Erbauer des Stiftes Melk, beauftragte Jakob Prandtauer mit dem Bau der barocken Stiftskirche
- Franz Schuh (1804–1865), Arzt und Chirurg, erster chirurgischer Eingriff mit Äthernarkose
- Josef Diltsch (1863–1931), Grafiker, entwarf das Manner-Logo mit dem Stephansdom
- Leopold Traunfellner (1866–1949), Politiker und Bäckermeister
- Josef Schagerl senior (1872–1953), Bildhauer
- Anniebel Freifrau von Leitenberger (1873–1959), Baronin, verpachtete Schloss Lehenhof an Victor Thonet
- Paul von Spaun (1876–1932), Bildender Künstler
- Ferdinand Karpfen (1880–1942), von den Nationalsozialisten ermordeter Jude
- Heinrich Schönfeldt (1884–1963), Autoingenieur und Rennfahrer, Fahrer des weltweit ersten Panzers 1906
- Theodor Klotz-Dürrenbach (1890–1959), Maler
- Hermann Senkowsky (1897–1965), Finanzfachmann, NSDAP-Funktionär
- Karl Pfeffer (1903–1975), Politiker
- Ellen Windisch-Graetz (1906–1982), Adelige
- Wilhelm Löwenstein (1908–1996), Politiker und Geschäftsmann
- Rudolf Janzsa (1914–1994), Betriebsberater und Politiker
- Traute von Kaschnitz (1918–1996), Malerin und Grafikerin
- Josef Schagerl junior (1923–2022), Bildhauer
- Hellmuth Petsche (1923–2017), Neurologe
- Hans Krendlesberger (1925–1995), Fernsehregisseur, Dramatiker, Autor von Hör- und Fernsehspielen, Programmdirektor des ORF
- Karl Winter, Bergsteiger, Siebter Durchsteiger der Eiger-Nordwand
- Aglaja Schmid (1926–2003), Burgtheater-Schauspielerin
- Hans Willenpart (1927–1980), Erstbesteiger des Gasherbrum II im Himalaya
- Herbert Grubmayr (* 1929), österreichischer Diplomat
- Ignaz Bruckner (1938–2022), Politiker
- Helmut Denk (* 1940), Mediziner und Präsident der Österreichischen Akademie der Wissenschaften
- Leopold Gansch (1940–2014), Bürgermeister von Scheibbs
- Walter Greinert (1940–2024), Journalist, Diplomat und Autor
- Siegfried Beer (* 1948), Historiker, Geheimdienstexperte
- Hubert „Hubsi“ Kramar (* 1948), Schauspieler und Kabarettist, Tatort-Kommissar
- Rudolf Osanger (* 1950), Geistlicher und Liedermacher
- Robert Kabas (* 1952), Künstler
- Rudolf Scheidl (* 1953), Universitätsprofessor
- Joe Willenpart (1953–2015), austro-amerikanischer Unternehmer, Rennfahrer, Sammlung von Oldtimern und Formel-Wagen
- Roswitha Bachner (* 1954), Politikerin
- Friedrich Radinger (* 1954), Manager, Geschäftsführer von T-Online
- Robert Pussecker (* 1955), Musiker
- Brigitte Öppinger-Walchshofer (* 1956), Botschafterin
- Johannes Sachslehner, (* 1957), Historiker
- Manfred A. Jäch (* 1958), Koleopterologe
- Maria Magdalena Hofmarcher-Holzhacker (* 1959), Gesundheitsökonomin
- Beate Ferchländer (* 1961), Kriminalautorin
- Herbert Mandl (* 1961), Skirennläufer und Skitrainer
- Gerhard Spring (* 1962), Autor und Künstler
- Oliver Krammer (* 1966), Musiker, Schlagzeuger und Tontechniker
- Renate Gruber (* 1967), Politikerin, Bürgermeisterin von Gaming und Abgeordnete zum Landtag von Niederösterreich
- Anton Leichtfried (* 1967), Weihbischof der Diözese St. Pölten
- Susanne Pöchacker (* 1967), Schauspielerin, Kabarettistin und Wissensmanagerin
- Sabine Fisch (* 1970), Medizinautorin
- Martina Kaiser (* 1970), Radiomoderatorin und Sängerin
- Klaudia Tanner (* 1970), Juristin und Politikerin
- Josef Leitner (* 1972), Bürgermeister in Wieselburg
- Josef Riegler (* 1975), Rollstuhltennisspieler
- Jakob Deibl (* 1978), römisch-katholischer Theologe, Philosoph und Hochschullehrer
- Moussa Kone (* 1978), Künstler
- Andreas Buder (* 1979), Skirennläufer
- Bettina Rausch (* 1979), Politikerin, Trainerin und Moderatorin
- Michael Roher (* 1980), Autor und Illustrator von Kinderbüchern
- Paul Scharner (* 1980), Fußballspieler
- Dagmar Bernhard (* 1981), Schauspielerin und Sängerin
- Philipp Hager (* 1982), Schriftsteller
- Engel Mayr (* 1984), Musiker
- Tina Goebel (* 1984), Journalistin und Autorin
- Marion Gröbner (* 1985), Fußballspielerin
- Schorsch Feierfeil (* 1986), Karikaturist und Illustrator
- Daniel Feik (* 1986), Komponist
- Kathrin Zettel (* 1986), Skirennläuferin
- Sascha Fahrngruber (* 1989), Fußballspieler
- Dominik Distelberger (* 1990), Leichtathlet
- Richard Punz (* 1990), Politiker und Abgeordneter zum Landtag von Niederösterreich
- Christoph Krenn (* 1994), Skirennläufer
- Bernhard Pickl (* 1991), Sportschütze
- Katharina Gallhuber (* 1997), Skirennläuferin
- David Affengruber (* 2001), Fußballspieler
- Marie Loschnigg (* 2002), Radsportlerin
- Jakob Mader (* 2002), Filmschauspieler
- Kilian Scharner (* 2003), Fußballspieler
- Maximilian Kerschner (* 2004), Fußballspieler

### Mit der Stadt verbundene Persönlichkeiten
- Andreas Töpper (1786–1872), Industrieller, Stahlproduzent, größtes Privatunternehmen der Donaumonarchie, erste Blechwalzfabrik Europas
- Joseph Haßlwander (1812–1878), Maler und Zeichner
- Paul Urlinger (1814–1889), Pfarrer, Geometer, erste Zusammenstellung der Berghöhen der gesamten Monarchie
- Albrecht von Wickenburg (1838–1911), Lyriker, Sommerresidenz auf Schloss Lehenhof
- Wilhelmine von Wickenburg-Almasy (1845–1890), Lyrikerin, Sommerresidenz auf Schloss Lehenhof
- Bertha Kupelwieser (1848–1909), Tante von Ludwig Wittgenstein, Stifterin des Krankenhauses Scheibbs nach Plänen von Hans Schimitzek
- Paul Eduard von Schoeller (1853–1920), Industrieller, Besitzer von Töpperschloss und -Fabrik
- Gustav Bamberger (1861–1936), Maler
- Rudolf Konopa (1864–1936), Maler
- Franz Haiser (1871–1945), antisemitischer Agitator
- Carl Vaugoin (1873–1949), Bundeskanzler der I. Republik, „General Scheibbs“
- Victor Thonet, Miteigentümer des Möbelherstellers Thonet, lebte auf Schloss Lehenhof
- Jolanthe Haßlwander (1905–1997), Schriftstellerin und Lehrerin
- Jean-Francois Jenewein (1945–2002), Unternehmensberater, Eigentümer des Anwesens Steghof
- Josef Bramer (* 1948), Maler, Absolvent der Meisterklasse Rudolf Hausner
- Franz Kemetmüller (* 1961), Bezirkshauptmann
- Ludwig Adam (* 1949), lebte einige Jahre mit seiner Familie, mit unter anderem seinem Sohn Zebo Adam, in Scheibbs und lebte in regem Austausch mit der dortigen Musikszene, da einige Scheibbser Musiker in seiner Hallucination Company spielen (zum Beispiel Sigi Meier) sowie die Zusammenarbeit mit Engel Mayr, der unter anderem in Zebo Adams Band Russkaja spielt
- Pia Zerkhold (* 1998), Snowboarderin